# Église Saint-Pierre-et-Saint-Paul de Fitz-James
Pour les articles homonymes, voir Église Saint-Pierre-et-Saint-Paul.
L'église Saint-Pierre-et-Saint-Paul est une église catholique paroissiale située à Fitz-James (Oise), en France. Elle a probablement été fondée par l'abbaye de Saint-Benoit-sur-Loire, qui était collateur de la cure, et entretenait un prieuré sur place. Il a été réuni à la paroisse en 1767. Les parties les plus anciennes de l'église actuelle remontent à la fin de la période romane, aux années 1140. Il s'agit de la base du clocher, qui possède une voûte d'ogives d'origine ; de l'élévation extérieure de la travée suivante du chœur ; et de cinq contreforts. La façade romane existait encore au milieu du XIXe siècle. Elle a été réinventée lors d'une restauration pendant la seconde moitié du XIXe siècle, et n'est plus qu'un pastiche architectural. La corniche, les deux fenêtres au nord de la nef, et le clocher du milieu du XIIe siècle ont également été sacrifiés à une mise au goût du jour au XIXe siècle, et l'intérieur de la nef romane est désormais pourvu de voûtes néo-gothiques. La plus grande partie de l'église date toutefois de la période gothique flamboyante, du second quart du XVIe siècle. Il s'agit de tout le vaisseau sud, qui dédouble le vaisseau principal ; des dernières travées du chœur, avec une abside à pans coupés ; et de la chapelle seigneuriale au nord du chœur, également avec une abside à pans coupés. Les parties flamboyantes sont stylistiquement très homogènes, mais leur architecture est assez banale. L'originalité réside davantage dans le plan. Les huit baies orientales conservent quatre verrières polychromes de la période de construction, et quatre fragments ou ensembles de fragments de vitraux de la même époque. Avec les chapiteaux de la base du clocher, ces vitraux font la principale richesse artistique de l'église. Elle fait l'objet d'une inscription au titre des monuments historiques depuis le 23 février 1951. Aujourd'hui, Fitz-James est affilié à la paroisse du Cœur du Christ de Clermont, et les messes dominicales y sont célébrées environ une fois par mois.

## Localisation
L'église Saint-Pierre-et-Saint-Paul est située en France, en région Hauts-de-France et dans le département de l'Oise, sur la commune de Fitz-James, à la limite est du bourg, rue Jules-Ferry (RD 127e), à côté de la mairie. La façade occidentale donne directement sur le trottoir de la rue : il n'y a pas de parvis, sauf au sud de la première travées. Du reste, l'église est entourée du cimetière au sud, à l'est et au nord. Au sud de la deuxième travée, un garage se rapproche de l'église. Il n'est donc pas possible de bénéficier d'une vue d'ensemble de l'élévation méridionale. Sinon, l'église est dégagée d'autres bâtiments, et l'on peut en faire le tour.

## Historique

### L'histoire de la paroisse

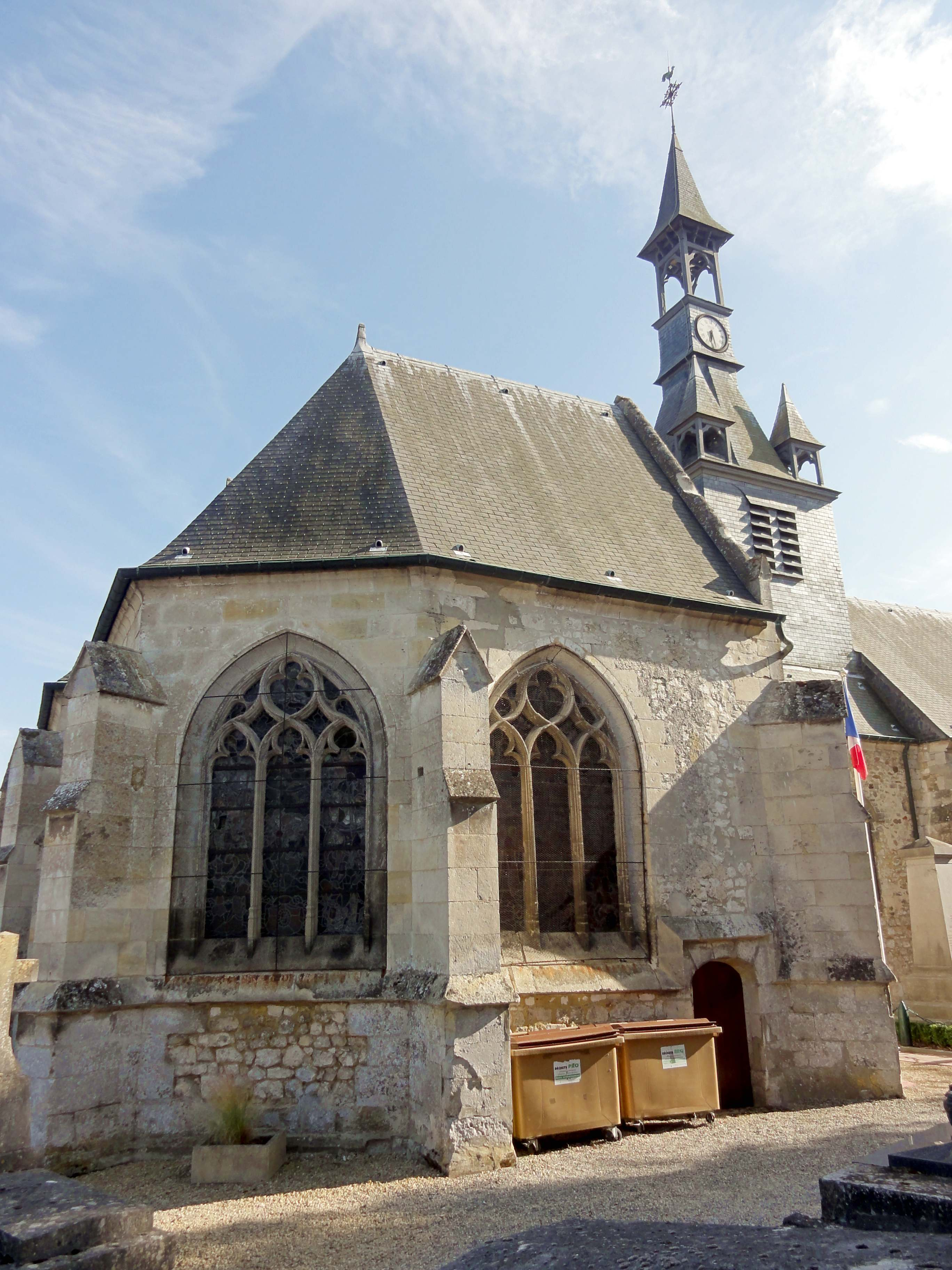
Chapelle dite « ducale ».

La fondation de la paroisse remonte au moins au second quart du XIIe siècle, époque de la construction de la première église dont des éléments subsistent au sein de l'église actuelle. À son origine, est probablement la donation d'un seigneur local à l'abbaye de Saint-Benoit-sur-Loire, qui est collateur de la cure sous tout l'Ancien Régime, et considérée comme curé primitif. Elle établit un prieuré à côté de l'église, qui constitue un bénéfice distinct. Le prieuré réserve à son usage l'un des deux vaisseaux de l'église, celui du nord, où se situe le grand autel. Le prieur doit y dire la messe quatre fois par an. Tant l'église que le prieuré sont placés sous l'invocation de Saint-Pierre, Apôtre et premier pape. La date du rajout de saint Paul comme second patron reste à identifier. Le nom de la paroisse (et donc du village) est Warty jusqu'en 1710. En 1704, la terre de Warty est acquise par Jacques Fitz-James, duc de Berwick, général de France, promu maréchal de France en 1706. Par lettres-patentes de mai 1710, la seigneurie est érigée en duché-pairie, et c'est conformément à l'usage pour les duchés-pairies que la paroisse prend son nom. Sur le plan de la hiérarchie ecclésiastique, la paroisse relève du doyenné de Pont-Sainte-Maxence, de l'archidiaconé de Breteuil et du diocèse de Beauvais (alors que Clermont est lui-même le siège d'un archidiaconé et d'un doyenné du même diocèse). En 1767, la paroisse et le prieuré sont réunis. Fitz-James devient ainsi un prieuré-cure, le prieur étant en même temps curé. En 1789, les biens du prieuré-cure consistent en une ferme, cinq arpents de prés, et trente mines de terre. Ce domaine agricole est mis en fermage, et rapporte ainsi 1 200 livres par an. Le prieuré-cure touche également les deux tiers de la grosse dîme de la paroisse « à 6 du 100 » (l'autre tiers étant au chapitre de Beauvais), et la dîme des foins et chanvres. Les charges se montent à 750 livres par an, qui comprennent, entre autres, les deux tiers de la portion congrue du curé (l'autre tiers étant sans doute constitué par les recettes de la cure),. Après le Concordat de 1801, la paroisse de Fitz-James n'est longtemps pas rétablie, et l'église Saint-Pierre-et-Saint-Paul est incorporée dans la paroisse de Clermont. Aujourd'hui, Fitz-James est de nouveau affilié à la paroisse de Clermont, qui s'étend sur dix communes, et est dédiée au Cœur du Christ. Les messes dominicales sont célébrées à Fitz-James environ une fois par mois.

### Les campagnes de construction de l'église

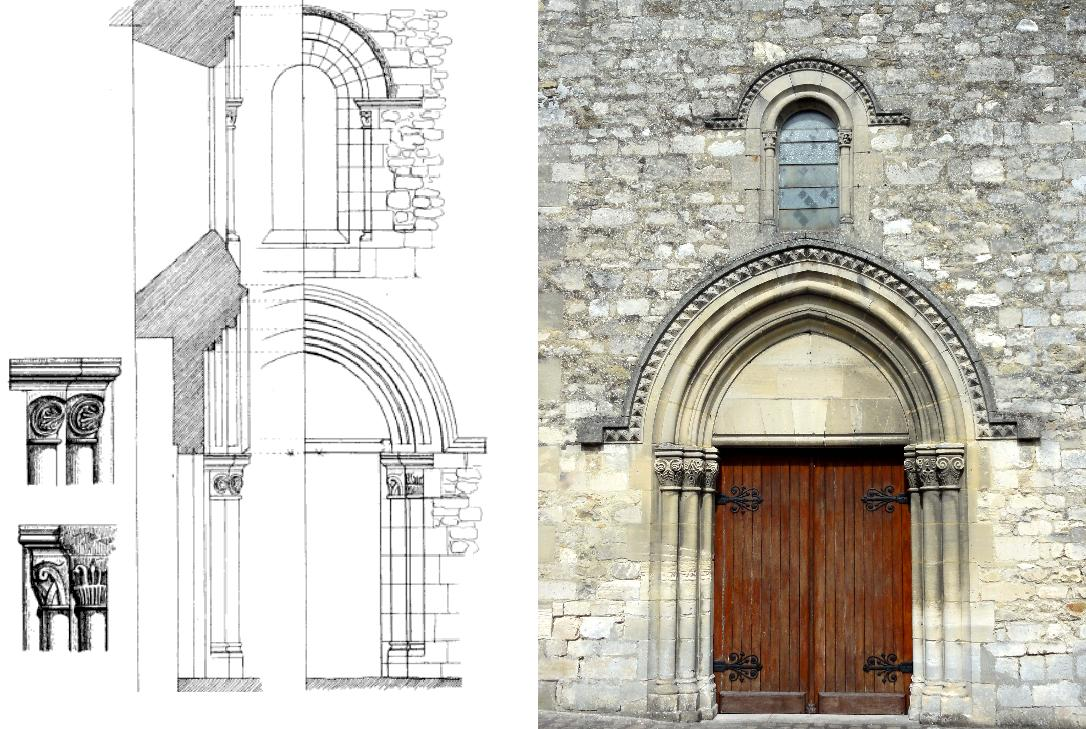
Les relevés du Dr Woillez effectués avant 1849 mettent en évidence la transformation néoromane de la partie gauche de la façade.

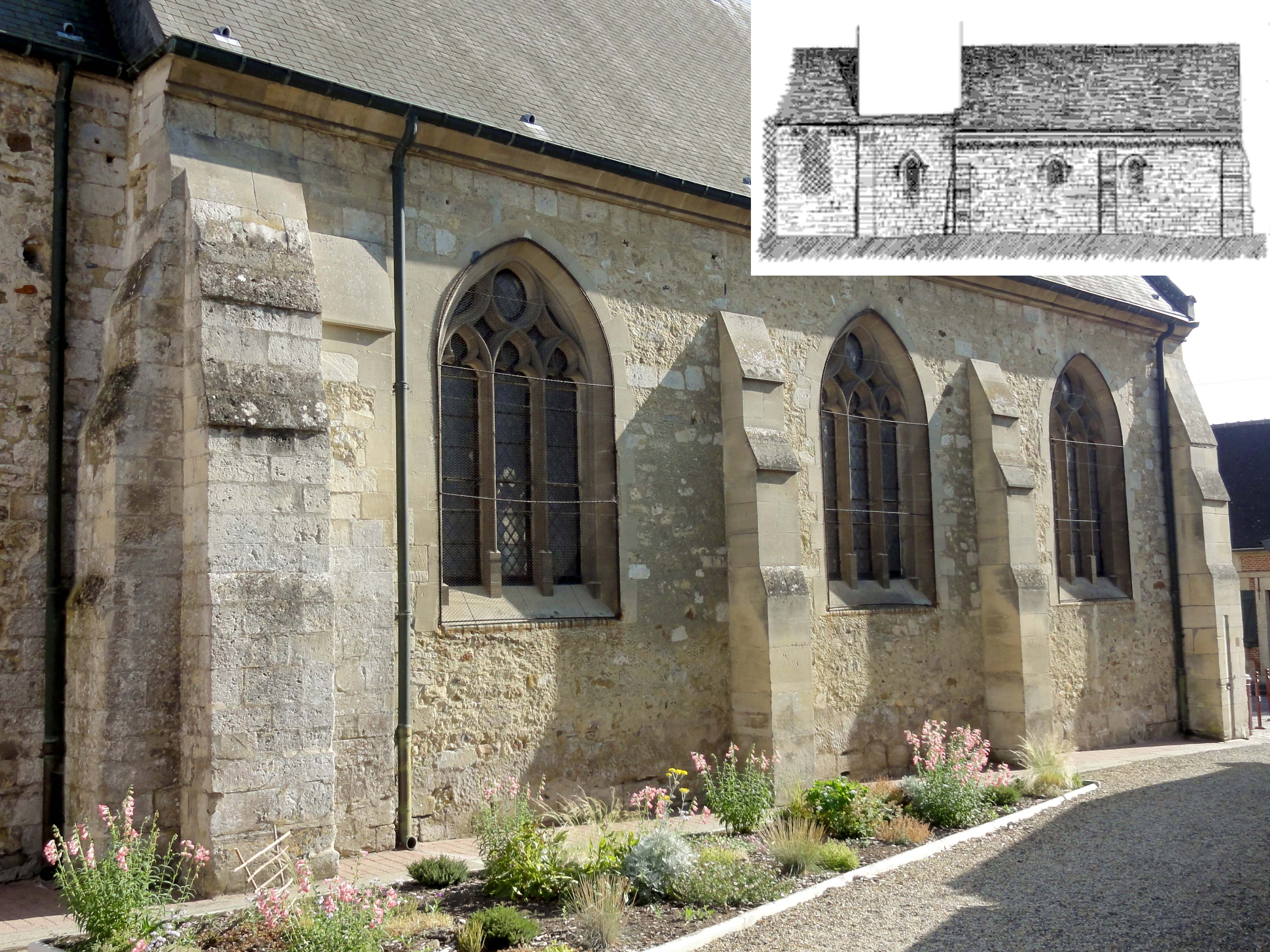
Les fenêtres flamboyantes de la nef n'existaient pas encore en 1849.

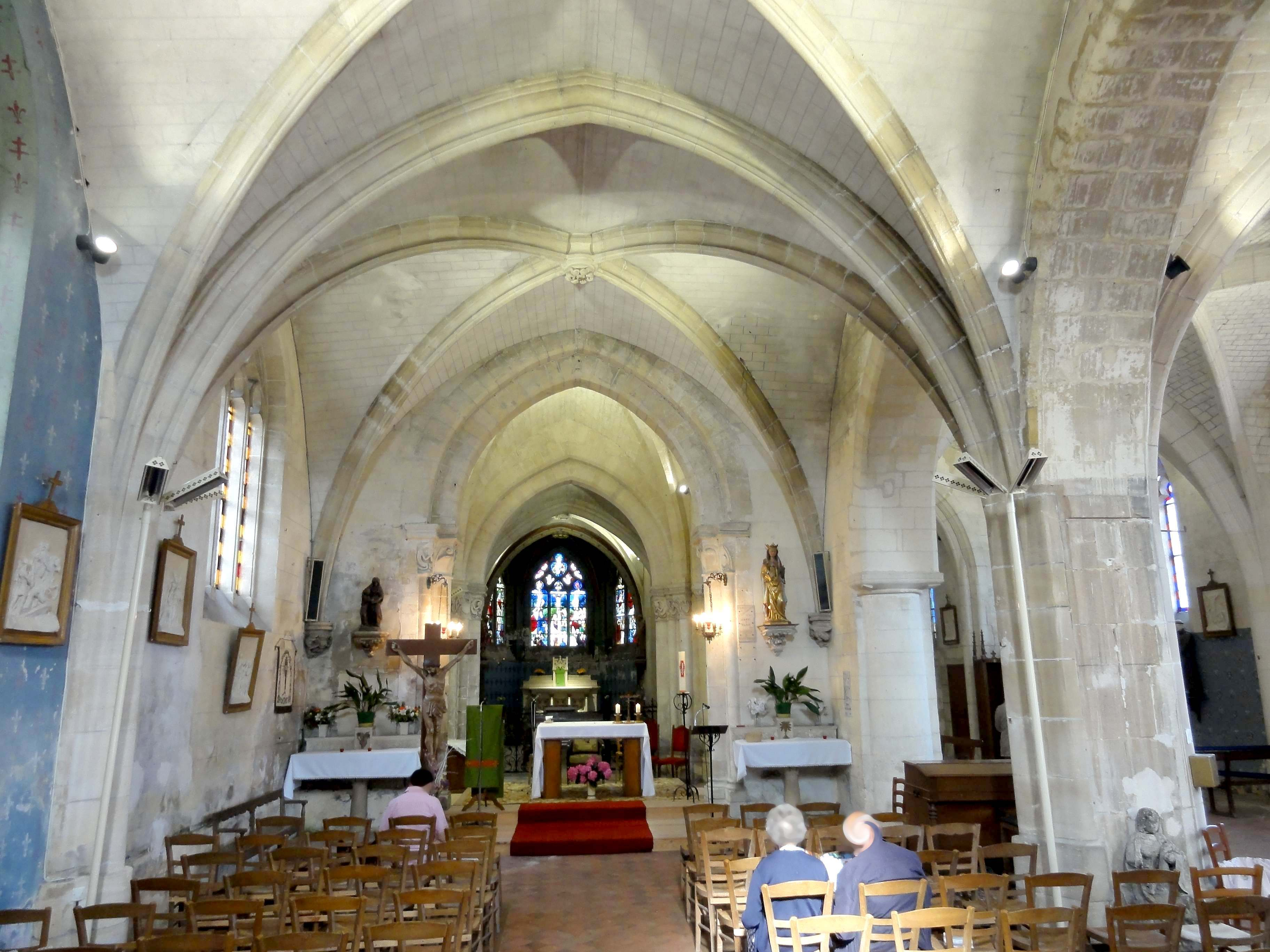
L'intérieur néogothique de l'ancienne nef romane, vue vers l'est.

Le plan de l'église romane du second quart du XIIe siècle était visiblement analogue à celui des églises d'Auvillers (commune de Neuilly-sous-Clermont), Avrechy, Bailleval, Bornel, Canly, Cauffry, Noël-Saint-Martin (commune de Villeneuve-sur-Verberie), Rocquemont, etc., et se composait d'une nef non voûtée, et d'un chœur plus étroit de deux travées, dont la première sert de base au clocher. En restent encore toute la base du clocher, y compris sa voûte d'ogives avec ses supports ; et des éléments de la façade, du mur gouttereau nord de la nef, et du mur gouttereau nord de la seconde travée du chœur, avec notamment une corniche beauvaisine. Ces éléments ont été étudiés par Eugène Woillez, mais d'une façon inhabituellement brève pour cet auteur. Ses relevés effectués sur place et documentés par des dessins très détaillés sont néanmoins précieux pour la compréhension du monument dans son état actuel. L'on se rend ainsi compte que la façade est non seulement fortement restaurée, mais a été pratiquement réinventé, en ne s'inspirant qu'assez vaguement des dispositions d'origine. Ainsi, le cordon de fleurs de violette au-dessus de la fenêtre haute retombait sur des tailloirs partagés par les chapiteaux, au lieu de se continuer vers la gauche et vers la droite, et l'archivolte de la baie n'était pas moulurée d'un tore. Le portail était surmonté d'un bandeau mouluré, et non d'un cordon de fleurs de violette comme aujourd'hui, et cantonné de deux paires de colonnettes à chapiteaux, et non de deux fois trois colonnettes. Louis Graves confirme ce constat. Si l'on compare les contreforts aux angles sud-ouest et nord-ouest, seulement les premiers paraissent authentiques. Les contreforts à l'angle nord-est et le contrefort à gauche de la base du clocher semblent également dater d'origine. Les autres contreforts de la nef sont plus récents. La fenêtre de la seconde travée du chœur date de la période gothique flamboyante. Les fenêtres de la nef, bien que d'apparence flamboyante, n'existaient pas encore sous cette forme à la fin des années 1840. Elles sont donc néo-gothiques,. Eugène Woillez n'a pas tenté une datation. Dans son étude sur les corniches beauvaisines, Jean Vergnet-Ruiz conclut, par analogie avec l'abbatiale Saint-Lucien de Beauvais et l'église du Fay-Saint-Quentin, à une date immédiatement avant 1150. Dominique Vermand s'est davantage penché sur l'intérieur. Malgré un profil archaïque des ogives et l'absence de formerets, il suppose que le chœur de Fitz-James n'est pas antérieur aux années 1140. L'auteur observe qu'il a de toute évidence été bâti par le même atelier que l'église de Cauffry, et que les chapiteaux, d'un style très personnel, sont l'œuvre du même sculpteur.
L'église est agrandie par l'adjonction d'un second nef, ou collatéral, au sud. Afin de faire communiquer les deux vaisseaux, des arcades brisées sont ouvertes dans le mur gouttereau sud de la nef romane. Ce tracé des arcades indique la période gothique, sans pouvoir préciser davantage en raison de leur caractère sommaire. Il n'est pas certain que l'agrandissement remonte seulement au second quart du XVIe siècle, époque du collatéral actuel, car les arcades ouvertes dans les murs du chœur roman sont beaucoup plus soignées, et moulurées. Le collatéral actuel est donc peut-être déjà le second au même emplacement. Plusieurs églises romanes sont équipées d'un deuxième vaisseau à la période gothique, qui prend davantage d'envergure qu'un simple bas-côté. À Cauvigny et Saintines, le résultat sont également deux pignons en façade, tandis qu'à Allonne et Courcelles-sur-Viosne, l'on édifie un grand pignon unique. — Avant la construction du collatéral, mais globalement à la même époque, l'église bénéficie d'un autre agrandissement également très important : le chœur est prolongé par une troisième travée droite et une abside à pans coupés ; une chapelle seigneuriale est construite au nord de la nouvelle travée, et terminée par une abside semblable ; et un collatéral de deux travées, terminé en chevet plat, est ajouté au sud de la seconde et de la troisième travée du chœur. Ces parties sont sans doute bâties successivement, mais l'homogénéité de la modénature et de la forme des supports suggère des campagnes très rapprochées. Les réseaux très élaborés et purement flamboyants des fenêtres évoquent la fin du XVe ou le début du XVIe siècle, mais les contreforts biais et le profil émoussé des ogives indique plutôt la dernière période gothique des années 1530-1540. À moins que la niche à statue avec son dais en forme d'édicule de style Renaissance, que l'on voit dans l'angle entre la façade du collatéral et du contrefort sud-ouest, ne constitue pas un ajout postérieur, cette façade devrait représenter la dernière partie construite. L'homogénéité avec les parties orientales est toujours grande. En revanche, ce que l'on ne peut pas attribuer à la période flamboyante, sont les trois voûtes de la nef : Louis Graves affirme en 1838 que la nef du nord est plafonnée, tandis qu'Eugène Woillez écrit une dizaine d'années plus tard que la nef était anciennement plafonnée. C'est donc apparemment au cours des années 1840 que débute la restauration et reconstruction néo-gothique de l'église. À l'instar de Fitz-James, les nefs de nombreuses églises des environs sont équipées de voûtes factices au XIXe siècle : Ansacq, Balagny-sur-Thérain, Beaumont-sur-Oise, Clermont, Néry, La Neuville-en-Hez, Nointel, etc. Malheureusement, l'on ne respecte pas du tout l'authenticité du monument, et la corniche de modillons de la nef est détruite. Pire encore, le clocher roman est démoli, apparemment entre 1838 et 1845, avant le passage d'Eugène Woillez, qui ne le mentionne déjà plus. La description qu'en fournit Louis Graves manque de clarté, et semble davantage viser les fenêtres du rez-de-chaussée, mais il mentionne « pyramide courte en charpente ». La profondeur des remaniements laisse planer le doute sur l'authenticité de maints autres éléments des parties orientales et du collatéral,. — L'église Saint-Pierre-et-Saint-Paul fait l’objet d’une inscription au titre des monuments historiques depuis le 23 février 1951.

## Description

### Aperçu général

Plan de l'église.

Orientée un peu irrégulièrement, avec une déviation de l'axe de 14° vers le sud du côté du chevet, l'église répond à un plan dissymétrique à deux vaisseaux. Le vaisseau de gauche, ou du nord, englobe l'église primitive, et était réservé à l'usage du prieuré depuis l'adjonction du collatéral sud, au second quart du XVIe siècle, jusqu'à sa suppression de fait en 1767. Il comporte une nef primitivement non voûtée de trois travées ; la base du clocher, en même temps première travée du chœur, voûtée d'ogives dès l'origine ; et une deuxième travée du chœur, largement remaniée à la période flamboyante. Sont ajoutées à la même époque une troisième travée droite, ainsi qu'une abside à trois pans, formant ensemble le nouveau sanctuaire. La troisième travée droite devient une sorte de croisée du transept, car communiquant avec d'autres travées tout autour. Au nord, elle est flanquée par la première travée de l'ancienne chapelle ducale (seigneuriale), qui comporte en outre une seconde abside à trois pans. Au sud, elle est flanquée par la dernière travée du collatéral sud. Celui-ci correspond à la nef des fidèles jusqu'en 1767, et comporte donc un total de six travées. Les quatre premières travées, qui flanquent la nef et la base du clocher, ont un mur gouttereau commun, et paraissent homogènes à l'extérieur. Les deux dernières travées sont plus étroites. Elles se terminent par un chevet plat. Une tourelle d'escalier octogonale occupe l'angle rentrant entre la quatrième et la cinquième travée, et une sacristie se situe devant le chevet du collatéral. — Eugène Woillez donne quelques dimensions des parties romanes : à l'intérieur, la nef mesure 15,40 m de longueur, 6,70 m de largeur entre les piliers, et 7 m de hauteur sous l'ancien plafond plat. La base du clocher mesure 3,45 m de largeur entre les piliers, et seulement 6,75 m de hauteur sous le sommet de la voûte. — L'ensemble de l'église est voûté d'ogives. L'on y accède par l'un des deux portails occidentaux (habituellement celui de droite, du sud), ou par une petite porte au nord de la chapelle ducale. Les deux vaisseaux et la chapelle ducale possèdent des toits en bâtière indépendants, avec deux pignons en façade, et un troisième pignon, fortement en retrait par rapport à la façade, pour la chapelle. Les deux dernières travées du collatéral sont toutefois munies d'un toit perpendiculaire à l'axe de l'édifice, avec un large pignon au sud. Les deux absides ont des toits à trois pans.

### Intérieur

#### Base du clocher

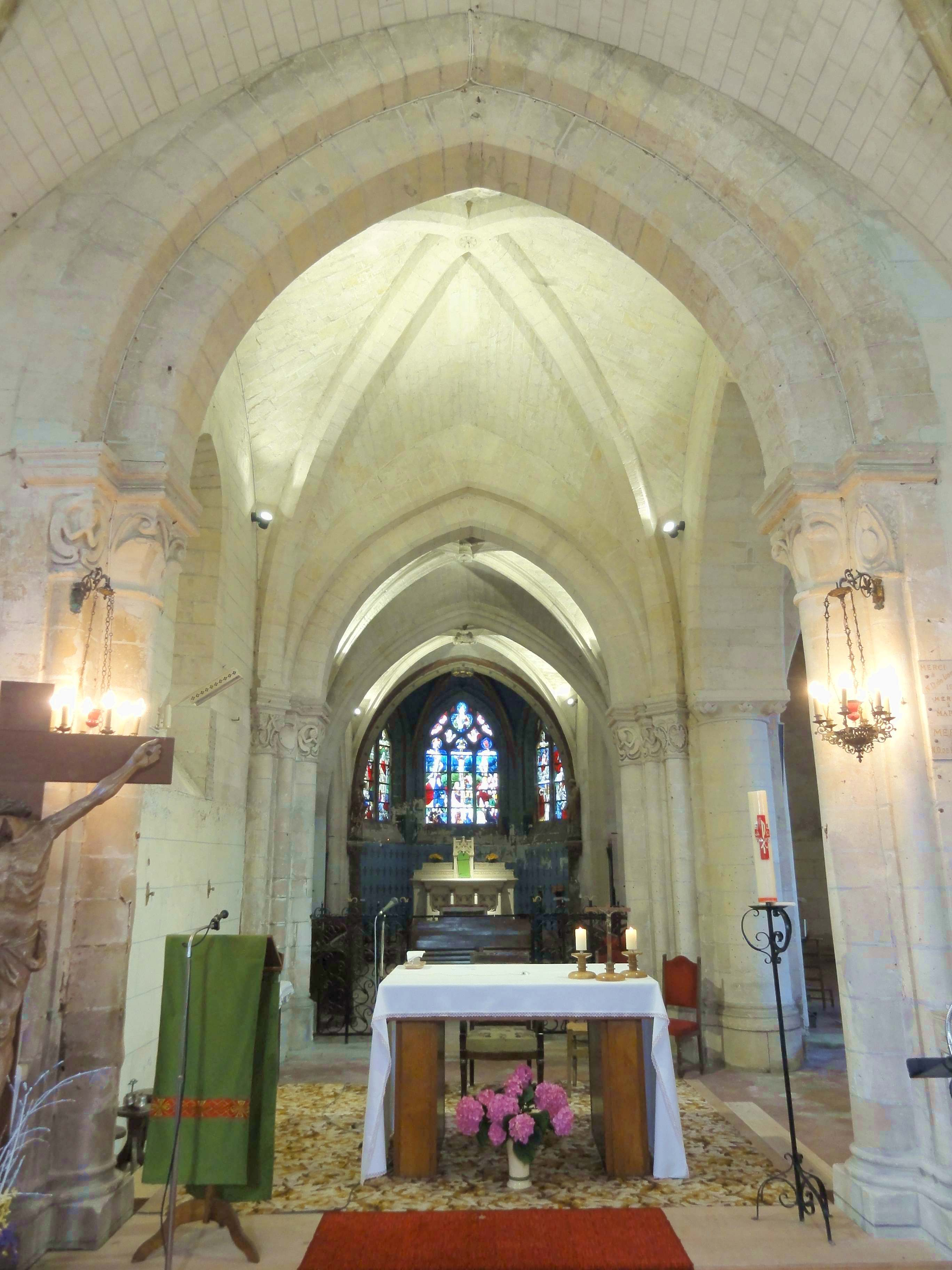
Nef, vue dans la base du clocher.

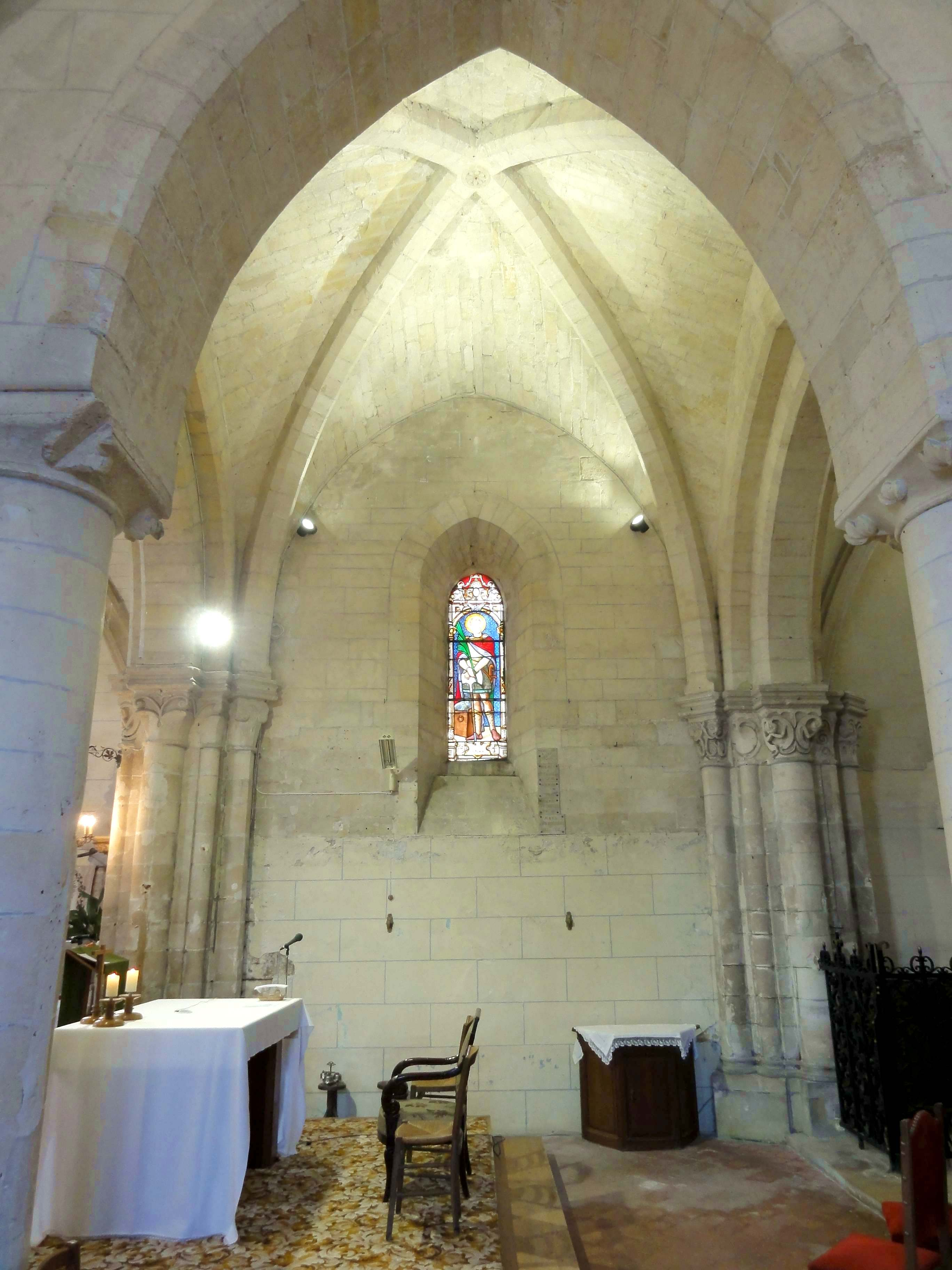
Vue vers le nord.

Depuis la nef, la base du clocher, en même temps première travée du chœur, s'ouvre par un arc triomphal en tiers-point, dont le sommet est caché par la voûte de la dernière travée de la nef. Du fait du bombement assez net de la voûte de la base du clocher, son sommet se situe au-dessus du sommet de l'arc triomphal, et un peu au-dessus de la ligne faîtière des voûtes factices de la nef. Quand la nef était encore pourvu de son plafond plat en bois, elle était plus élevée que la base du clocher. — L'arc triomphal est à double rouleau, et non mouluré. Les arêtes des claveaux sont simplement chanfreinées, comme sur les doubleaux de nombreuses voûtes d'ogives romanes du département : Cauffry, Cambronne-lès-Clermont, Lavilletertre, Mogneville, Saint-Vaast-lès-Mello, etc. Bailleval, Bury et Foulangues constituent des exceptions. La retombée s'effectue sur les hauts tailloirs carrés, profilés d'une plate-bande, d'un cavet entre deux rainures et d'un boudin, de faisceaux de trois colonnettes appareillées, dont celle du milieu est plus forte que les deux autres. Les chapiteaux sont d'une facture très particulière, et ressemblent fortement à ceux de Cauffry, où ils ont été trop grattés lors d'une restauration. Dominique Vermand surligne que l'épannelage de la corbeille est très présente, et que les motifs restent entièrement dans le plan ce celle-ci, tout en étant bien dégagés par une taille très fouillé. La stylisation est assez prononcée, et les lignes sont donc très claires. Contrairement à d'autres chapiteaux romans aux détails beaucoup plus soignés, les motifs ressortent très clairement. Au sud, ce sont des feuilles de nénuphare suspendues à une double tige, qui les entoure des deux côtés. Au nord, ce sont des feuilles plates et des volutes d'angle. Vers la nef, l'on trouve un motif étrange, avec deux croissants, qui sont en fait des serpents qui se partagent une même tête, et encadrent un W, que la tête commune aux deux serpents s'apprête à avaler.
L'église de Fitz-James est l'une parmi quarante églises dans le département de l'Oise, qui conservent encore une ou plusieurs voûtes d'ogives romanes, antérieures à 1150. Les origines du voûtement d'ogives se situent en Normandie, en Angleterre et en Lombardie, vers 1100. Sa diffusion sur le continent passe d'abord par le Beauvaisis et le nord de l'Île-de-France historique. À Fitz-James, seule la voûte de la base du clocher est encore romane. L'absence d'formerets et le profil rudimentaire des ogives, à section carrée et aux arêtes chanfreinées, comme l'arc triomphal, paraissent bien archaïques. L'une des plus anciennes voûtes d'ogives du département en dehors de la ville de Beauvais, sous le clocher d'Acy-en-Multien (vers 1110), possède des ogives analogue. Après 1140, ce profil purement fonctionnel est encore adopté pour la nef de Foulangues, et les chœurs de Cauffry et Fitz-James. Il n'est donc pas propice à servir de base à une datation. L'appareillage très régulier, perpendiculairement aux arcs d'inscription, témoigne déjà d'une bonne maîtrise de la nouvelle technique de construction. La clé de voûte est une petite rosace. Comme à l'accoutumée à la période romane, son diamètre est inférieur à celui des ogives.
La retombée de la voûte s'effectue sur des colonnettes à chapiteaux logées dans les quatre angles de la travée. Elles sont appareillées, et en forme d'amande. Les tailloirs et chapiteaux sont plantés de biais, face aux ogives, selon une disposition adoptée dans la majorité des édifices de la première période gothique. Dans l'angle nord-est, l'on trouve l'unique chapiteau d'un type très ancien. La corbeille est épannelée en panneaux évoquant des feuilles lisses, s'enroulant aux angles en grosses volutes. Dominique Vermand atteste un bel effet monumental à ce type de chapiteau. On le trouve, en plus grand nombre, à Bury, Saint-Leu-d'Esserent et Ully-Saint-Georges. Les autres chapiteaux affichent une déclinaison de ce motif, avec des feuilles se détachant de la corbeille ; des palmettes entourées de tiges ; et une tête de monstre crachant des rinceaux, combinée à une palmette du même genre. Vers l'est, la base du clocher est délimitée par un doubleau analogue à l'arc triomphal. Dans les angles nord-ouest et sud-ouest de la travée suivante, des colonnettes à chapiteaux romanes, sans emploi, témoignent de la voûte primitive de cette travée, disparue sans doute depuis la guerre de Cent Ans ou la période flamboyante. L'on trouve donc des faisceaux de cinq colonnettes au nord et au sud de ce doubleau. Contrairement à l'arc triomphal, les chapiteaux correspondant au rouleau inférieur et au rouleau supérieur côté est sont identiques au nord et au sud. Sur les gros chapiteaux, et l'un des petits chapiteaux, revient le motif avec les serpents. Comme motifs supplémentaires, l'on observe des crossettes superposées, à raison de trois par face de la corbeille, et des pommes de pin combinées avec des palmettes. Restent à évoquer les élévations latérales. Au nord, l'étroite fenêtre est en arc brisé, et largement ébrasée. Les fenêtres en arc brisé n'apparaissent qu'un certain temps après les arcades, voûtes et portails en arc brisé, et le plein cintre reste assez courant pour les fenêtres au début de la première période gothique. Au sud, l'on trouve une épaisse arcade en tiers-point à simple rouleau, qui retombe sur les tailloirs plats et carrés de chapiteaux de très faible hauteur, portés par de grosses demi-colonnes. Quelques feuilles éparses se détachent devant les corbeilles. Deux autres chapiteaux de ce type marquent le début et la fin des grandes arcades de la nef. Des chapiteaux similaires existent en de rares exemplaires dans les nefs de Cauvigny, Hérouville et Mont-l'Évêque, qui ont été remaniées à la période flamboyante.

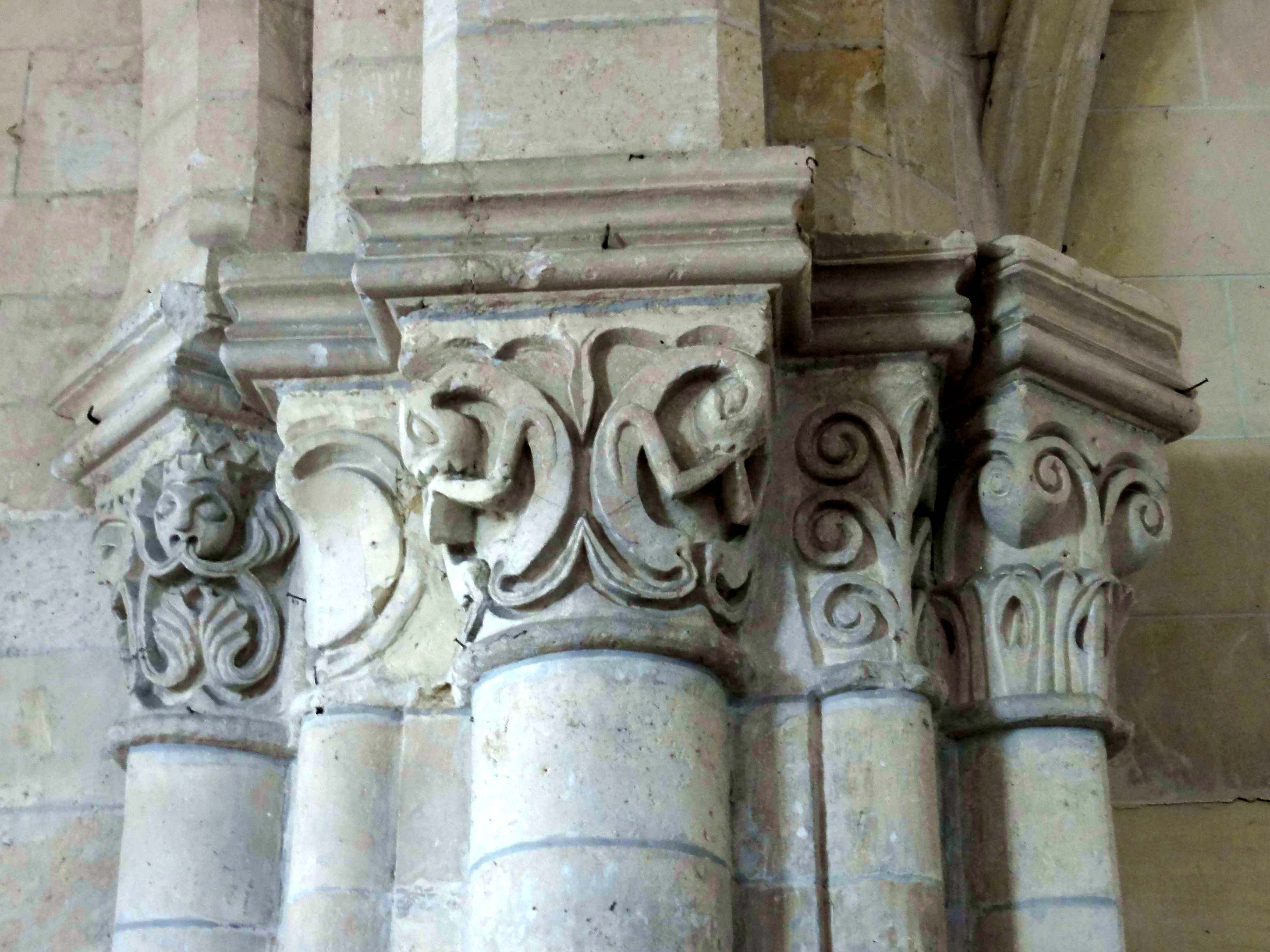
Chapiteaux au nord-est.
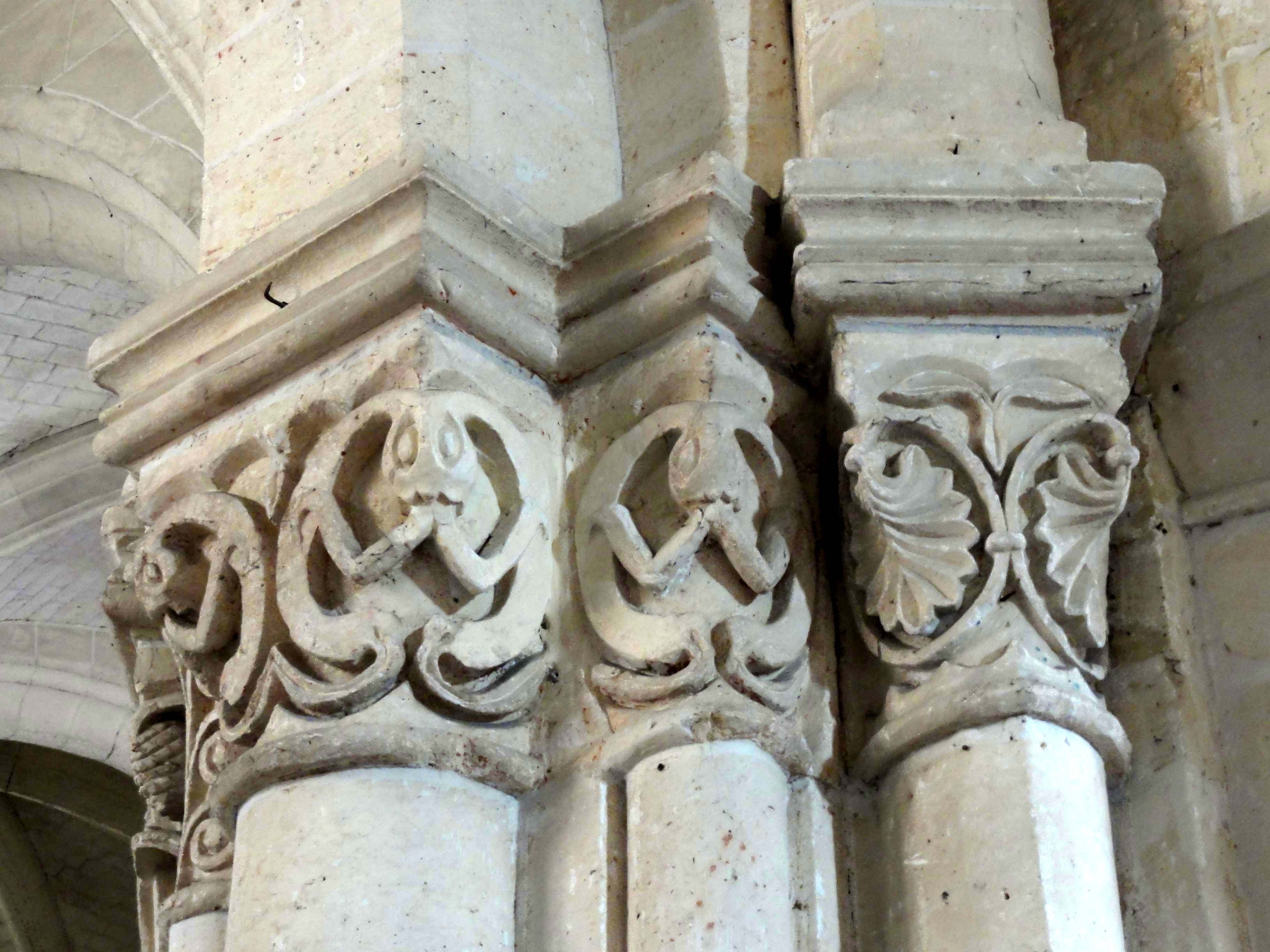
Chapiteaux au sud-est.
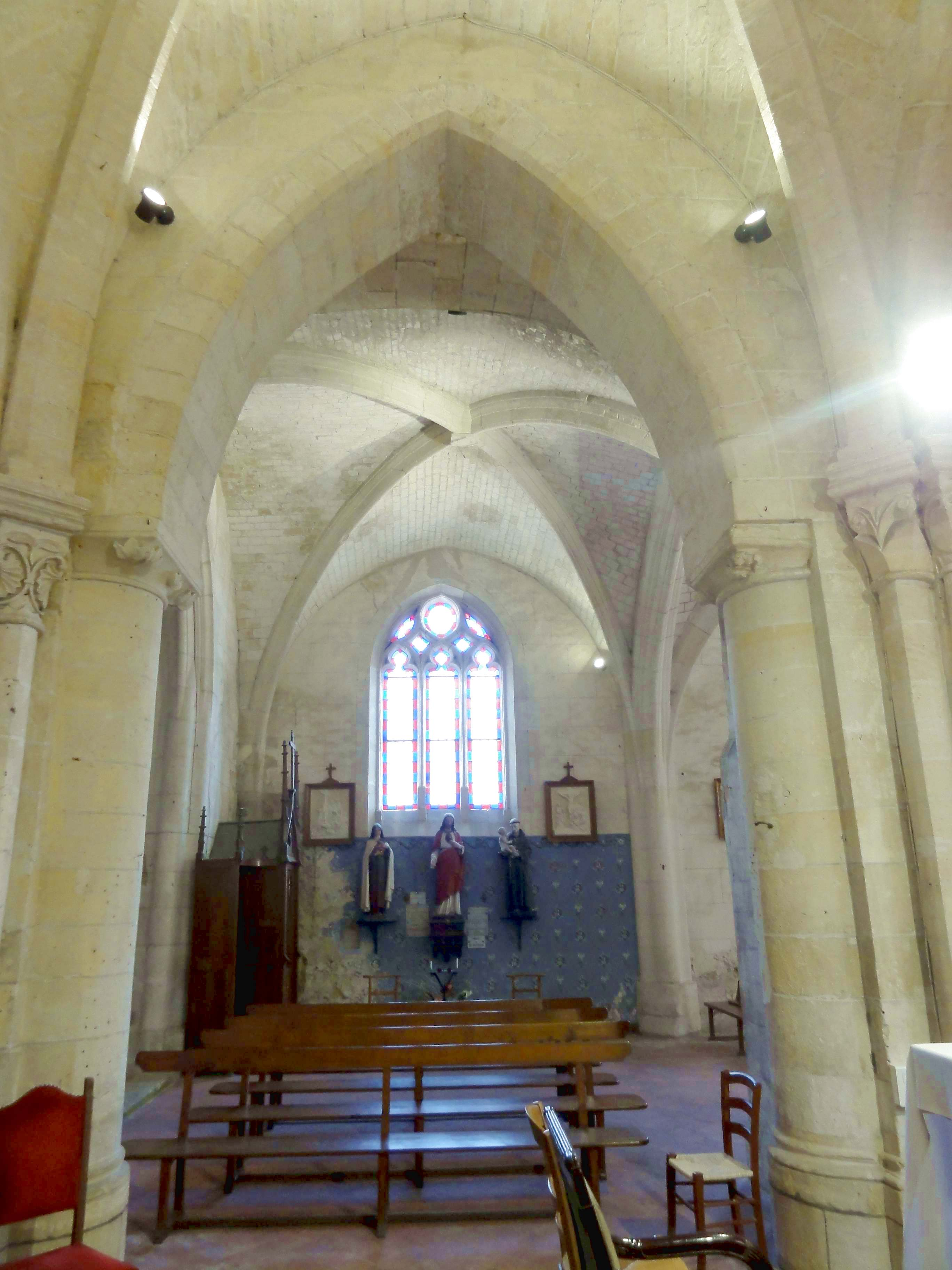
Vue vers le sud.
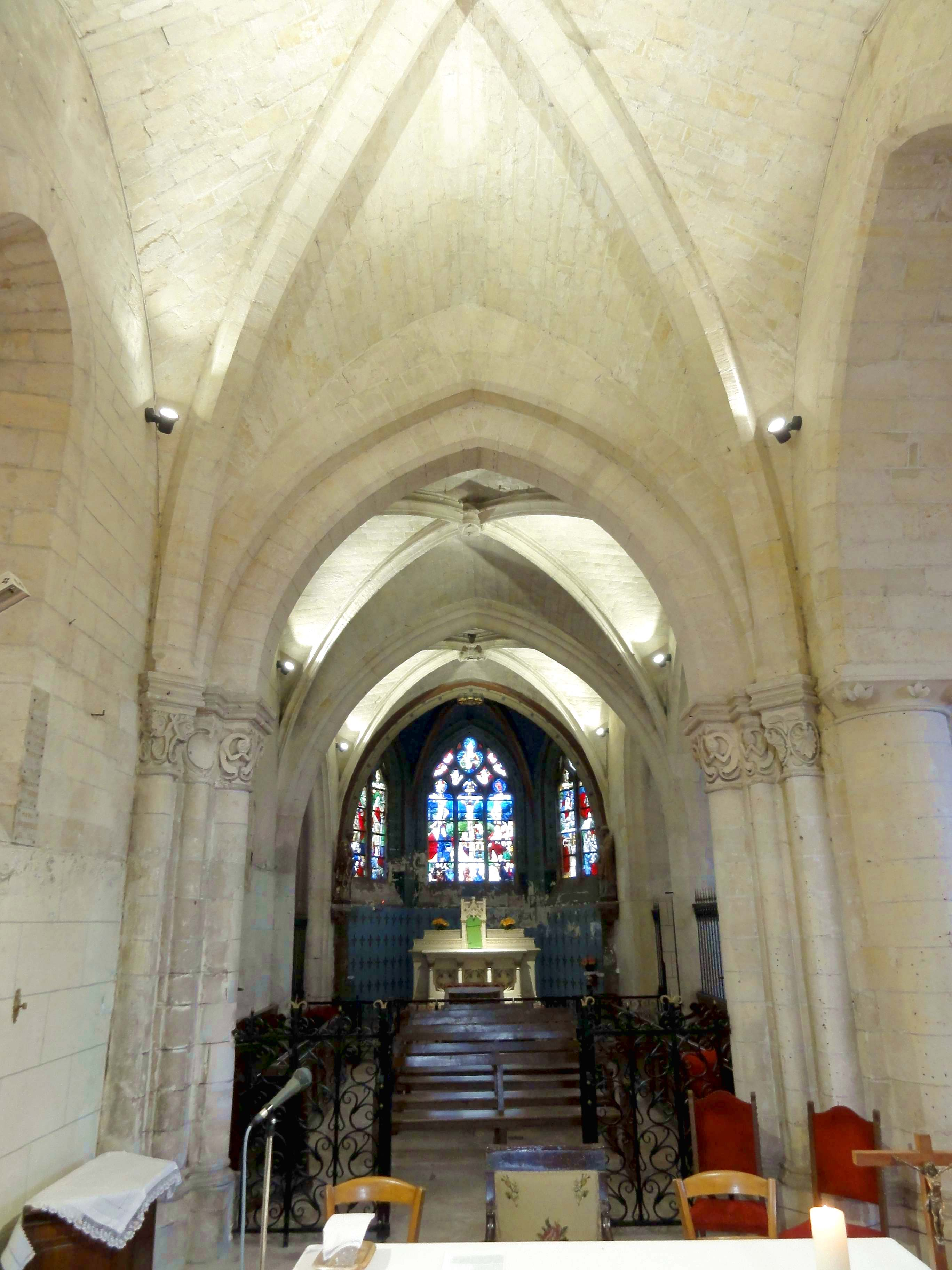
Vue vers l'est.
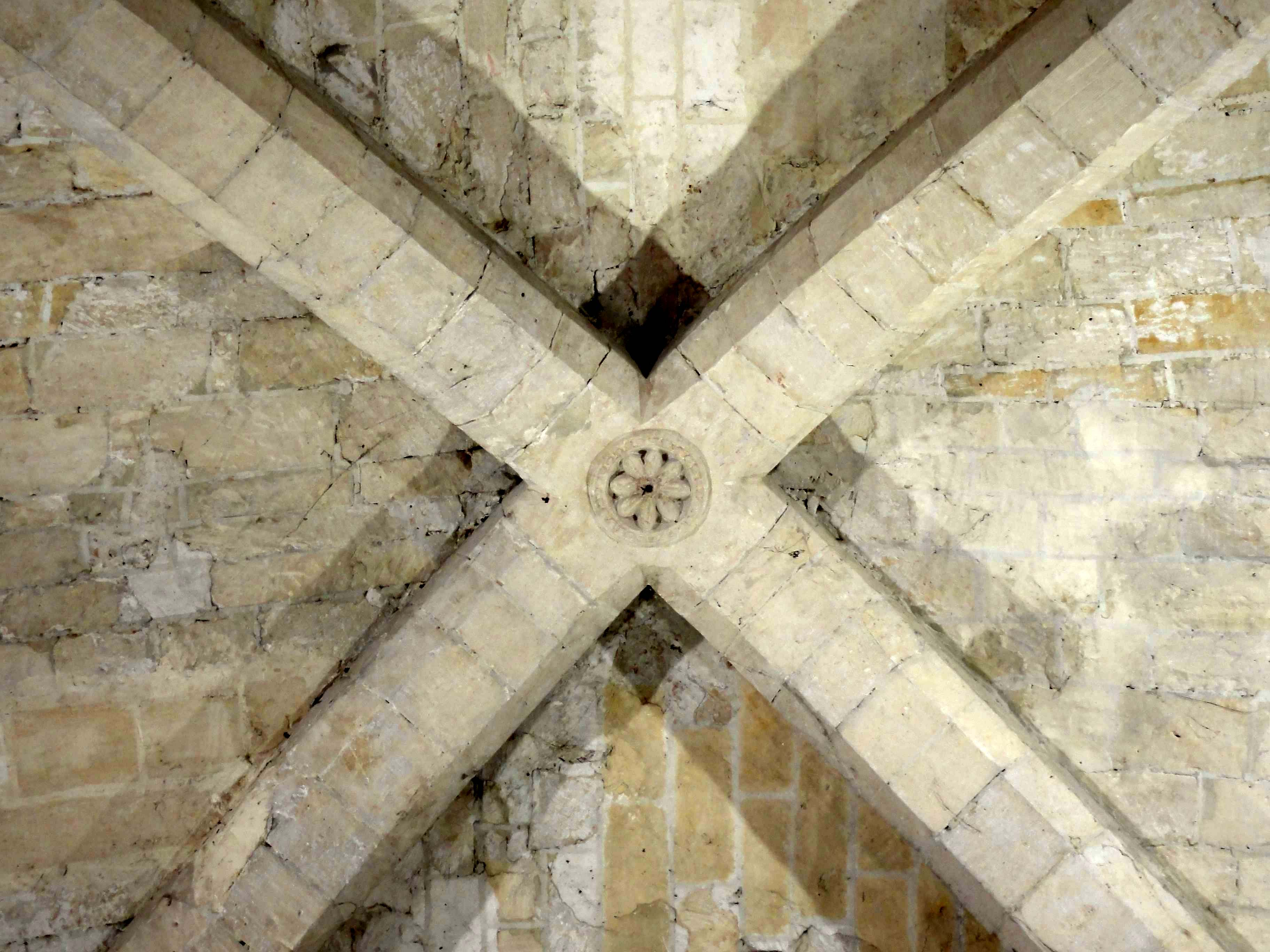
Clé de voûte.
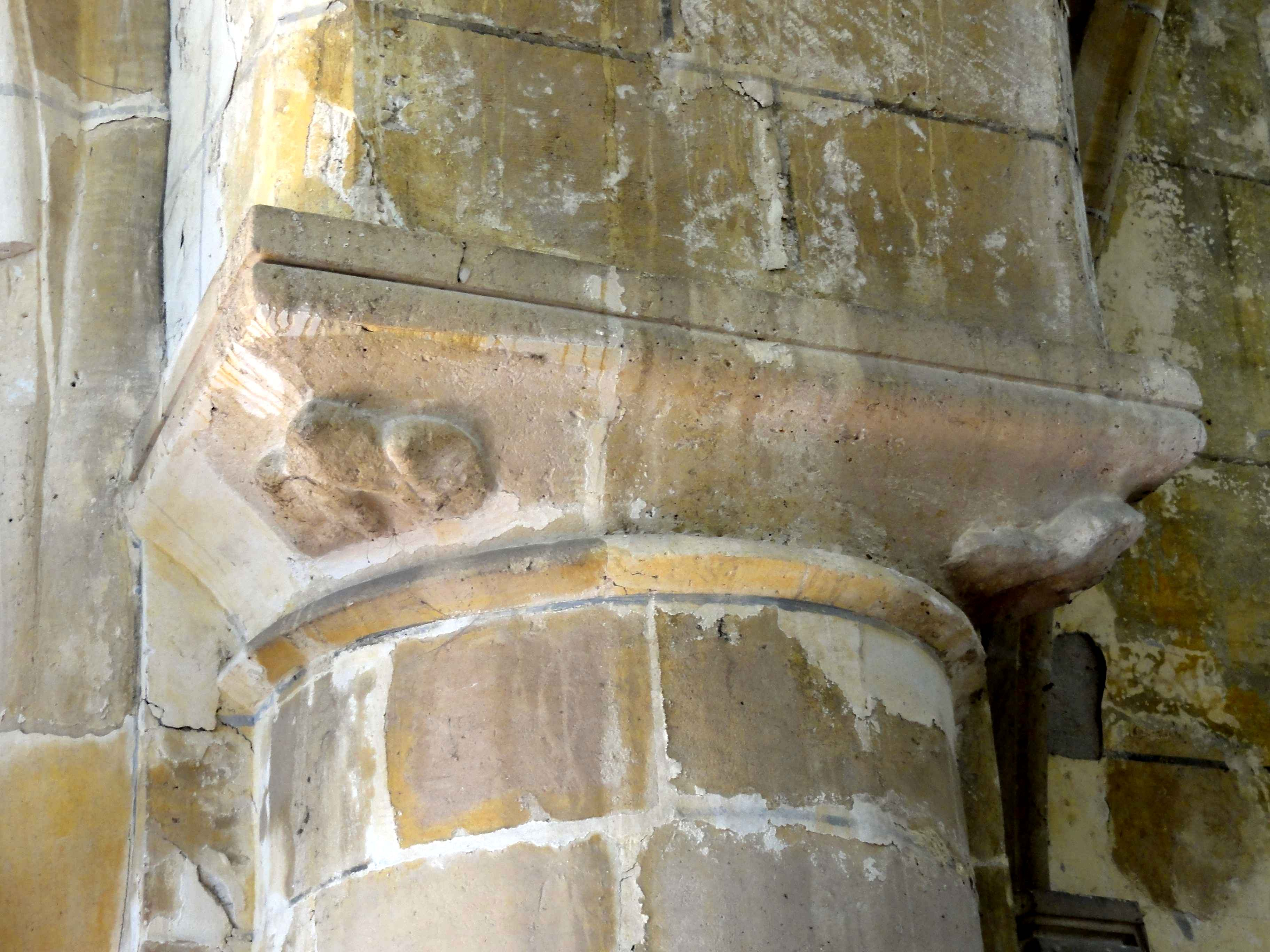
Chapiteau flamboyant.

#### Chœur et chapelle seigneuriale

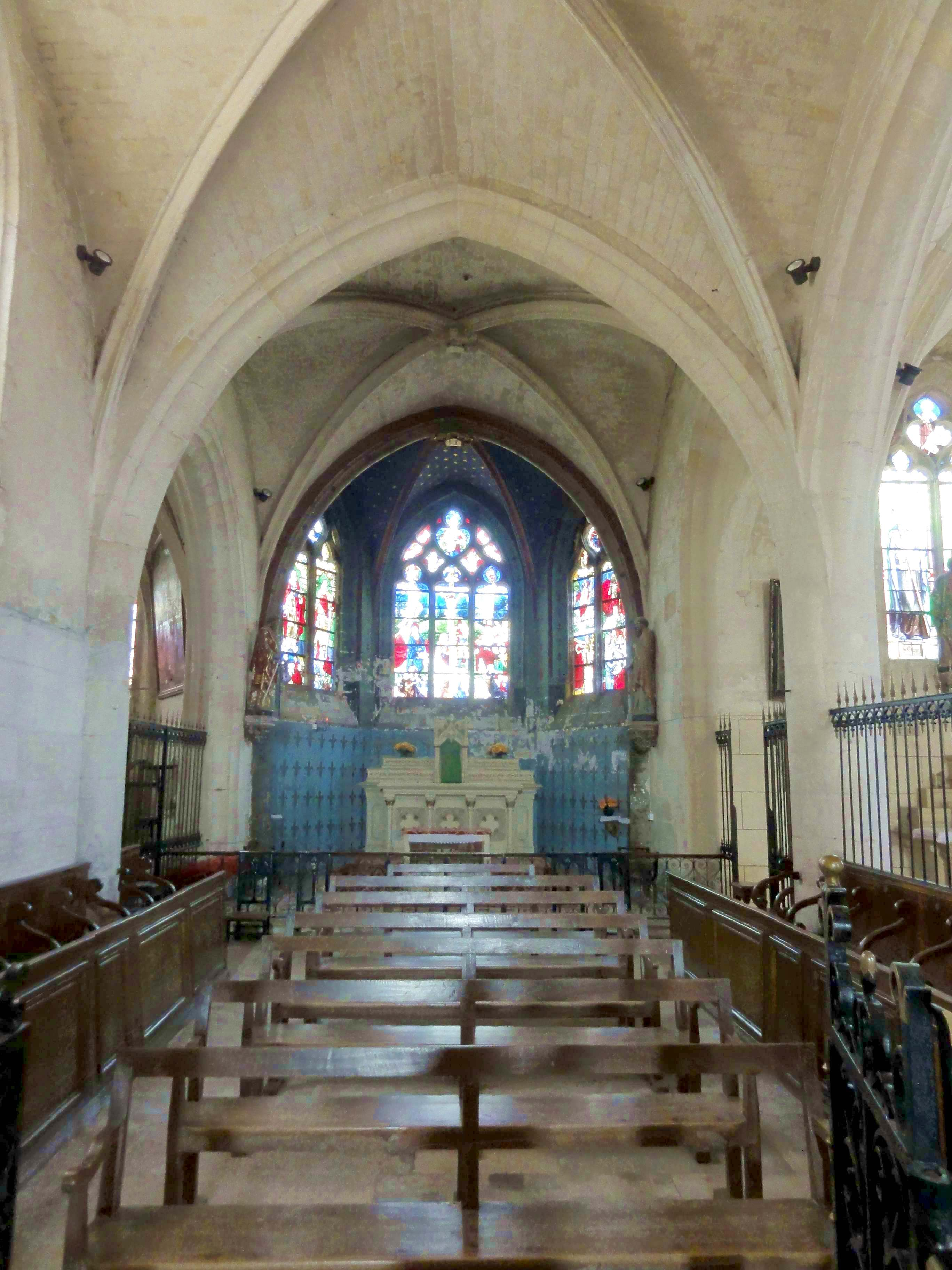
2e travée du chœur primitif, vue vers l'est.

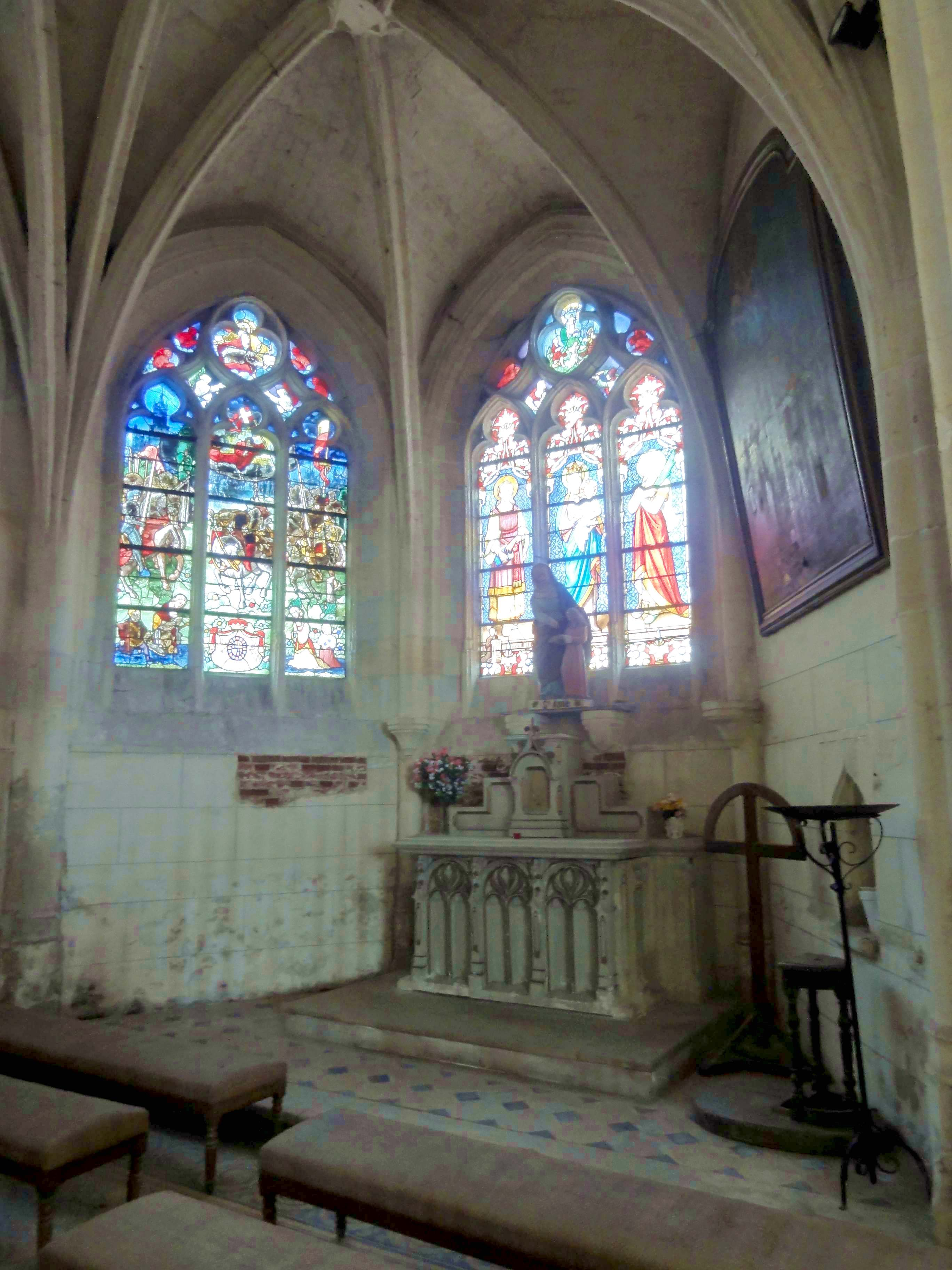
Chapelle seigneuriale.

Après la base du clocher, le chœur se poursuit par deux travées droites et une abside à trois pans. La première de ces travées comporte un mur au nord, et un doubleau au sud, tandis que les murs latéraux de la seconde de ces travées sont presque entièrement occupées par des arcades, un peu moins larges et moins élevées que la travée elle-même. Le mur septentrional de la première travée dont il est question, soit la seconde travée du chœur primitif, est roman dans sa substance, mais l'intérieur ne montre qu'une baie flamboyante. Elle est entourée d'une gorge, et munie d'un remplage de deux lancettes à têtes trilobées, surmontées d'un soufflet subdivisé en quatre compartiments en forme de gouttes, et de deux étroites mouchettes. Les meneaux sont très fins, et affectent un profil chanfreiné aigu. Mis à part le doubleau vers la base du clocher, déjà décrit, les cinq autres doubleaux sont flamboyants. Leur profil est d'un boudin entre deux gorges, ou autrement dit, d'une double doucine, flanquée de chaque côté d'une moulure concave. Selon Maryse Bideault et Claudine Lautier, ce profil ne se répand qu'au début du XVIe siècle. Avec de légères variations, il se rencontre également à Armancourt, Cléry-en-Vexin, Serans, Survilliers, Vauréal et Warluis. Sur les doubleaux latéraux, le profil se poursuit sur les piédroits.
Tous ces doubleaux sont relativement épais, sauf le doubleau vers l'abside. La raison est peut-être que les autres doubleaux ont été ouverts dans des murs préexistants, mais l'on peut aussi considérer que le doubleau vers l'abside remplit à moitié la fonction d'ogives, puisqu'il comporte au milieu une clé de voûte, du fait que l'abside est en quelque sorte une travée incomplète, avec seulement trois voûtains. Les ogives affichent un profil émoussé, caractéristique de la fin de la période gothique, d'une baguette se détachant devant un étroit bandeau, entre deux cavets et deux baguettes. Il n'y a pas de formerets. À l'intersection entre deux travées, les ogives pénètrent, à côté du doubleau, dans un pilier monocylindrique isolé, au sud, ou sinon dans des demi-piliers cylindriques engagés dans les murs. Dans les angles de l'abside, les ogives se fondent directement dans les murs. Il n'y a donc pas de piliers ondulés, emblématiques du style flamboyant de la région. L'abside est ainsi d'une grande simplicité, qui est gommée par la polychromie architecturale du XIXe siècle, et compensé par les réseaux flamboyants des trois fenêtres, et surtout leurs vitraux de la Renaissance. Les baies des pans obliques sont à deux lancettes à têtes trilobées surmontées d'un soufflet entre deux mouchettes. La baie d'axe compte une lancette supplémentaire, et deux losanges qui s'insèrent dans les angles entre les sommets des lancettes, le soufflet et les mouchettes. Restent à évoquer les clés de voûte, qui arborent toutes un écusson, qui, dans la dernière travée droite et à l'entrée de l'abside, est entourée de découpages flamboyants de deux types différents.
La chapelle seigneuriale constitue le cas assez unique d'une chapelle sans vaisseau qui la précède, ou, selon le point de vue, d'un croisillon d'un transept terminé à l'est par une abside à pans coupés, aussi large que le croisillon est profond. L'architecture est largement calqué sur le chœur du vaisseau central, est la hauteur, assez modeste, atteint également presque le niveau du vaisseau central. Comme principales différences, la voûte de la travée droite est à liernes et tiercerons, et donc à cinq clés de voûte, et le voûte de l'abside est à quatre voûtains. Sa clé de voûte n'est donc pas situé à la clé d'arc du doubleau. En plus, de petits piliers cylindriques sont engagés dans les deux angles de l'abside, et les ogives ne s'y fondent pas directement dans les murs. La première travée commence par un mur occidental aveugle. Il ne comporte pas de départs de voûte à l'extérieur, ni un doubleau bouché, et il ne devait donc pas y avoir de projet concret pour un prolongement vers l'ouest. Le vaisseau affecté à l'usage du prieuré aurait ainsi perdu son éclairage direct. L'unique fenêtre de la première travée n'est pas centré sous le sommet de la voûte. Il y a une fenêtre dans le pan nord-est de l'abside, et une autre, dans le pan de l'axe de l'abside, mais aucune au sud-est. Ces trois fenêtres possèdent un remplage strictement identique à la baie d'axe du chevet du vaisseau central. Les clés de voûte sont également du même type.

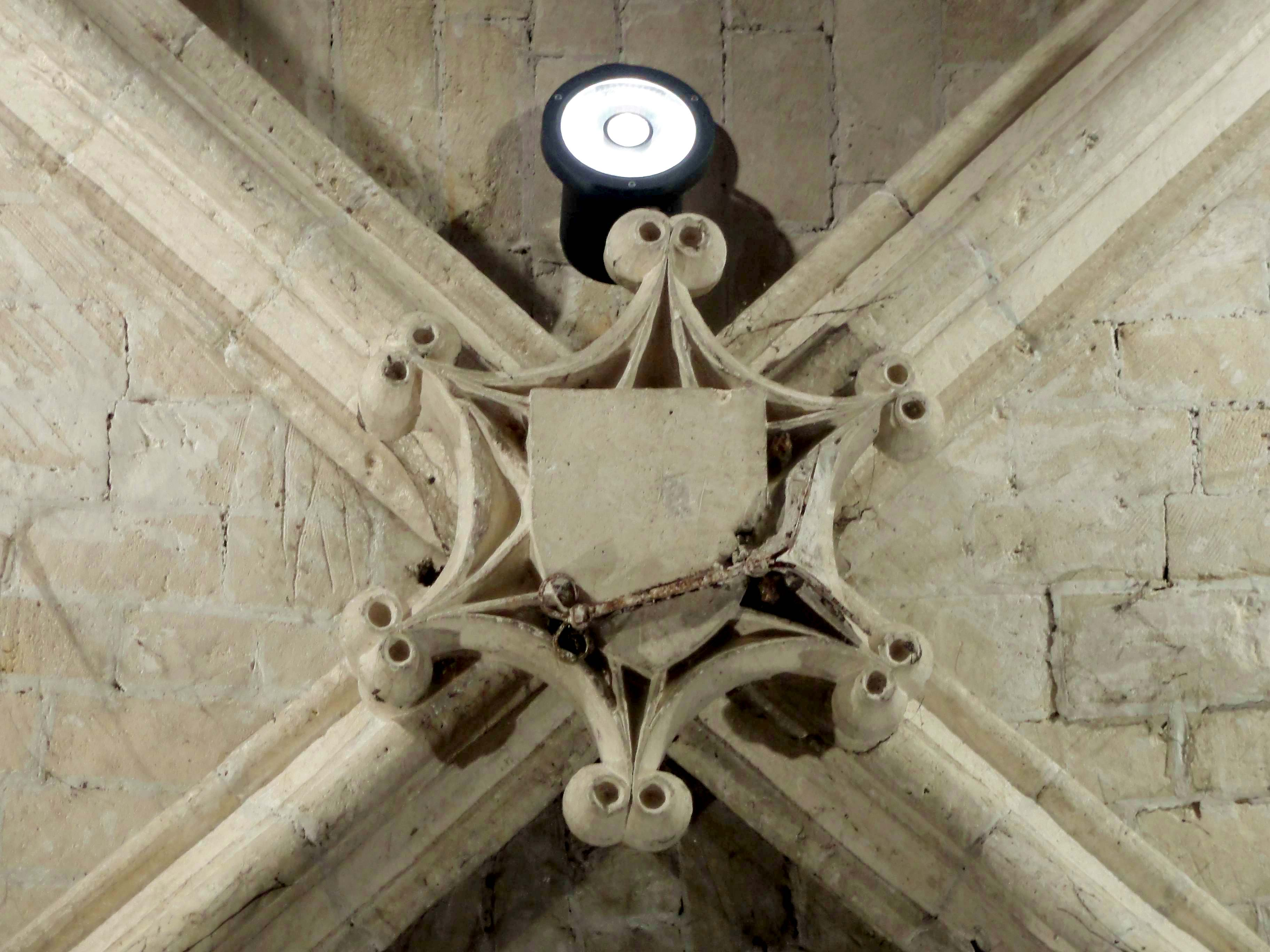
Clé de voûte de la dernière travée droite.
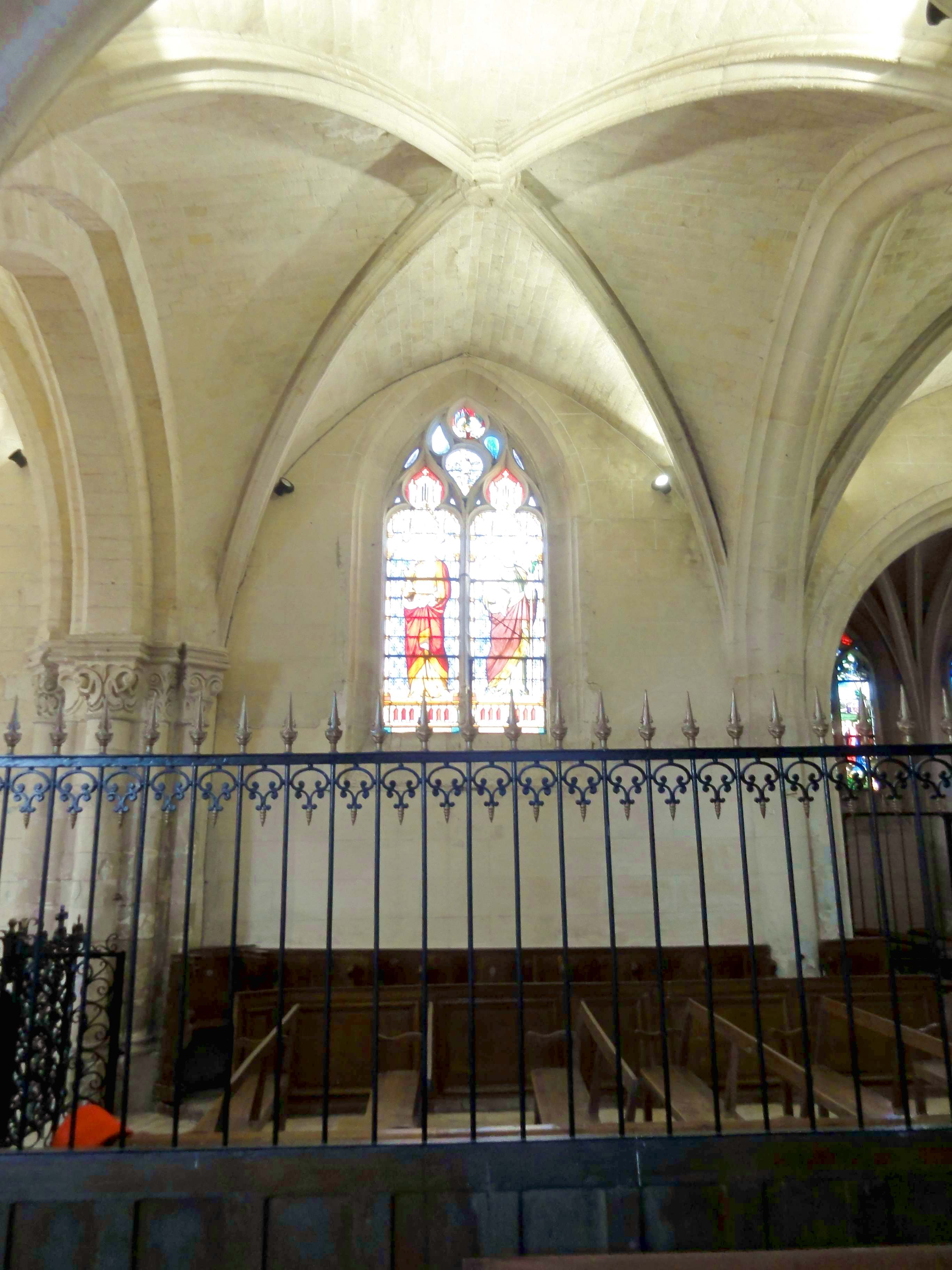
2e travée du chœur primitif, vue vers le nord.
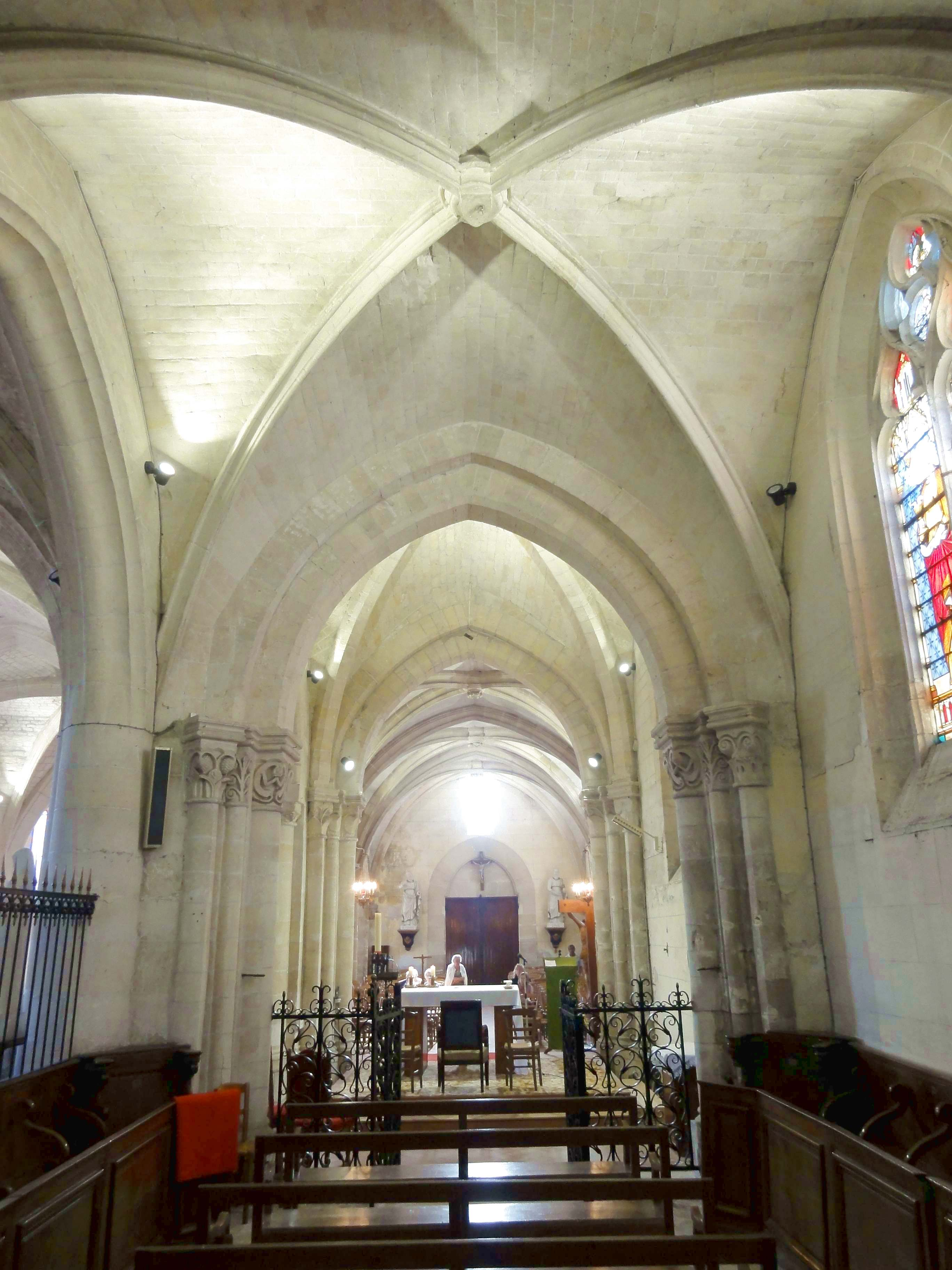
Id., vue vers l'ouest sur la base du clocher.
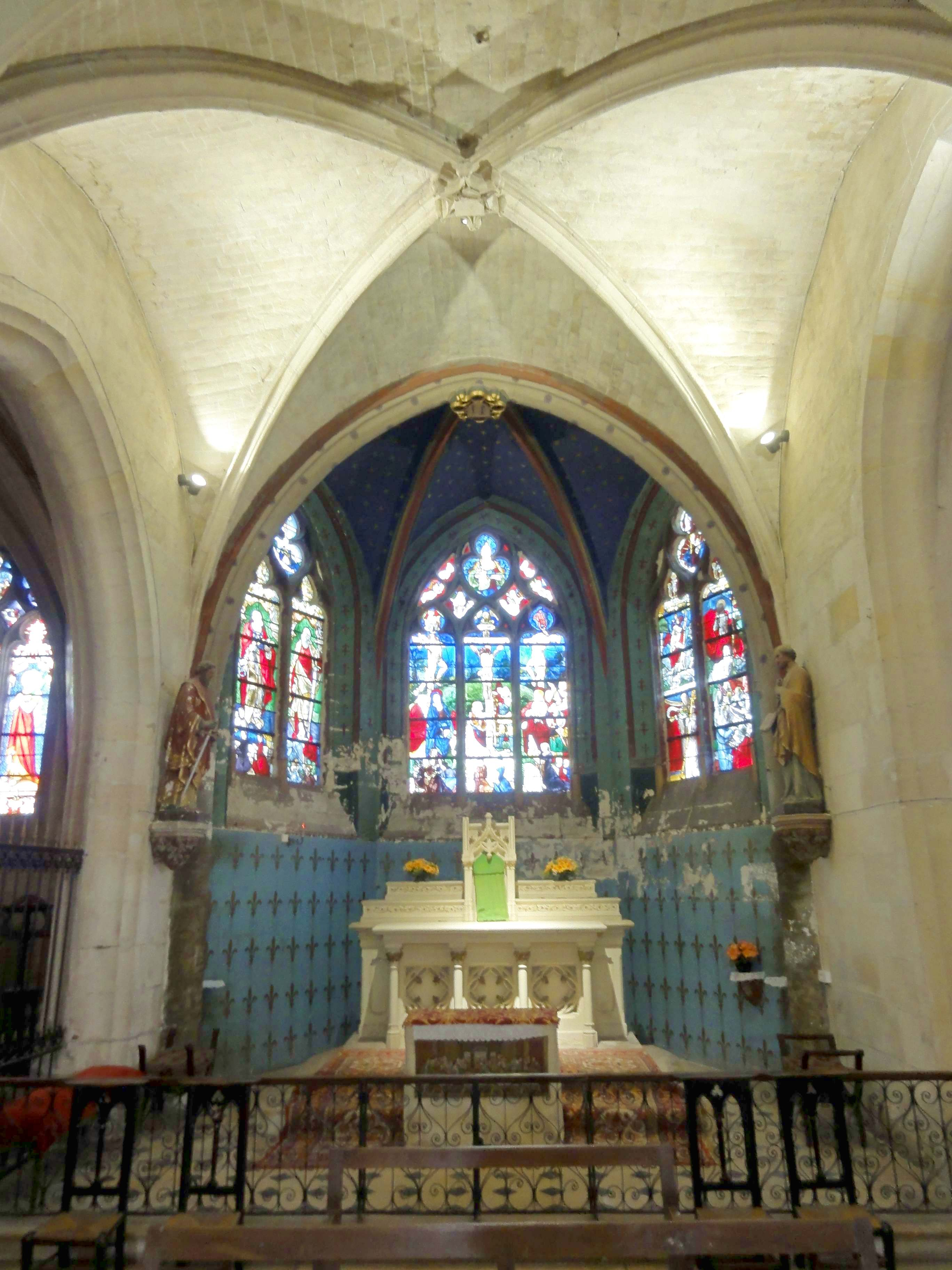
Dernière travée droite, vue vers l'est dans l'abside.
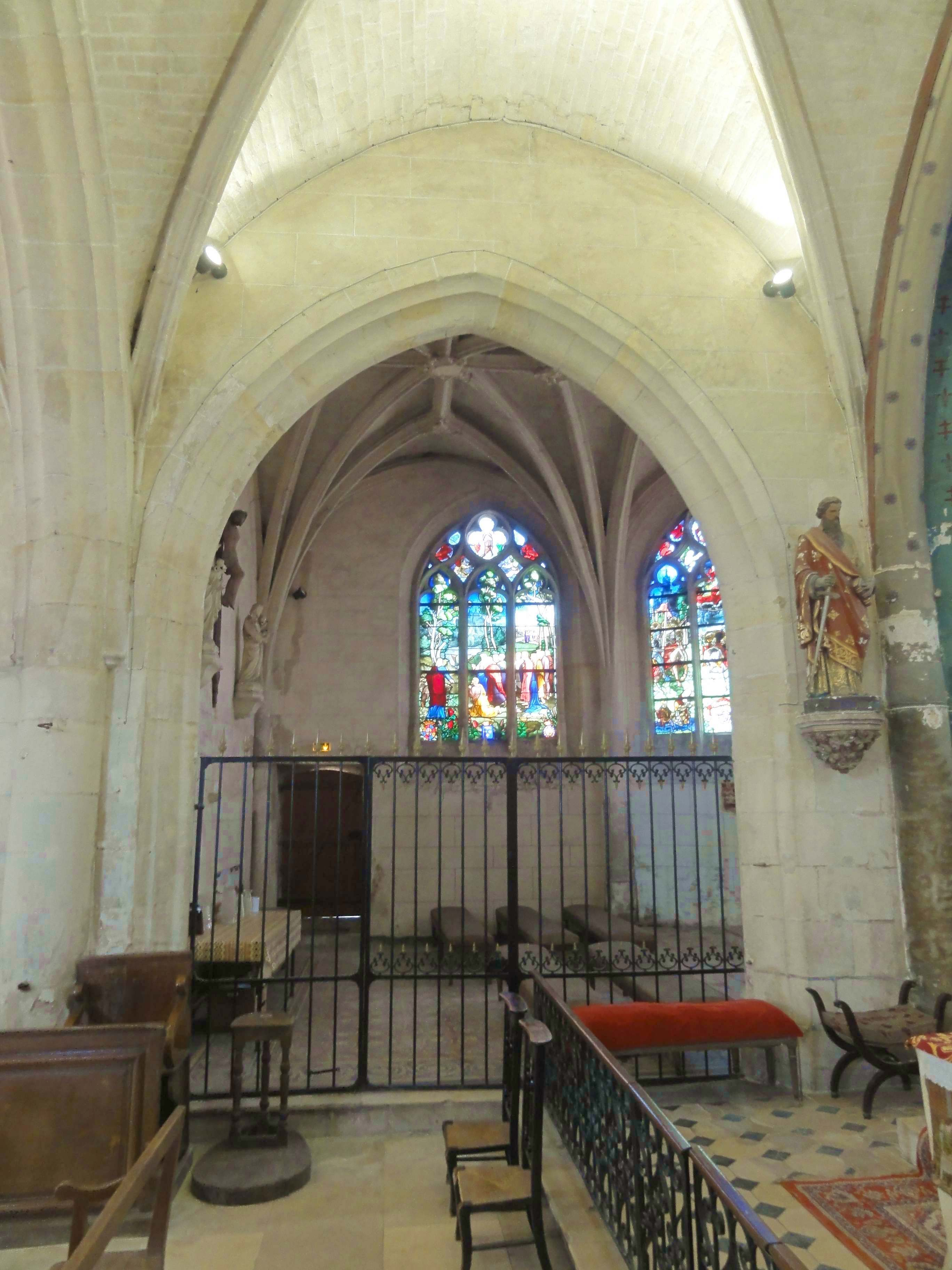
Id., vue vers le nord dans la chapelle.
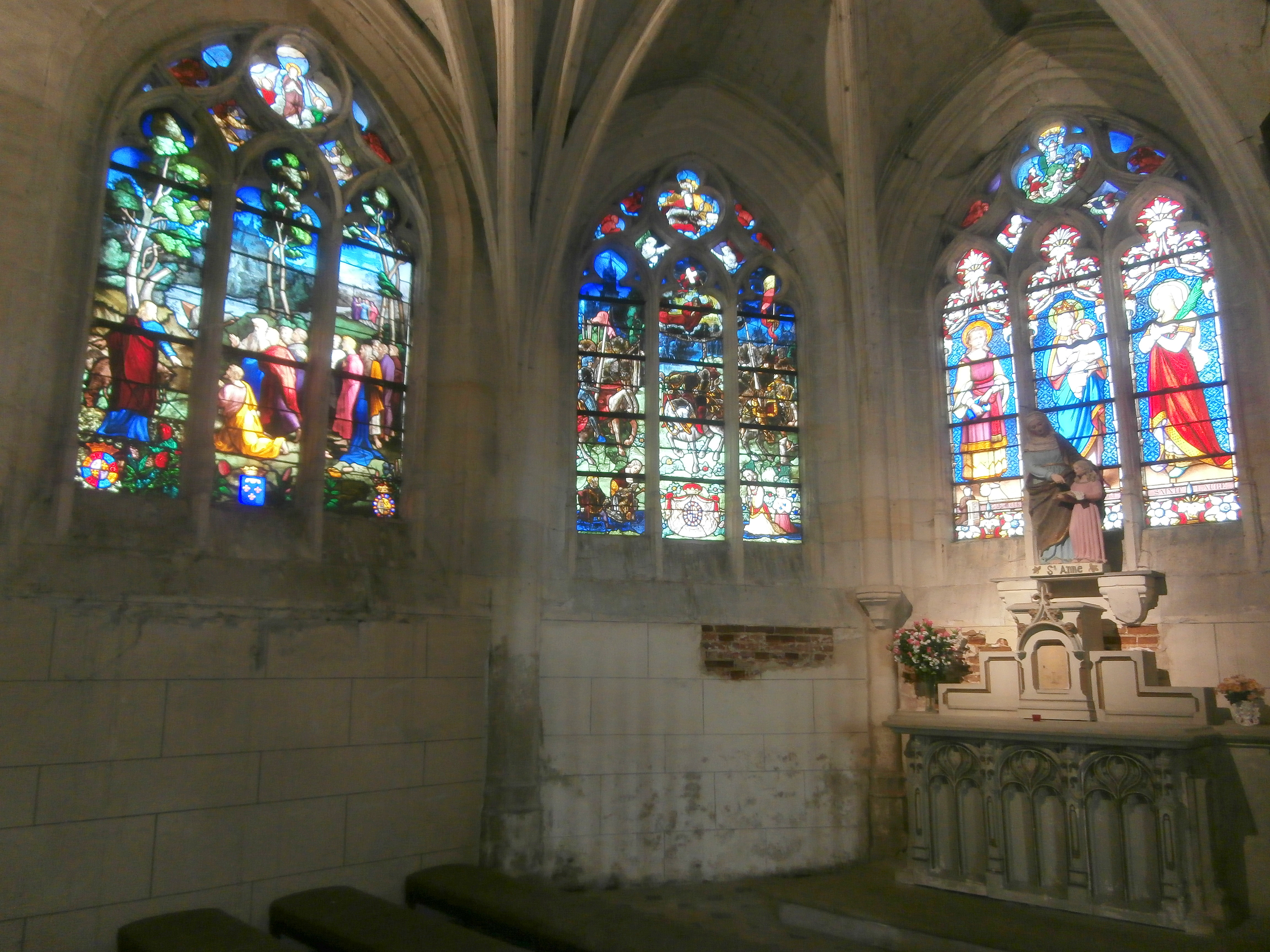
Les trois fenêtres de la chapelle seigneuriale.

#### Collatéral sud

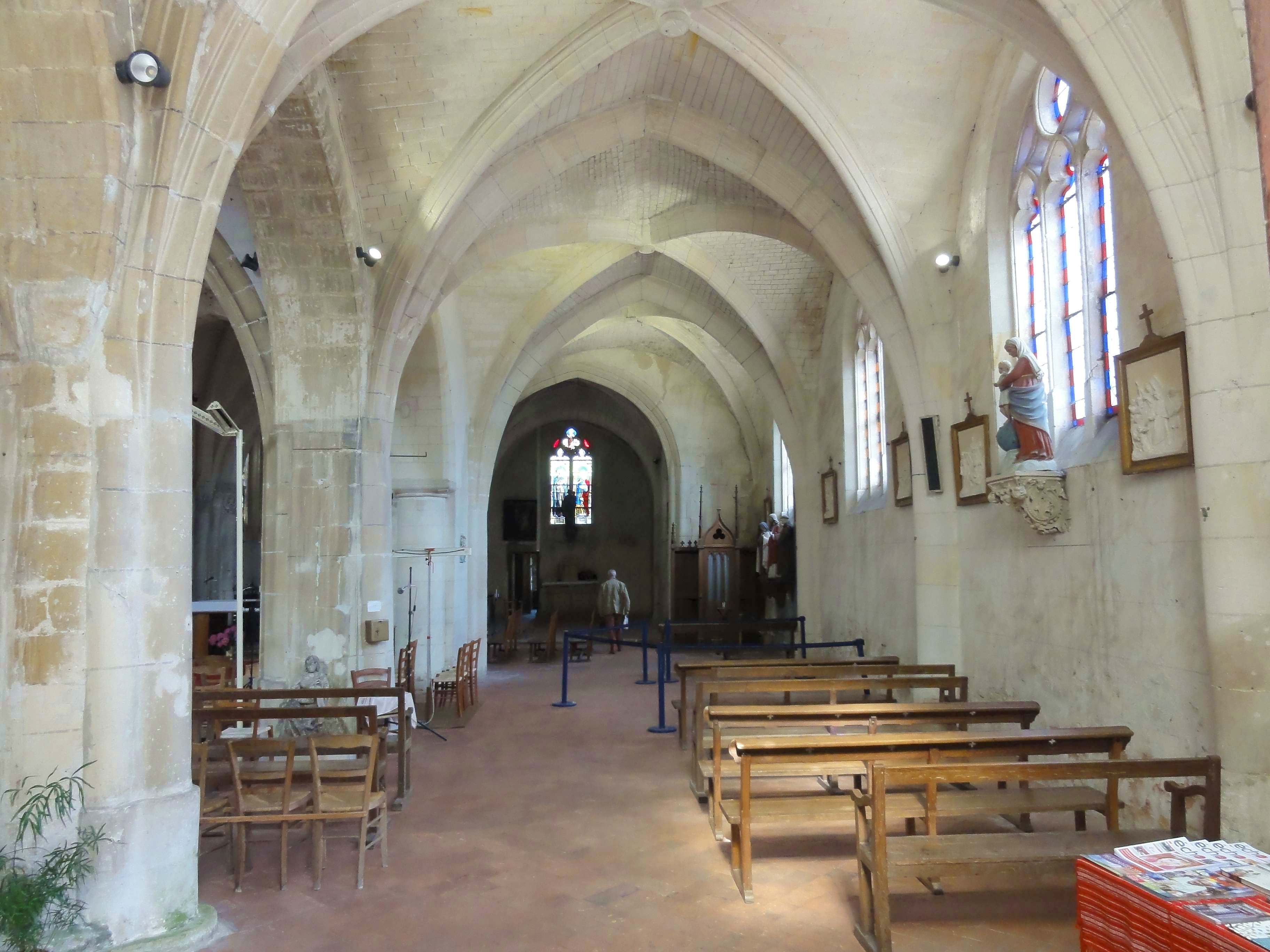
Nef sud, vue vers l'est.

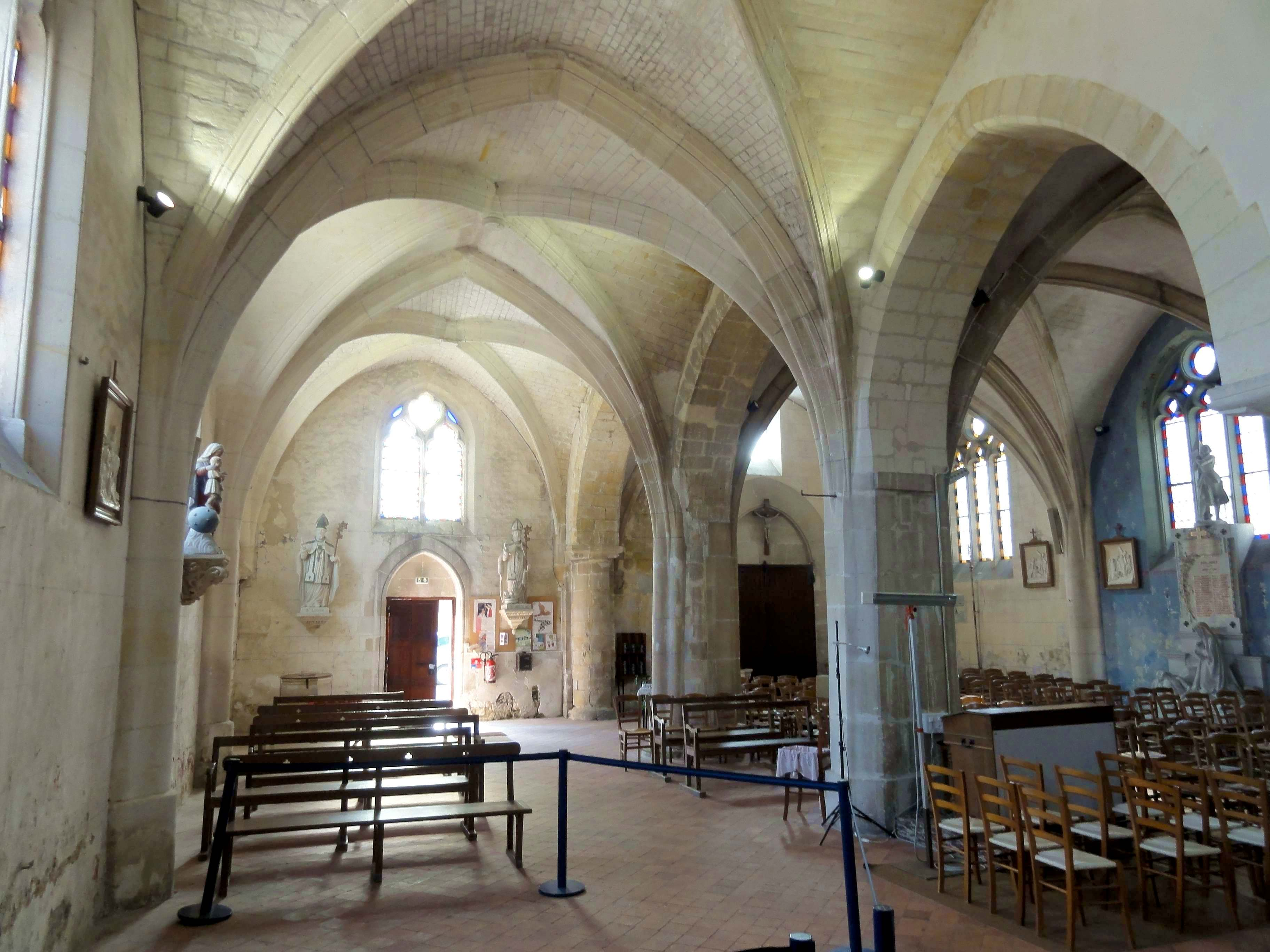
Nef sud, vue vers l'ouest.

Le collatéral sud commence par une deuxième nef, qui est presque aussi large, et tout aussi haut, que la nef proprement dite, au nord. S'y ajoute une quatrième travée qui accompagne la base du clocher. La hauteur est toute relative, avec une élévation à un seul niveau, et les proportions confèrent au collatéral un aspect trapu. La hauteur sous le sommet des voûtes ne dépasse guère la largeur entre les murs. La retombée des voûtes s'effectue à un niveau qui correspond à la moitié de la largeur entre les murs. Ces proportions trapues sont souvent propres aux vaisseaux voûtés après coup, ou ajoutés après la guerre de Cent Ans, comme le vaisseau nord de Saintines. On les trouve aussi dans les chœurs d'Arthies, Clairoix, Rivecourt, Villaines-sous-Bois et Warluis. Au Moyen Âge, les piliers atteignent au moins une hauteur équivalente à la largeur du vaisseau.
Les voûtains ne sont pas enduits et peints en faux-appareil, ce qui est le cas des fausses voûtes de la nef, et l'irrégularité de la taille des claveaux selon les voûtains, ainsi que la texture des surfaces, indique des voûtes de pierre. Le profil des ogives comporte au milieu la même baguette placée devant un étroit bandeau en retrait, mais dans le collatéral, ce bandeau n'est pas flanqué de deux cavets et de deux baguettes, mais de deux quarts-de-rond. Le profil des doubleaux est calqué sur celui des ogives, mais le diamètre est accru. Il n'y a pas de formerets. Les clés de voûte sont des petits disques pourvus d'un discret décor gravé. Au droit du mur méridional, et devant les deux piliers libres des grandes arcades vers la nef du nord, les nervures des voûtes se fondent dans de petits piliers ondulés. L'architecte qui dirigea le voûtement de la nef du nord, au XIXe siècle, imita ces piliers. Il fit la même chose des fenêtres, qui sont toutes identiques, et du même type que dans la nef du nord. Cependant, l'absence de mouluration du pourtour, qui est seulement ébrasé ; l'épaisseur des meneaux dans le sens longitudinal ; et l'absence de mouluration des bases, qui sont de simples hexaèdres, donne à penser que l'ensemble des fenêtres latérales du collatéral résulte tout au contraire de la même campagne de restauration que les fenêtres actuelles de la nef romane. La fenêtre occidentale, au-dessus du portail, montre les mêmes caractéristiques, sauf qu'elle est à deux lancettes au lieu de trois. Authentiques sont en revanche les grandes arcades, car les piliers isolés montrent des arrachements de chapiteaux en haut des piédroits, vers l'est et vers l'ouest, et au début et à la fin des grandes arcades, l'on trouve les mêmes chapiteaux à grosse corbeille courte qu'au sud de la base du clocher.
Faisant face à la base du clocher, la quatrième travée présente quelques dispositions particulières, outre les deux chapiteaux signalés. Son extension nord-sud est plus importante, afin de cumuler la largeur réduite de la base du clocher par rapport à la nef. Ainsi, le contrefort oriental de la pile sud-ouest du clocher fait saillie dans la travée. Il se retraite une fois par un fruit et une fois par un glacis, puis sert de support à une section de voûte en berceau, qui recouvre la partie septentrionale de la travée, et diminue en largeur à l'est, avant de buter contre l'ogive nord-est. Cette section voûtée en berceau s'explique difficilement. Comme le prouve son élévation septentrionale, la base du clocher n'était pas une croisée de transept, et bientôt après l'achèvement de l'église romane, le voûtement en berceau tombe en désuétude dans la région, et ne trouve plus que de rares applications (base du clocher de Néry et chœur de Béthisy-Saint-Pierre, notamment). Après la quatrième travée, le collatéral se retrécit. Ses deux dernières travées ne sont plus barlongues, mais approximativement carrées. Le doubleau à l'entrée de la cinquième travée adopte un profil plus complexe que les autres. Il se fond dans deux piliers ondulés, dont celui du nord est engagé dans la pile sud-est du clocher, et celui du nord, dans l'angle du mur. Ce pilier est incomplet, car la petite ondulation, correspondant au rouleau supérieur et à l'ogive, manque du côté est. Les deux dernières travées n'appellent que peu de remarques. Les doubleaux vers le vaisseau central du chœur ont déjà été décrits, et les voûtes sont analogues à la nef du sud. La première clé de voûte arbore un écusson chargé d'une croix, et la seconde et dernière, deux angelots nus portant un écusson analogue sur la face latérale ouest, et un arrangement de feuilles de vigne en dessous. Les deux fenêtres paraissent authentiques. Celle de la première travée est en tous points identiques à la baie d'axe du chevet et aux trois baies de la chapelle seigneuriale, et celle de la seconde travée, qui est moins profonde et ne compte pas de fenêtre au sud, ressemble aux fenêtres des pans obliques de l'abside du vaisseau central.

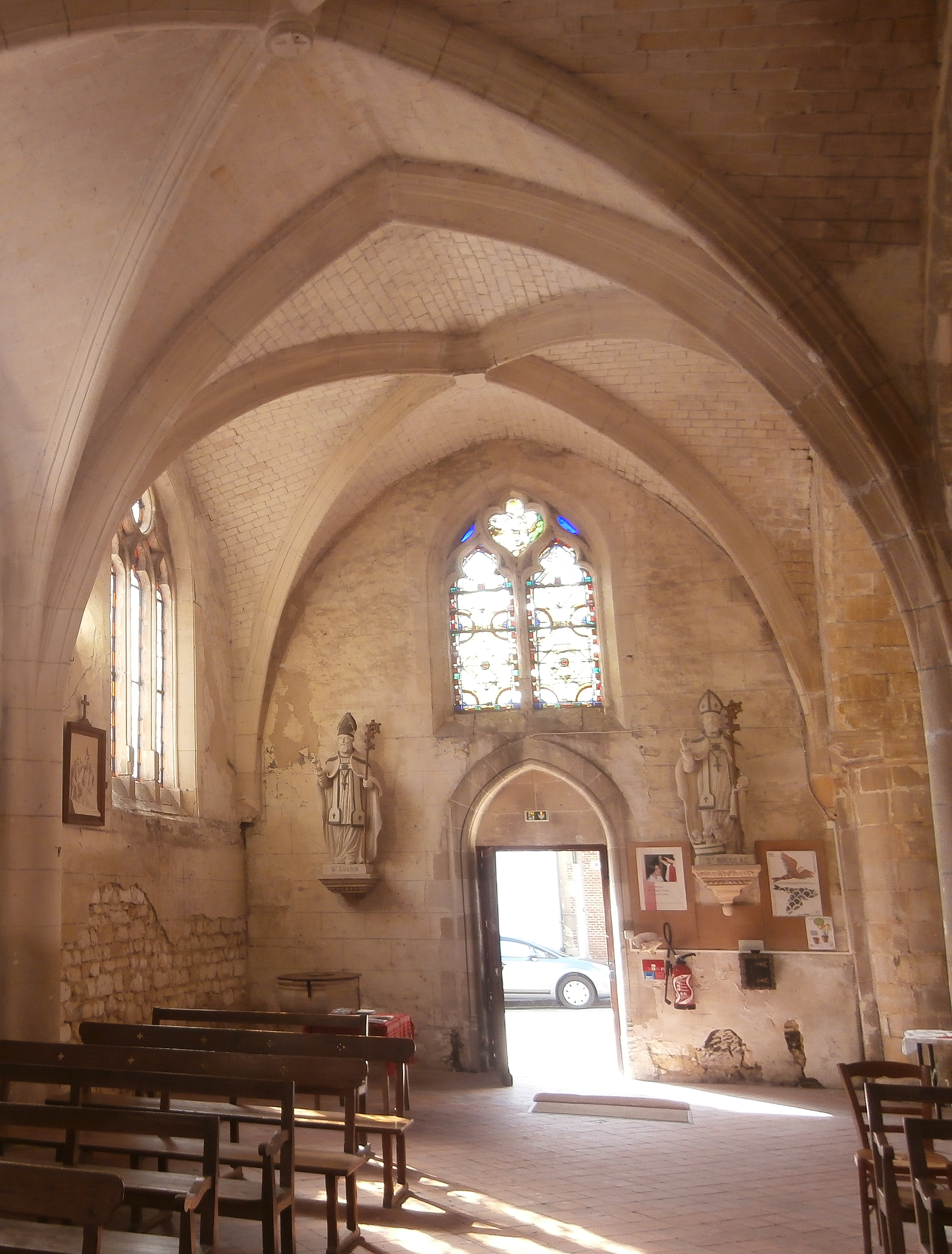
Nef sud, 2e travée, vue vers l'ouest.
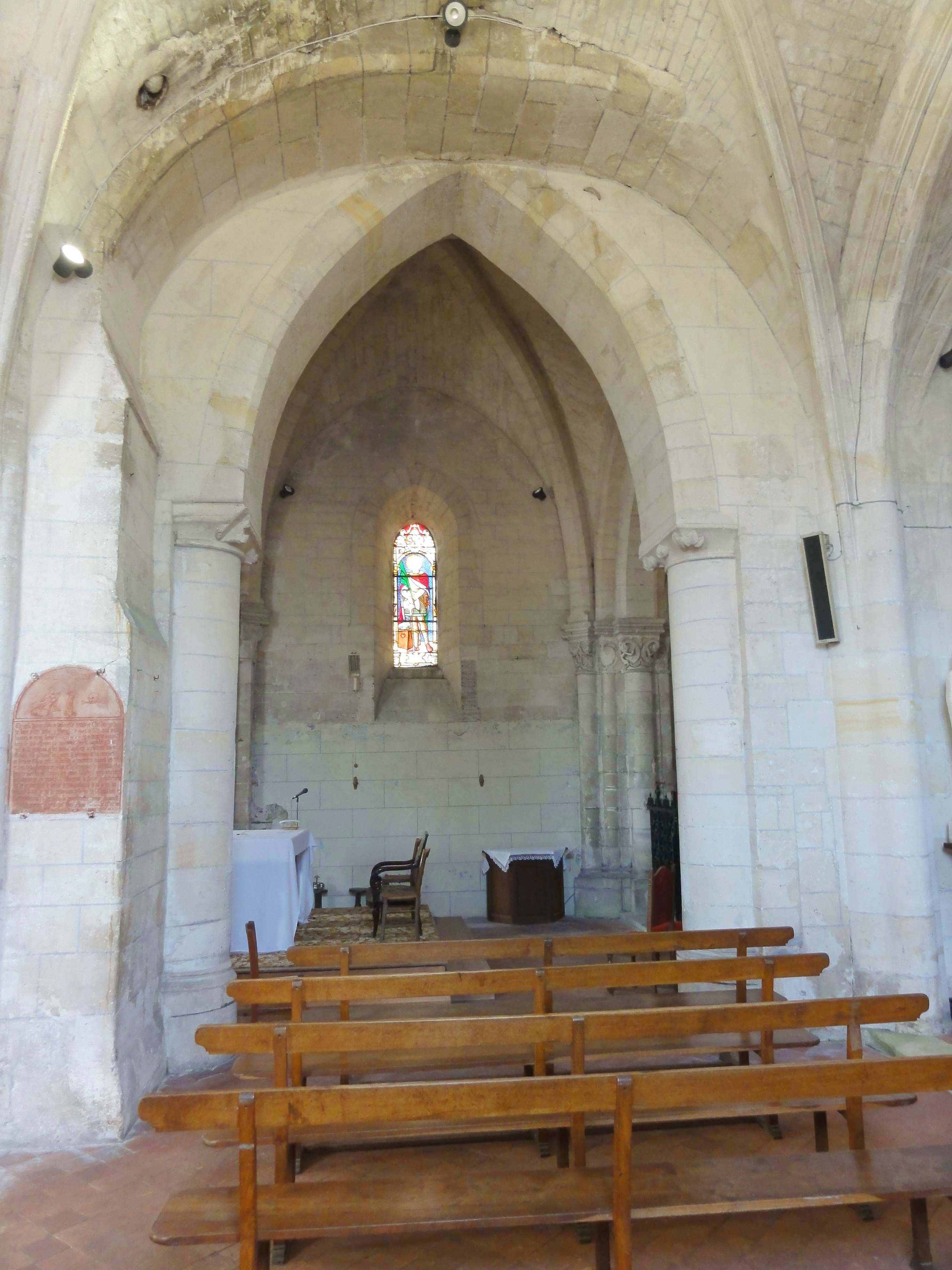
4e travée, vue vers le nord dans la base du clocher.
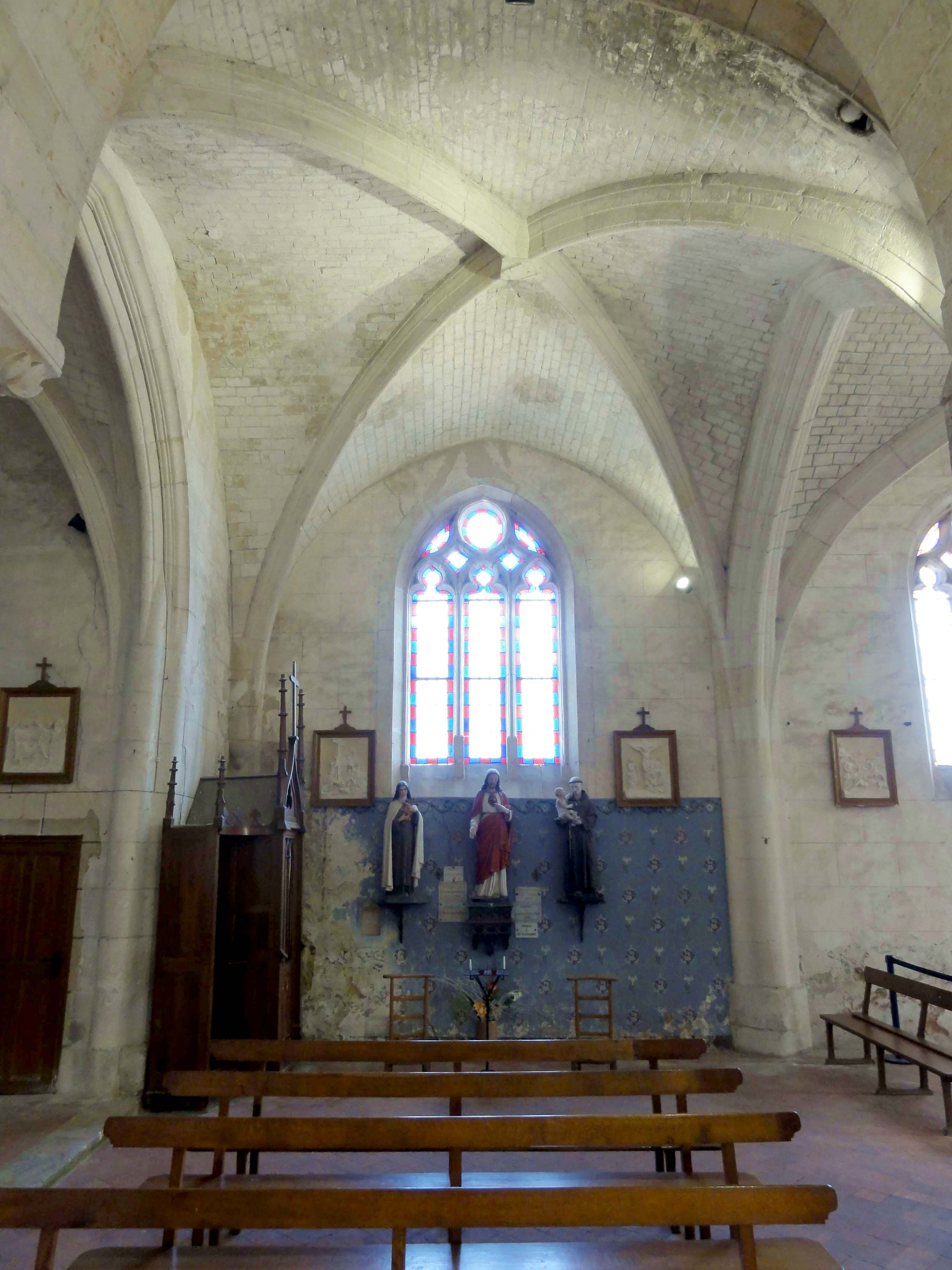
4e travée, vue vers le sud.
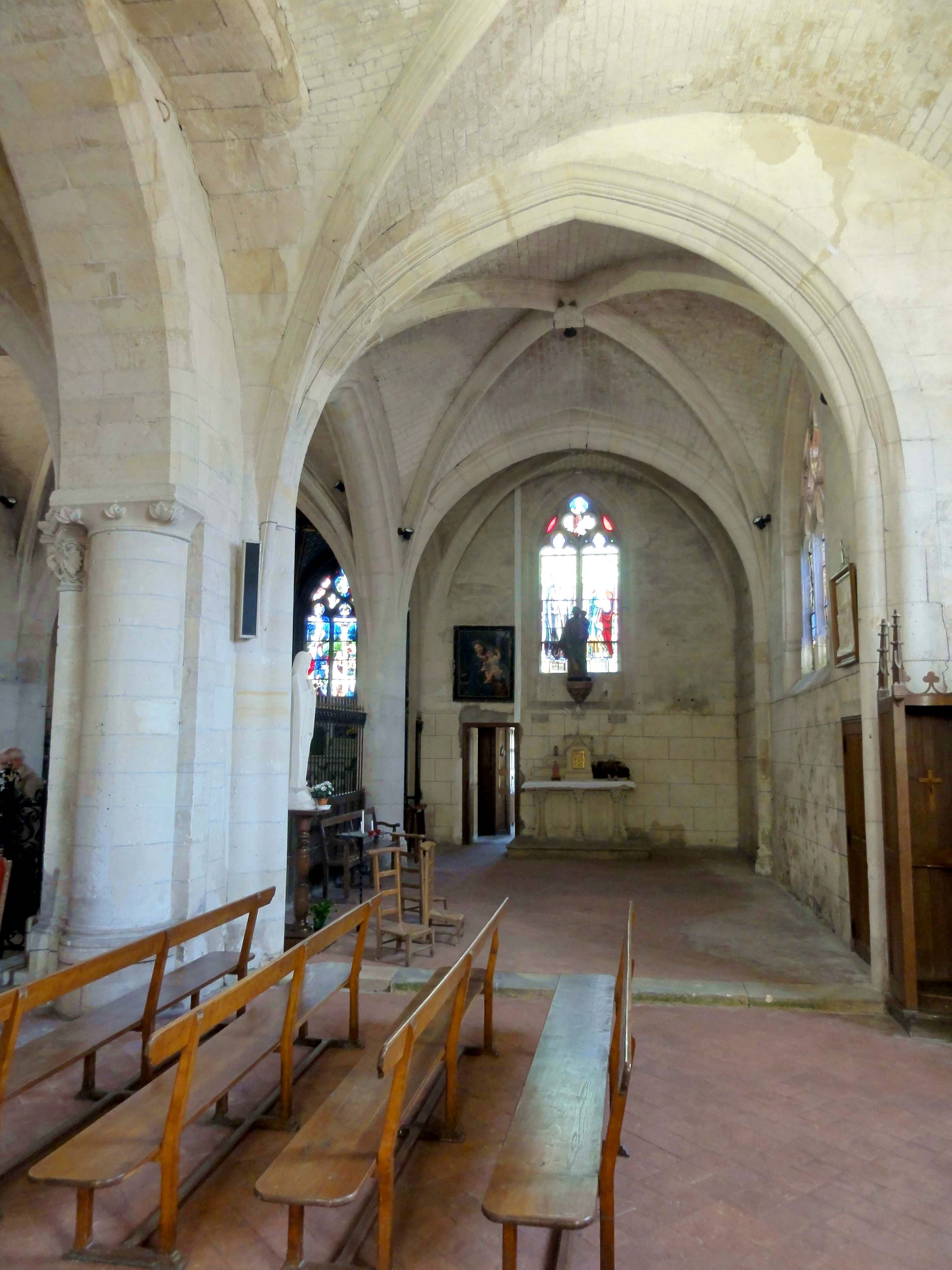
4e travée, vue vers l'est.
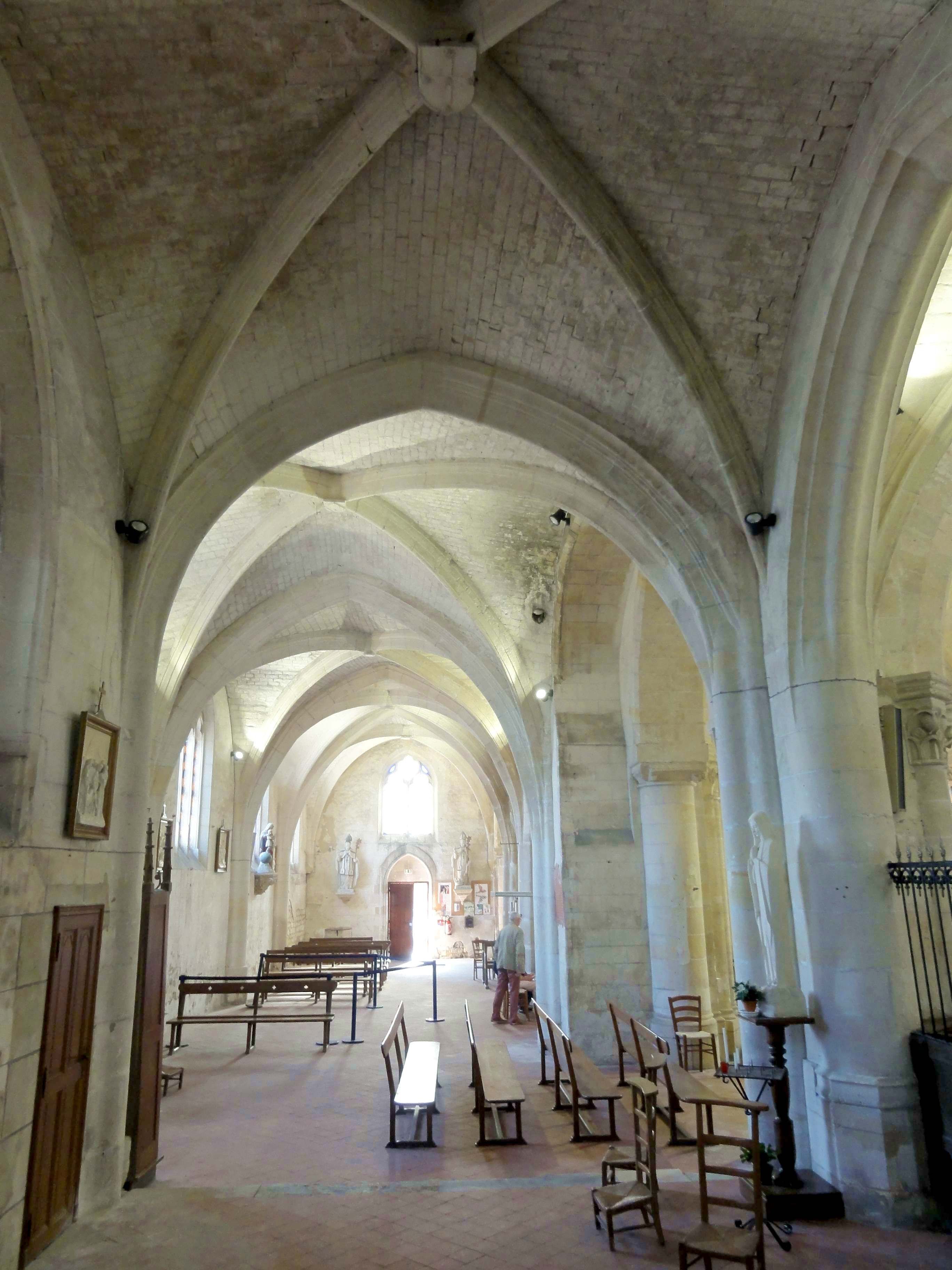
5e travée, vue vers l'ouest.
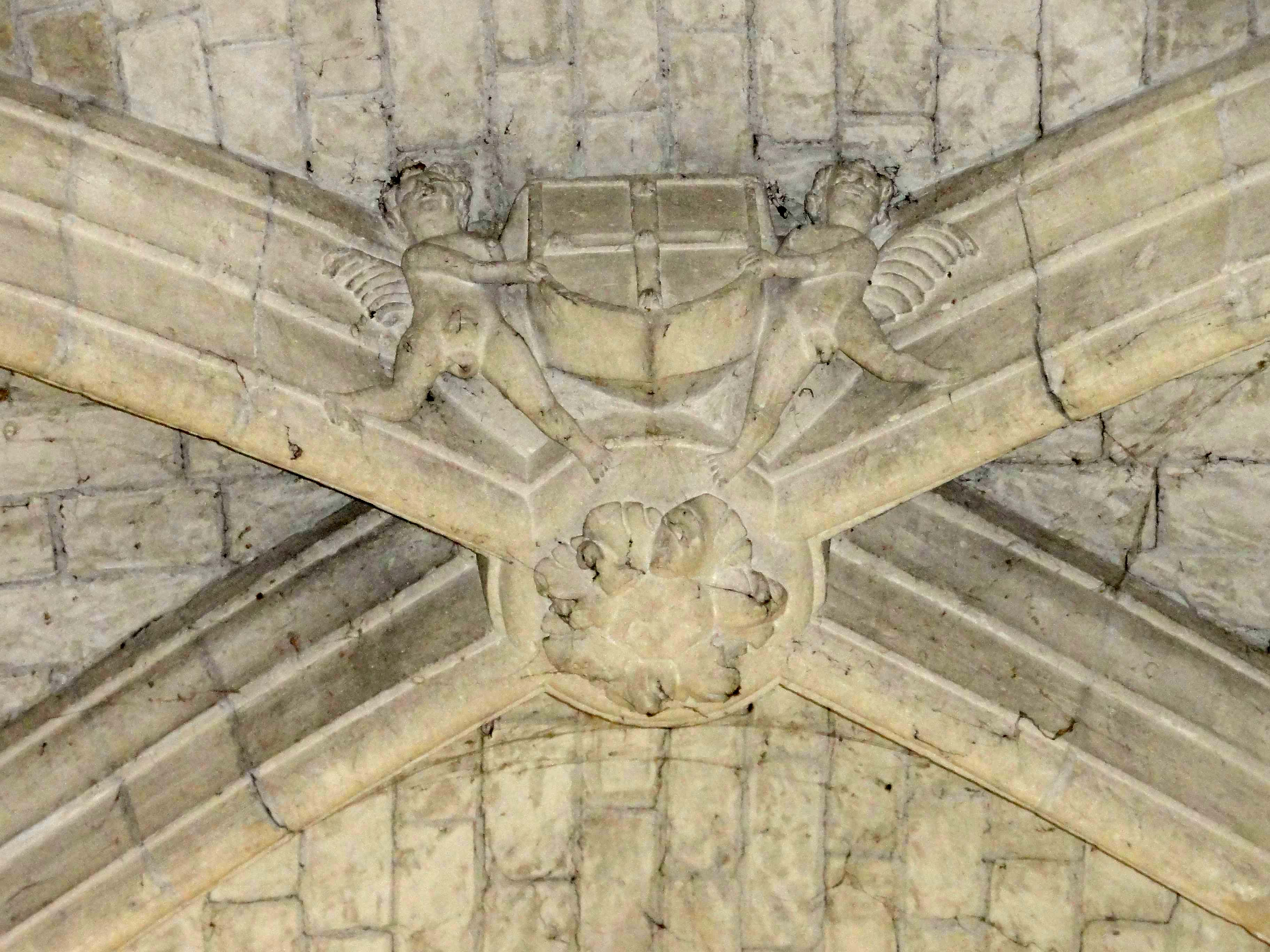
6e travée, clé de voûte.

### Extérieur

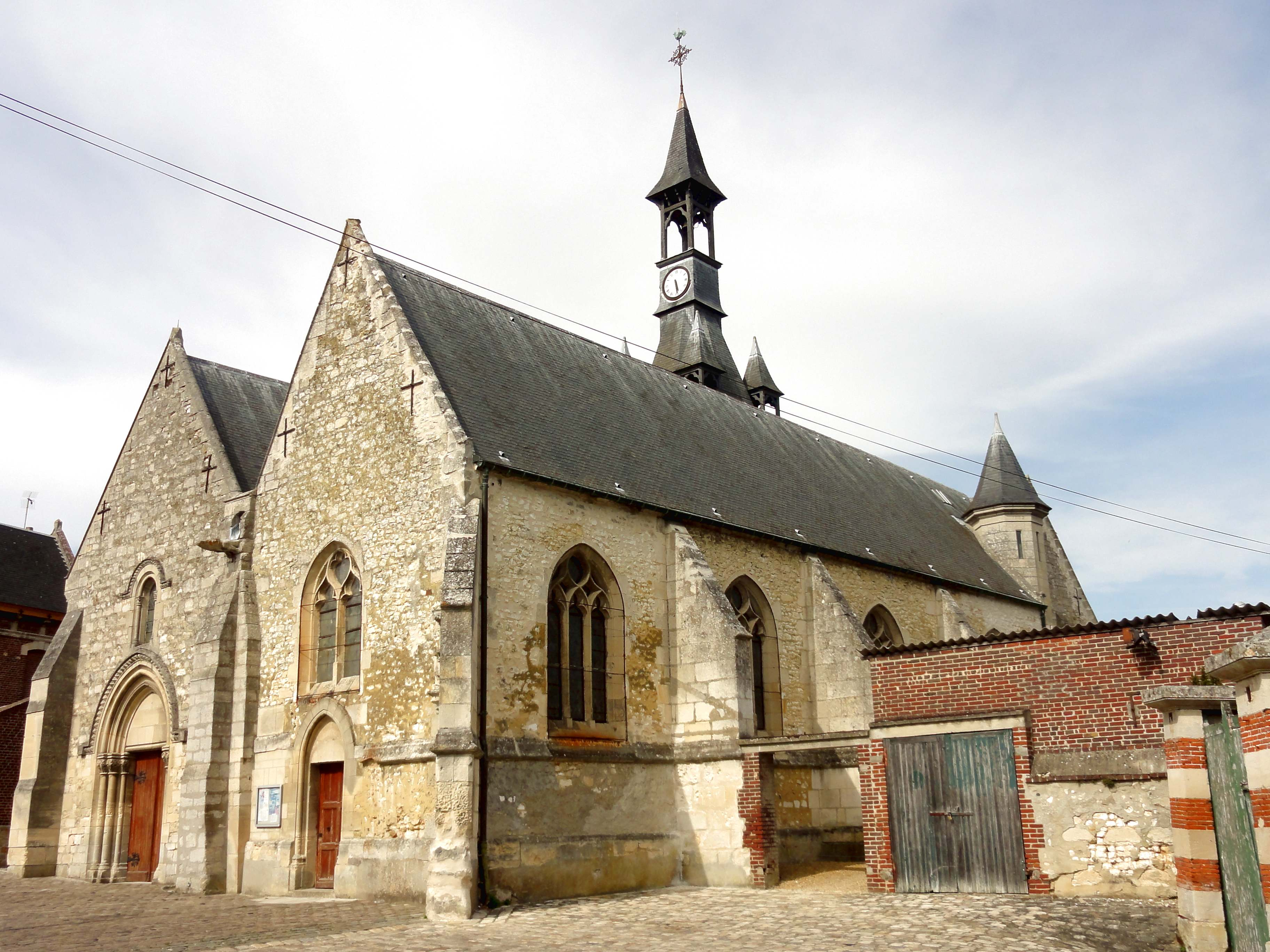
Vue depuis le sud-ouest.

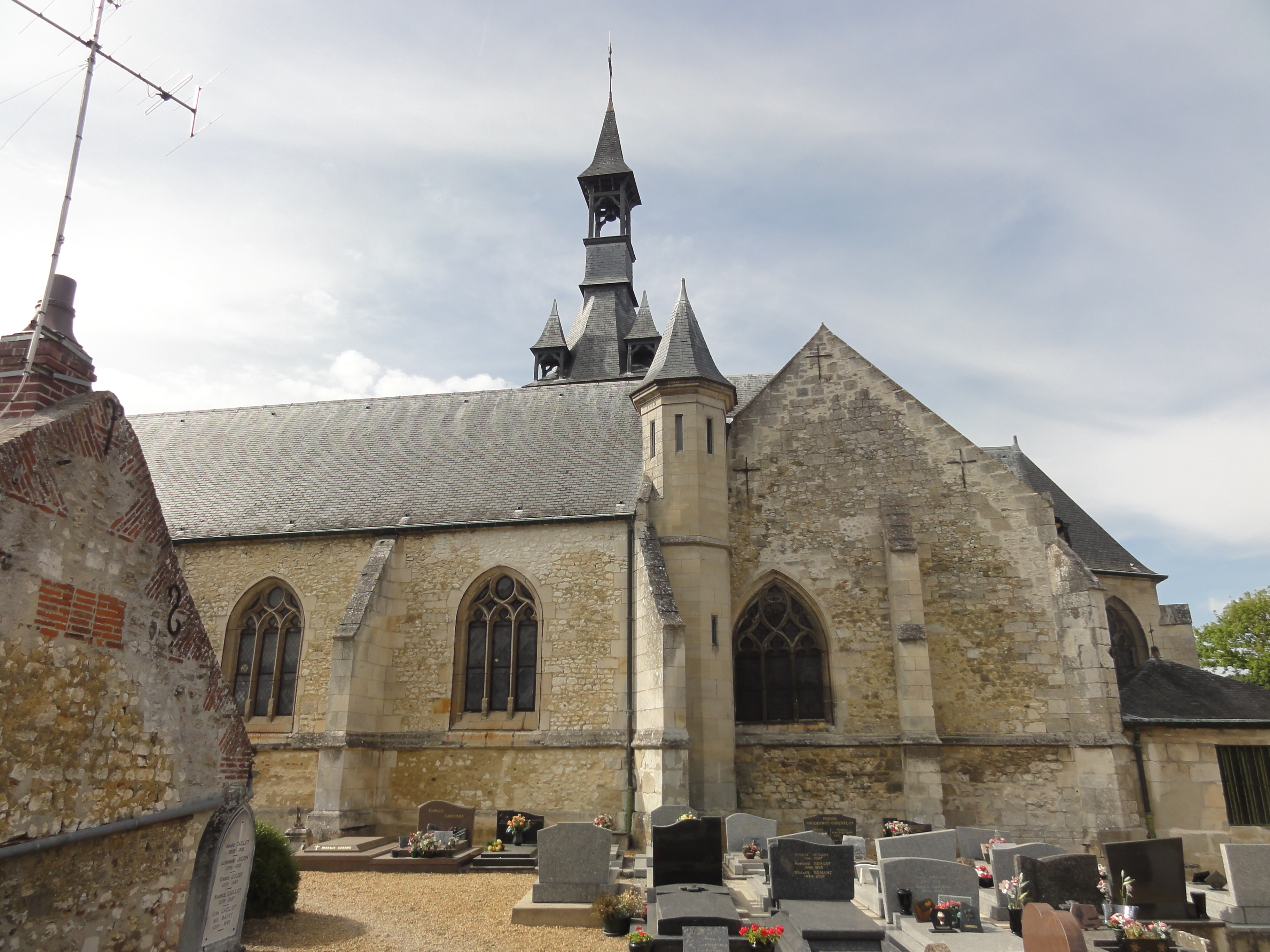
Vue partielle depuis le sud.

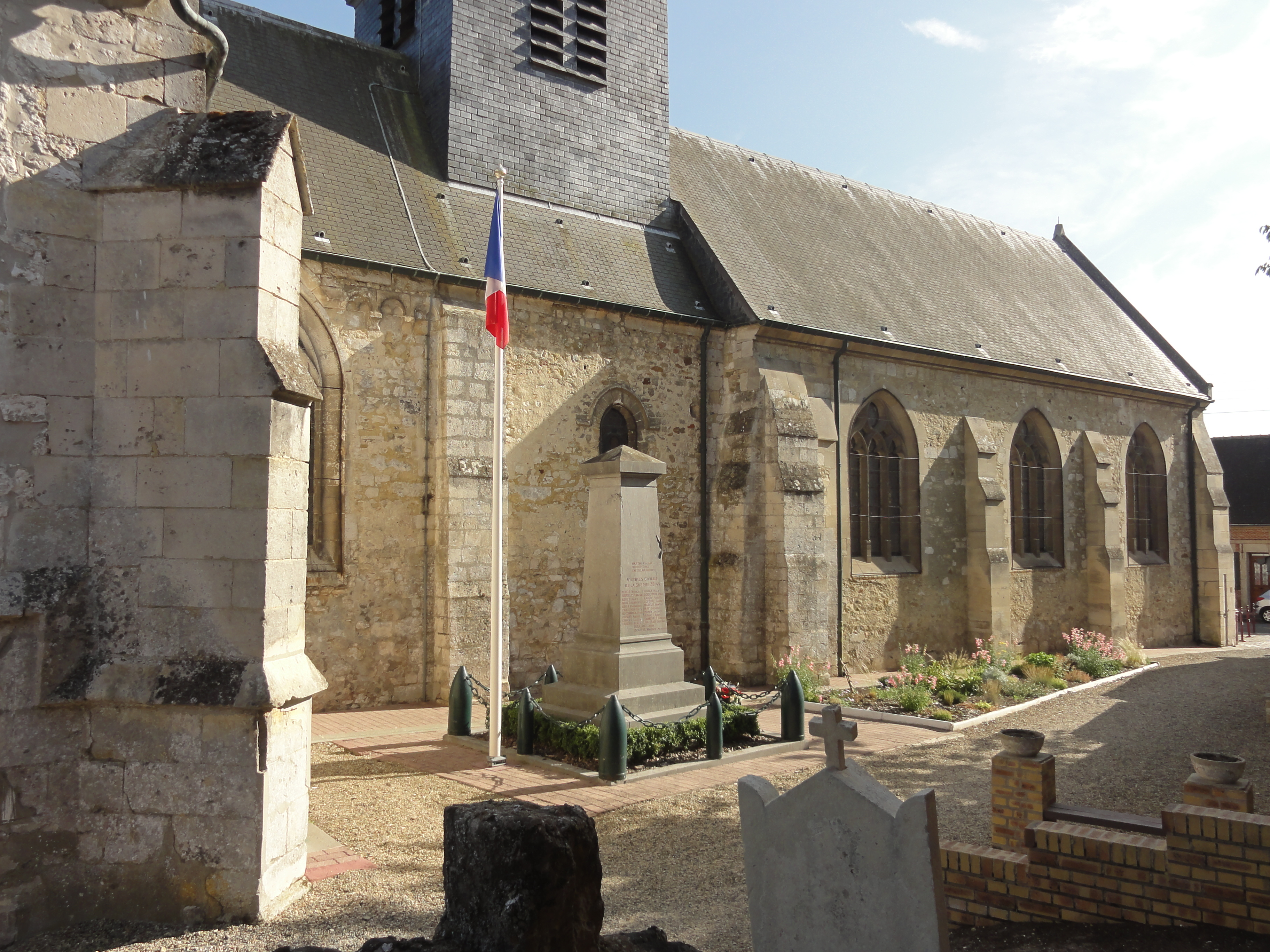
Flanc nord, à partir de la 2e travée du chœur.

Les murs sont généralement en moellons noyés dans un mortier, sauf pour les contreforts, les pourtours des fenêtres, les blocs moulurés et les parties hautes de l'abside centrale et de l'abside de la chapelle ducale, à partir des allèges. Par son ordonnancement presque symétrique, et la cohabitation de deux principaux styles, en l'occurrence le roman et le gothique flamboyant, elle ne manque pas d'attrait à la première vue. Cependant, les éléments authentiques sont en forte minorité, et l'ensemble a été pratiquement réinventé au XIXe siècle, comme le montrent la confrontation avec les relevés du Dr Woillez, et l'examen attentif de la baie haute et du portail de la nef de droite (collatéral sud). De la période romane, subsistent les deux contreforts d'angle sud-ouest de la nef de gauche (nef du nord), dans l'un est en grande partie englobé dans la façade du collatéral. Ces contreforts plats se retraitent deux fois grâce à un fruit, et s'amortissent par un long glacis pentu, qui s'échelonne sur six assises. De la période flamboyante, subsistent la gargouille, privée de sa tête, qui domine ces contreforts, et évacue les eaux pluviales de la noue entre les deux toitures ; le contrefort d'angle sud-ouest, dont la position oblique indique l'approche du milieu du XVe siècle ; et le larmier en forme de doucine, qui court à droite du portail, et passe autour du contrefort. L'unique élément Renaissance de l'église est la niche à statue dans l'angle rentrant entre le contrefort biais et la façade. Elle se compose d'une console, dont le cul-de-lampe est sculpté d'un bourgeon, et d'un dais garni d'une coquille Saint-Jacques à l'intérieur, et prenant la forme de deux arcatures en cintre surbaissé surmontées d'un entablement et de deux frontons triangulaires à l'extérieur. Le couronnement est assuré par une urne à trois anses en forme de S. La niche abrite une statue en pierre de saint Pierre, premier patron de l'église, qui tient encore son livre de registre, mais plus sa clé, car la main droite manque.
L'élévation méridionale du collatéral se définit par le larmier déjà signalé à la limite des allèges, et des contreforts minces, mais fortement saillants, du même type qu'à l'angle sud-ouest. Ils s'amortissent tous par un long glacis, et sont dépourvus de toute ornementation. À hauteur d'homme, ils sont couverts de nombreux graffitis, qui sont souvent des épitaphes gravées par les paroissiens lors de la disparation de l'un de leurs proches, ou des souvenirs des artisans ayant travaillé sur l'église. À l'est du troisième contrefort, l'une des épitaphes est datée du 10 août 1587. Comme déjà signalé dans le contexte de l'intérieur, les réseaux des quatre premières fenêtres au sud datent seulement du XIXe siècle. C'est également le cas de la tourelle d'escalier, dans l'angle rentrant entre la quatrième et la cinquième travées. Ensuite, les deux dernières travées présentent, pour une raison difficilement compréhensible, un large pignon avec une fenêtre proprement flamboyante, et un contrefort central désaxé vers la droite, puisque la dernière travée est moins profonde que les précédentes. L'on note le même larmier que sur le collatéral, et les contreforts se différencient seulement par un larmier supplémentaire sur la face frontale et une saillie moindre. Le contrefort d'angle sud-est est également oblique.
L'élévation septentrionale des trois travées de la nef était initialement subdivisée en seulement deux travées par un unique contrefort intermédiaire, et percé de seulement deux petites fenêtres romanes. Rien n'en subsiste. Seulement les deux contreforts d'angle nord-est rappellent encore les origines romanes de la nef ; ce sont les mêmes qu'au milieu de la façade occidentale. Eugène Woillez a encore pu relever les vingt-trois modillons de la corniche beauvaisine. Pratiquement tous différents, ils représentaient pour la plupart des masques, ou plus rarement, des fleurs et des motifs abstraits. La corniche ne devait donc pas être en trop mauvais état, ce qui est confirmé par les deux sections de corniche beauvaisine qui subsistent sur la seconde travée du chœur roman, également au nord. Il est d'autant plus difficilement compréhensible que cette corniche ait été volontairement détruite au XIXe siècle, à une époque que les premiers classements aux monuments historiques étaient déjà intervenus. Le remplacement des petites fenêtres romanes par les larges baies pseudo-flamboyantes actuelles répond au moins à un besoin concret, l'éclairage suffisant par la lumière naturelle. Sur la travée de la base du clocher, la corniche beauvaisine avait déjà disparu avant les années 1840. Cette travée possède la dernière fenêtre du XIIe siècle de l'église. La brisure de l'arc est moins prononcée que sur l'ébrasement intérieur. Les claveaux sont surmontés d'un bandeau, qu'Eugène Woillez dit en coin émoussé, et qui se poursuit sur une courte section au niveau des impostes. La travée suivante est celle qui conserve en partie sa corniche beauvaisine ; elle est interrompue au milieu par l'arc de la fenêtre flamboyante, probablement authentique. Il y a trois segments de corniche à droite, et deux à gauche, avec un total de quatre modillons. Les deux petits modillons se terminent par une pointe de flèche, ou une fleur de lys inversée, ce qui est une particularité locale. Plus loin à l'est, la chapelle seigneuriale revêt la même sobriété que le collatéral sud. En différence avec les deux dernières travées de ce collatéral, les contreforts sont coiffés de chaperons en bâtière (sauf à l'angle sud-est de l'abside). Le seul détail sculpté est une arcature trilobée plaquée sur un petit gâble à la tombée du rampant nord du pignon. Hormis les fenêtres des pans obliques, plus étroites, l'abside du vaisseau central est en tous points identiques à la chapelle seigneuriale ; tous les contreforts sont à chaperons.

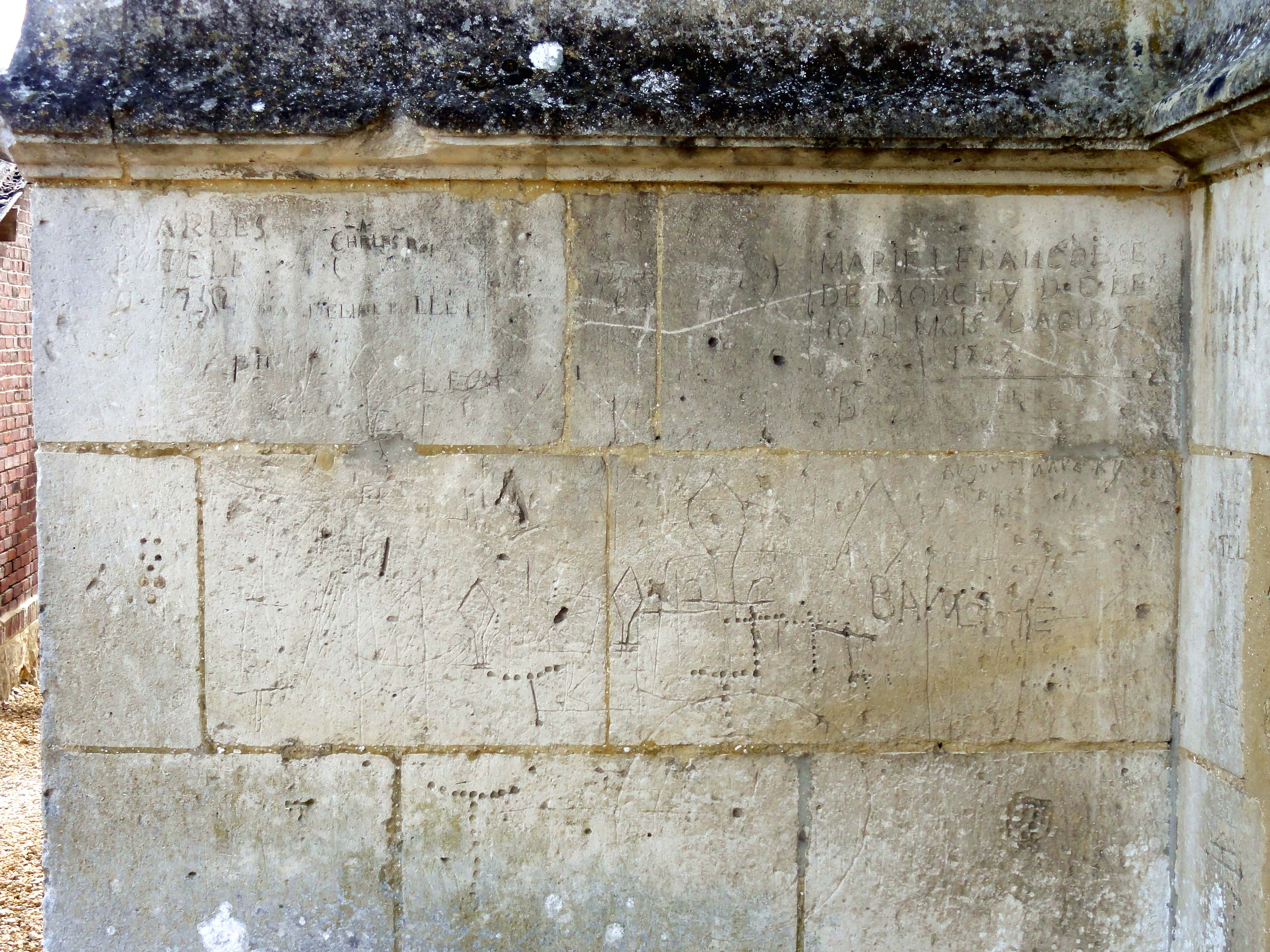
Graffiti sur le 3e contrefort du collatéral, côté est.
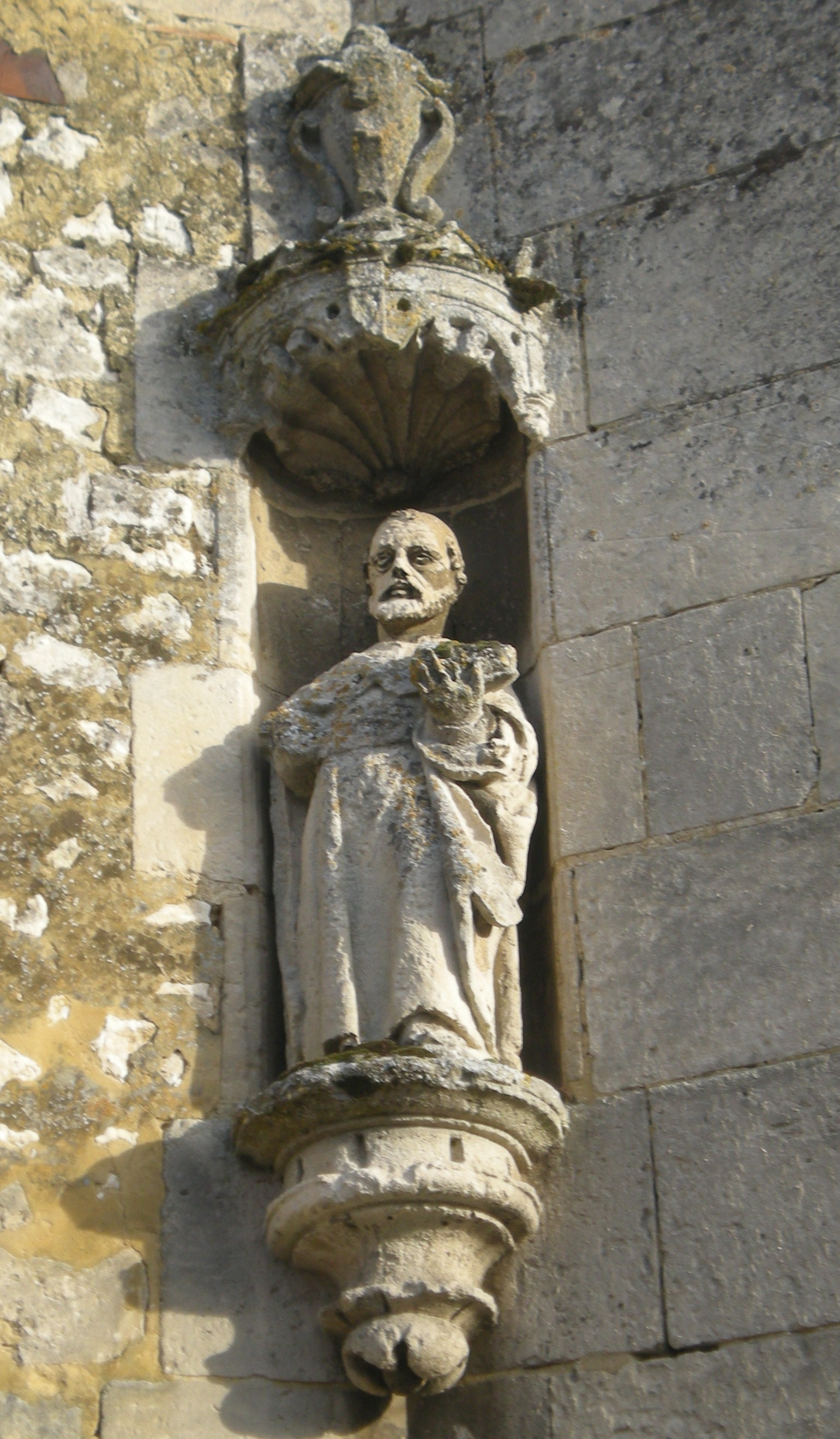
Niche Renaissance et statue de saint Pierre.
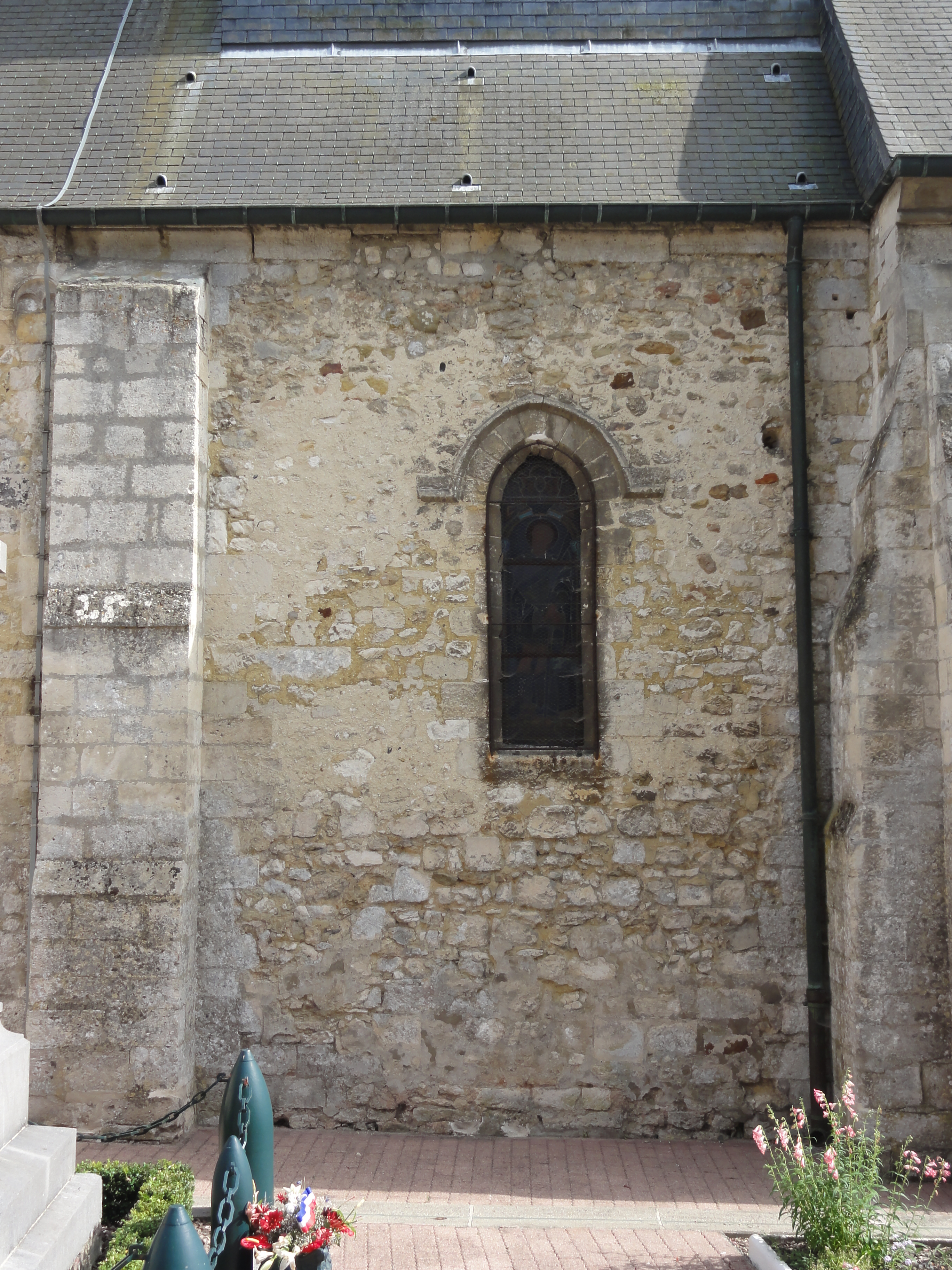
Base du clocher, élévation extérieure (nord).
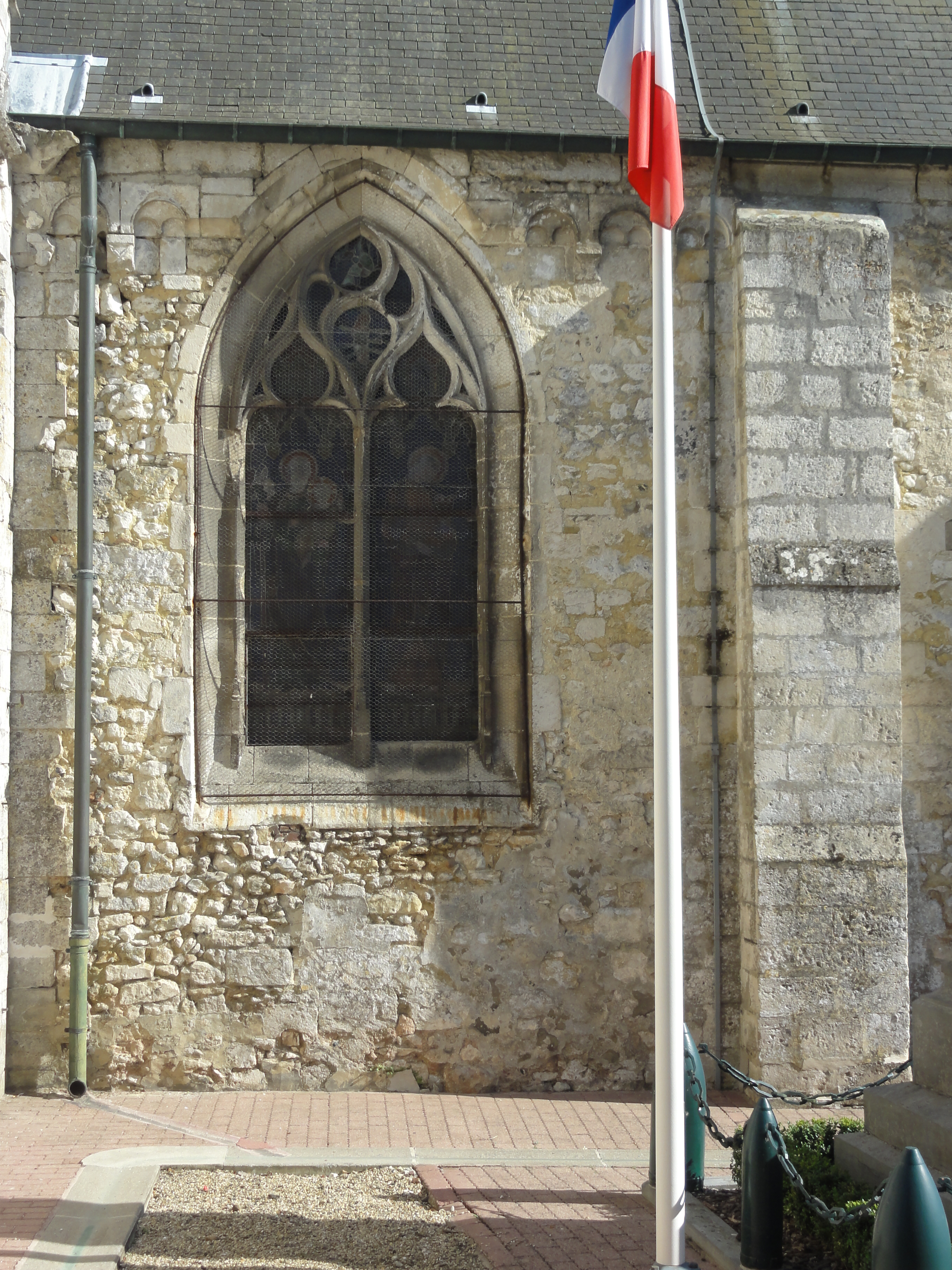
2e travée du chœur, élévation extérieure (nord).
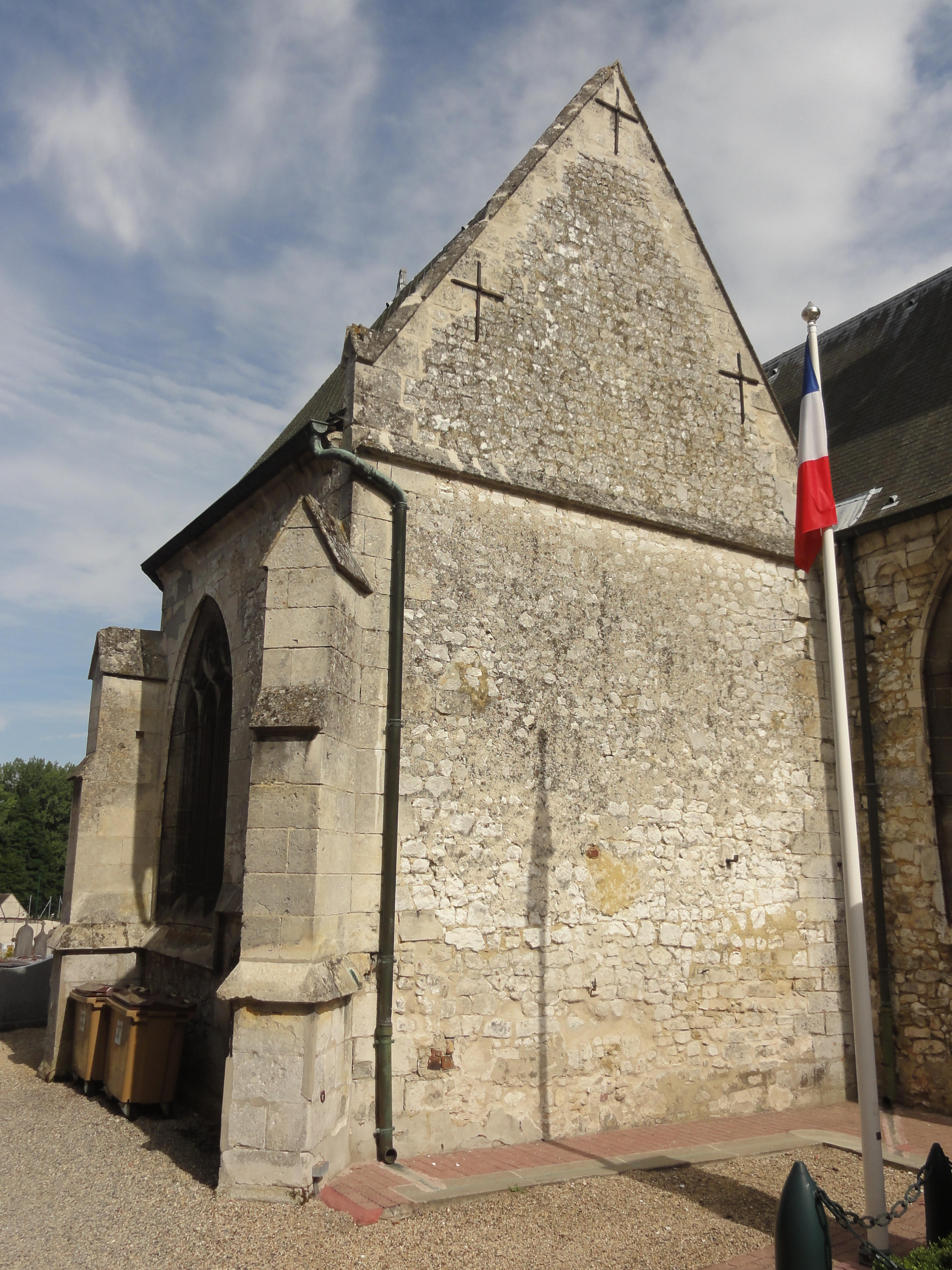
Chapelle seigneuriale, côté ouest.
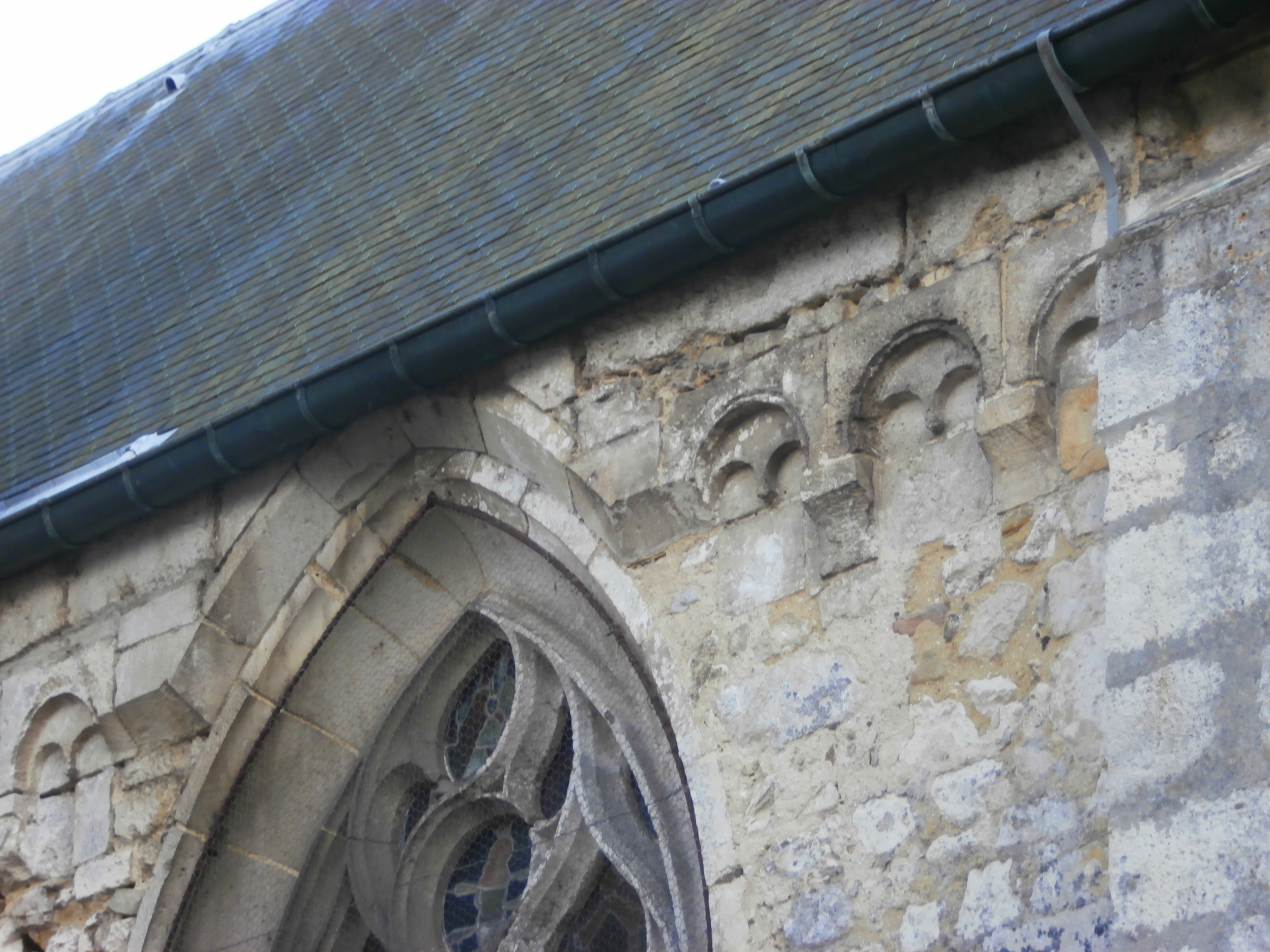
2e travée du chœur, corniche beauvaisine.

## Mobilier
Parmi le mobilier de l'église, dix-huit éléments sont classés ou inscrits monuments historiques au titre objet, dont huit verrières ou fragments de vitraux ; six œuvres de sculpture ; deux plaques ; un tableau ; ainsi que les fonts baptismaux.

### Vitraux

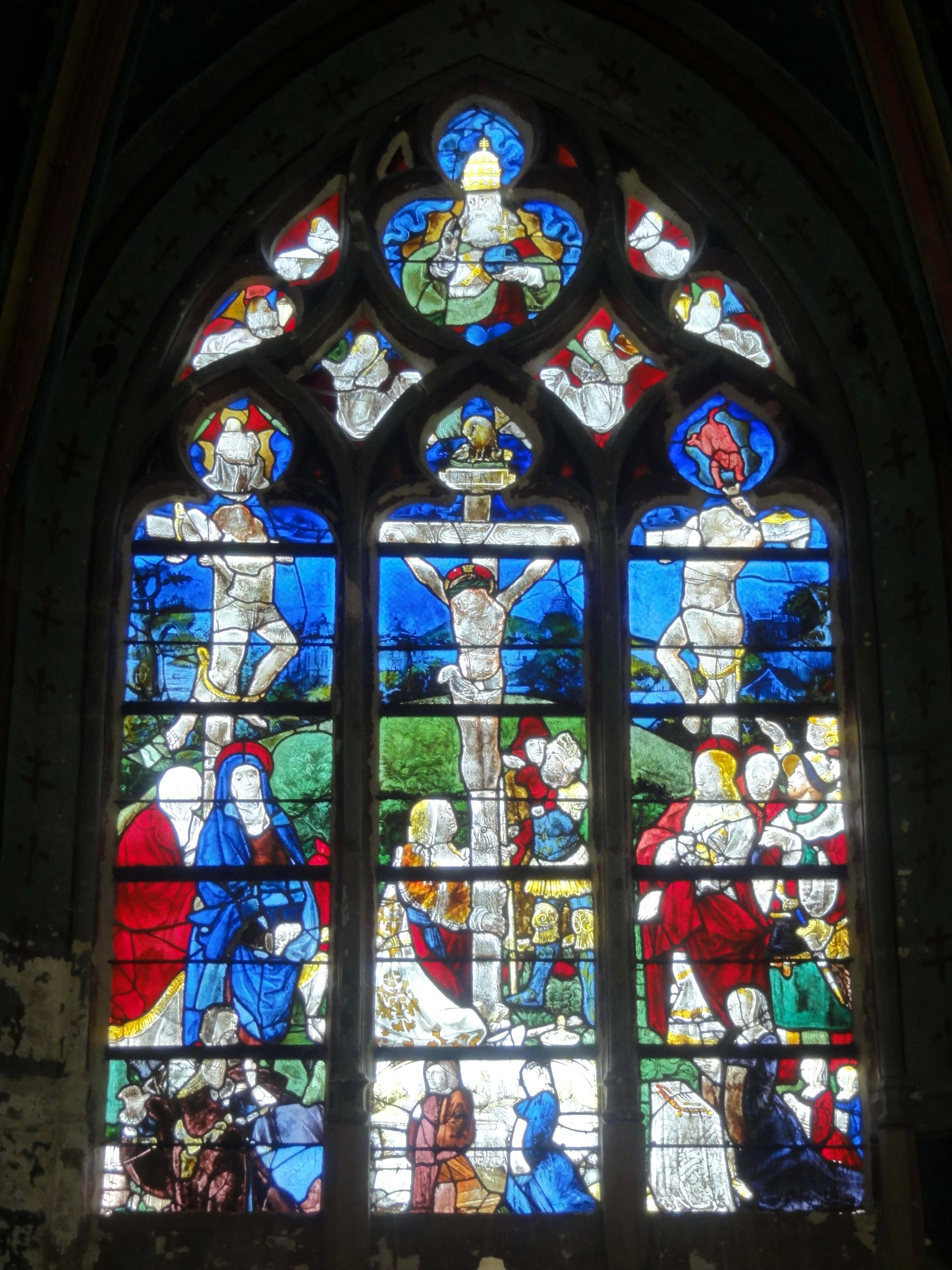
Verrière no 0 - Christ en croix entre le bon et le mauvais larron.

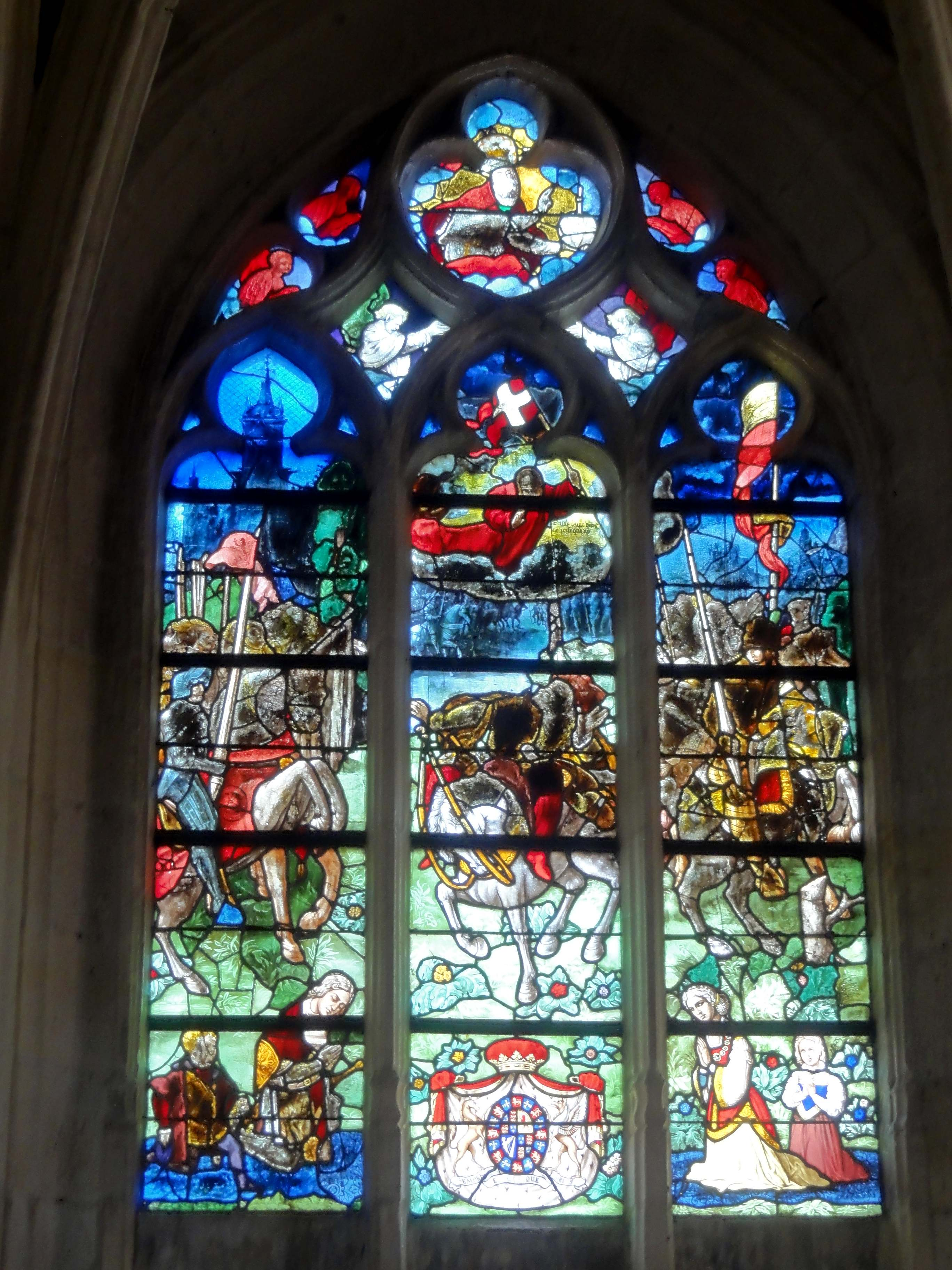
Verrière no 5 - La conversion de saint Paul sur le chemin de Damas.

L'église possède un ensemble homogène de huit verrières ou fragments de vitraux, qui est daté de la première moitié du XVIe siècle, sans davantage de précision, en l'absence de dates sur les œuvres et de tout document d'archive. Les fragments sont incorporés dans des verrières modernes. Seulement les éléments anciens sont classés par l'arrêté du 10 décembre 1906. On trouve les verrières ou fragments classés au chevet du collatéral sud (baie no 4) ; dans l'abside du vaisseau central (de la droite vers la gauche, baies no 2, 0, 1) ; dans la chapelle ducale (de la droite vers la gauche, baies no 3, 5, 7) ; et au nord de la seconde travée de l'ancien chœur roman, soit la travée qui succède à la base du clocher (baie no 9).
- Le vitrail dans le soufflet de la baie no 4 est le seul élément ancien de cette verrière. Il représente sainte Catherine en pied, de trois-quarts, avec une auréole, et accompagnée d'un roue, l'instrument de son martyre qui lui sert d'attribut. Dans les lancettes, sont représentées saint Maur et saint Nicolas. Ces vitraux sont postérieurs à 1918[15].
- La verrière no 2 est presque entièrement ancienne. Elle mesure 140 cm de largeur et 300 cm de hauteur. La Vierge à l'Enfant est représentée dans le soufflet. En dessous, il y a deux lancettes, qui comportent chacune deux registres. On y voit, de gauche à droite et du haut vers le bas, saint Christophe qui traverse une rivière avec l'aide d'un bâton, portant un bébé qui incarne l'Enfant Jésus ; la Résurrection de Jésus, qui est curieusement vêtu d'un ample manteau rouge, soulevé par le vent, et remplissant presque la moitié de la surface ; saint Benoît, en pied et de face, en vêtement religieux, tenant une crosse épiscopale et un livre ouvert accompagné d'un phylactère où est inscrit son nom, devant une simple tenture rouge comme arrière-plan ; et les Saintes Femmes au tombeau. L'inscription en bas du panneau de saint Christophe est « voirriere frere françois crestophe aces ». La verrière a été restaurée après 1918, puis par Claude Courageux, maître-verrier à Crèvecœur-le-Grand, en 1990[16].
- La verrière no 0 est elle aussi presque entièrement ancienne. Elle mesure 200 cm de largeur et 300 cm de hauteur. Dieu le Père est représenté dans le soufflet. Les six autres compartiments du tympan contiennent des anges tenant les instruments de la Passion. Les trois lancettes forment une scène homogène, à savoir le Christ en croix au centre, entre le bon larron à gauche, et le mauvais larron à droite. Au sommet des lancettes, l'on voit un ange qui prie pour le bon larron ; le pélican mystique qui nourrit ses petits de sa propre chair ; et une créature de l'enfer, qui ôte l'âme, symbolisé par un nouveau-né, au mauvais larron. L'arrière-plan est soigné, et comporte un décor paysager, et la silhouette de la ville de Jérusalem au fond. En bas de la croix de gauche, se tiennent saint Jean et la Vierge de douleur. La femme qui est agenouillée au pied de la croix, qu'elle enlace avec ses deux bras, devrait être Marie-Madeleine. Un soldat se tient à droite de la croix. Les personnes qui se pressent au pied de la croix du mauvais larron semblent être de simples spectateurs, et non des personnages issus du récit biblique. Les donateurs sont représentés tout en bas, en petit format, selon l'usage. À gauche, l'on voit le père ; au centre, deux enfants ; et à droite, la mère devant un prie-Dieu, accompagnée de deux de ses filles. Comme la précédente, la verrière a été restaurée après 1918, puis par Claude Courageux en 1990[17].
- La verrière no 1 est en grande partie ancienne. Ses dimensions sont les mêmes que pour la baie no 2, en face. Une Pietà est représentée dans le soufflet. En dessous, il y a deux lancettes, qui comportent chacune deux registres. Le registre supérieur occupe les trois quarts supérieurs des lancettes, et est dédié aux deux patrons de la paroisse. À gauche, l'on voit saint Pierre avec un livre ouvert et une grande clé, et à droite, saint Paul avec une glaive, son principal attribut. Le registre inférieur représente des donateurs. Comme particularité, les deux registres se superposent. Les deux tiers inférieurs du registre inférieur sont rapportés, et proviennent sans doute de l'une des baies qui ne comportent plus que des fragments de vitraux anciens. Cette verrière a elle aussi été restaurée après 1918, puis restaurée et réassemblée par Claude Courageux en 1990[18].
- Le vitrail dans le soufflet de la baie no 3 ; les deux anges rouges dans les mouchettes, qui représentent des âmes ; et les deux personnages dans les losanges sont les seuls éléments anciens de cette verrière. La petite scène dans le soufflet représenterait l'Immaculée Conception, mais évoque plutôt l'Assomption. Les lancettes, postérieures à 1918, montrent, de gauche à droite, sainte Gabrielle, la Vierge à l'Enfant et sainte Laure[19].
- La verrière no 5 est la quatrième qui demeure presque entièrement ancienne, mais le tympan serait moderne. À l'instar de la verrière no 0, elle mesure 200 cm de largeur et 300 cm de hauteur, et pour une seconde fois, Dieu le Père est représenté dans le soufflet. Dans les mouchettes, il y a quatre âmes, et dans les losanges, des anges adorateurs. Cette verrière illustre elle aussi une seule scène, qui s'étend sur les trois lancettes. Elle fait référence au deuxième patron de l'église, saint Paul, et montre sa conversion sur le chemin de Damas. Il s'appelle encore Saul, et est l'un parmi plusieurs soldats en armure, installés sur leurs montures, et tenant de longues épées. Au premier plan, l'on note le décor végétal, évoquant un pré plus qu'un chemin, et à l'arrière-plan, l'on aperçoit la silhouette d'une cathédrale gothique ; deux armées qui s'affrontent ; et des collines. Les armoiries en bas, au centre, sont modernes. À gauche, figure un donateur avec son fils, et à droite, une donatrice avec sa fille[20].
- Les deux anges rouges dans les mouchettes, qui représentent des âmes, et les deux personnages dans les losanges sont les seuls éléments anciens de la verrière no 7. Le vitrail du soufflet serait moderne. Il représente la Vierge Marie entre deux anges, ou l'Assomption. Les trois lancettes illustrent une seule scène (les autres vitraux modernes représentent tous des saints de pied). Il s'agit de la remise des clés à saint Pierre, dans un cadre paysager somptueux et romantique, avec un château-fort dominant une rivière à l'arrière-plan. Jésus est représenté tout à gauche, comme unique personnage sur cette lancette, mais devant des moutons qui paissent paisiblement. Saint Pierre, agenouillé devant lui, à droite, a déjà réceptionné la clé. L'aigle représentant la force du Saint-Esprit est partagé entre deux lancettes. La moitié droite de la scène est occupée par dix Apôtres. Un onzième est retenu, au loin, par un groupe de personnes, devant la silhouette d'une ville[21].
- Les deux petits soufflets au milieu du tympan de la verrière no 9 sont les seuls fragments anciens présents ici. En haut, deux anges voletant portent une couronne, qui est destinée à saint Sébastien, visible en bas. Il vient de subir son martyre ; attachée nu contre un arbre, il est criblé de six flèches[22].

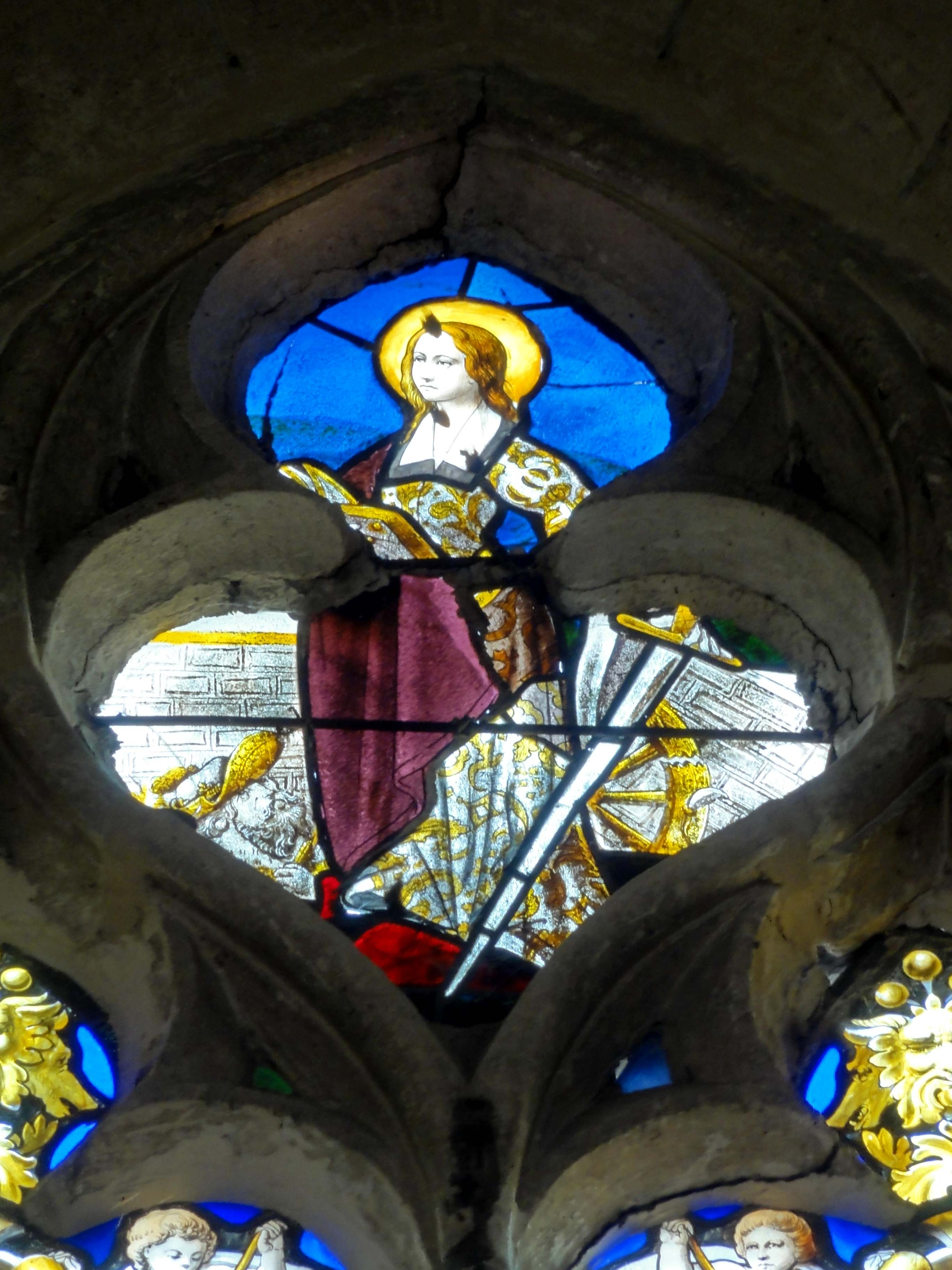
Vitrail no 4 - sainte Catherine.
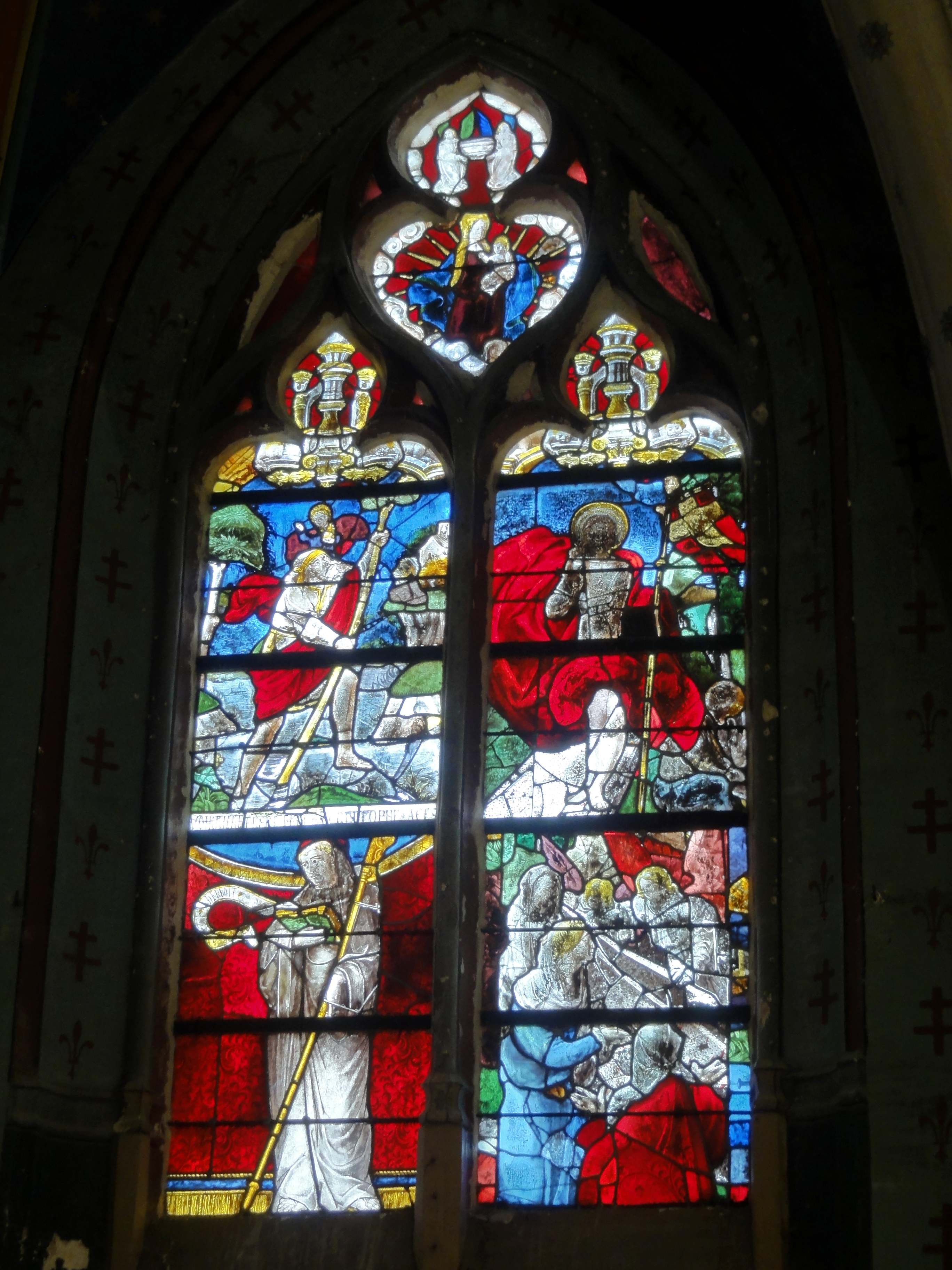
Verrière no 2 - saint Christophe, Résurrection, saint Benoît, Saintes Femmes au tombeau.
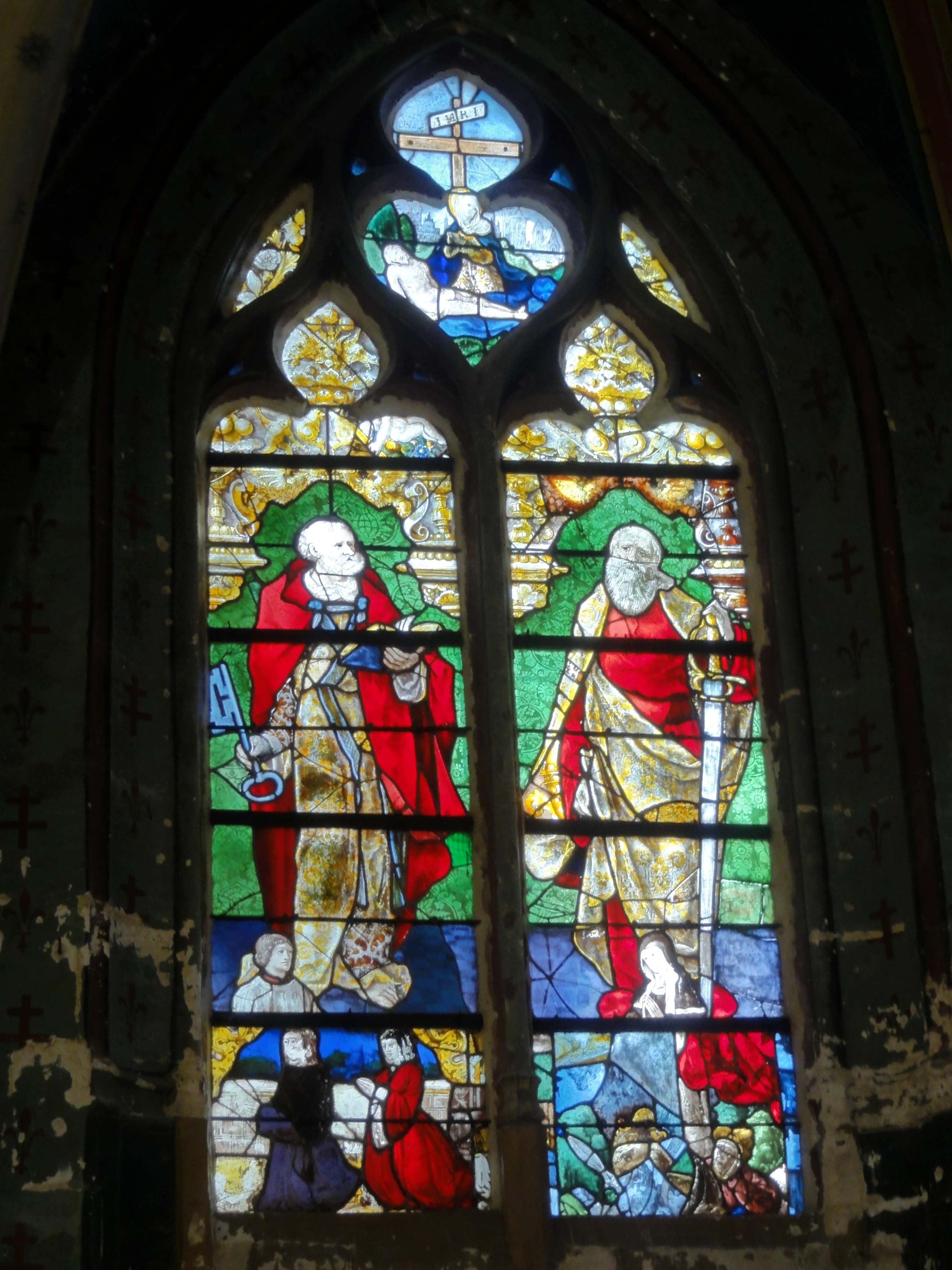
Verrière no 1 - Pietà, saint Pierre et saint Paul.
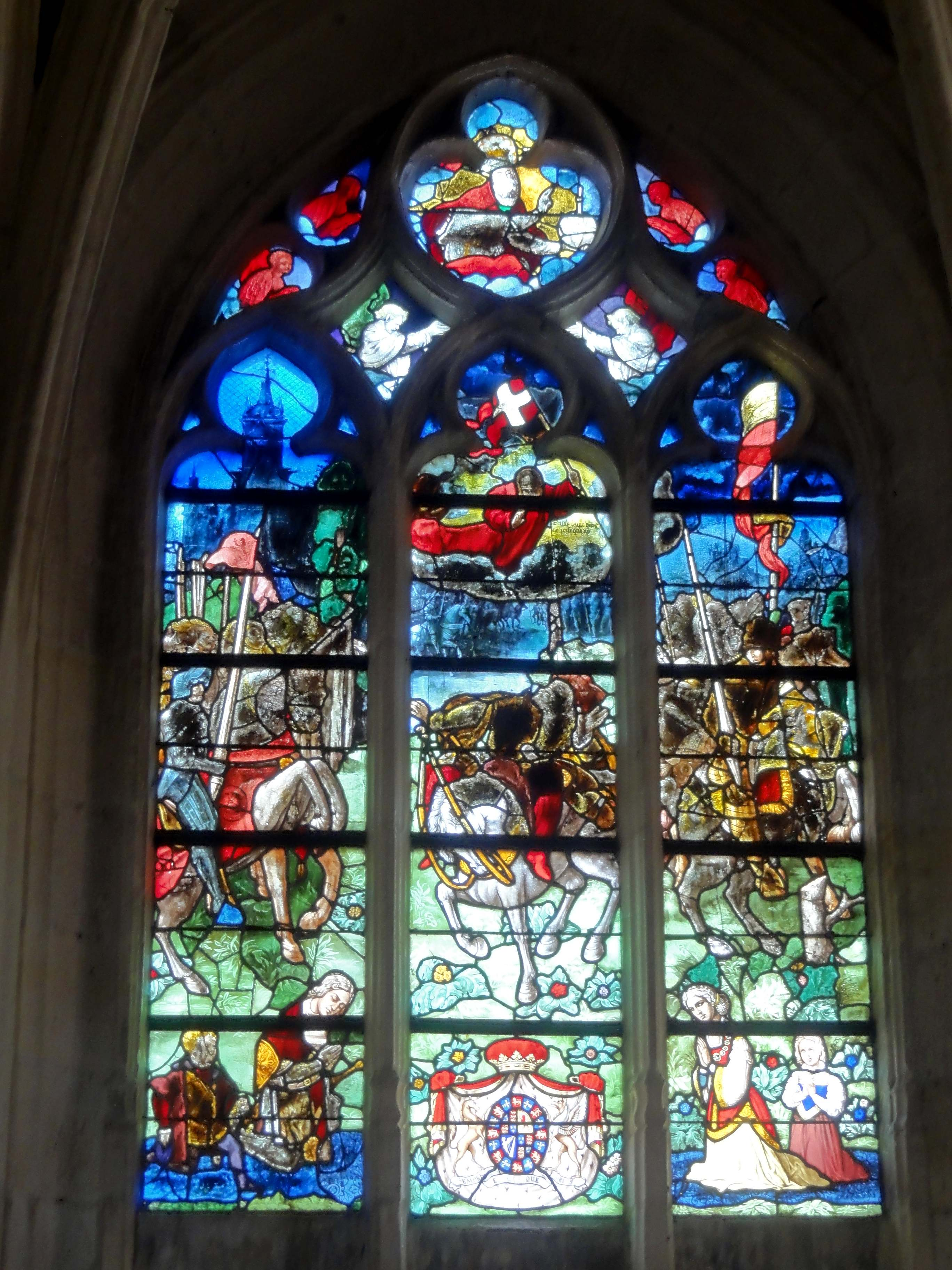
Verrière no 3 - Immaculée Conception, sainte Gabrielle, Vierge à l'Enfant et sainte Laure.
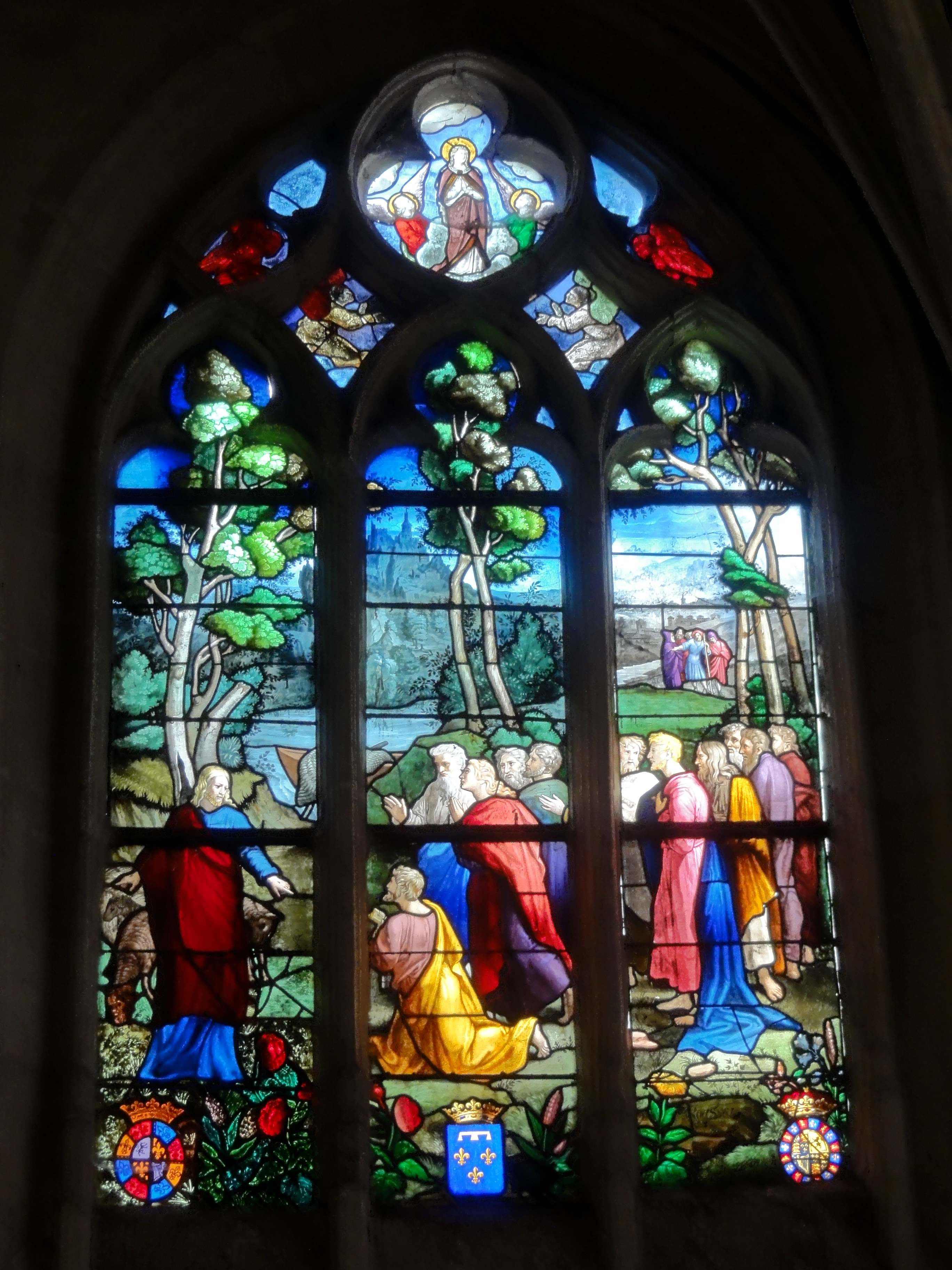
Vitrail no 7 - Vierge et anges ou Assomption et remise des clés à saint Pierre.
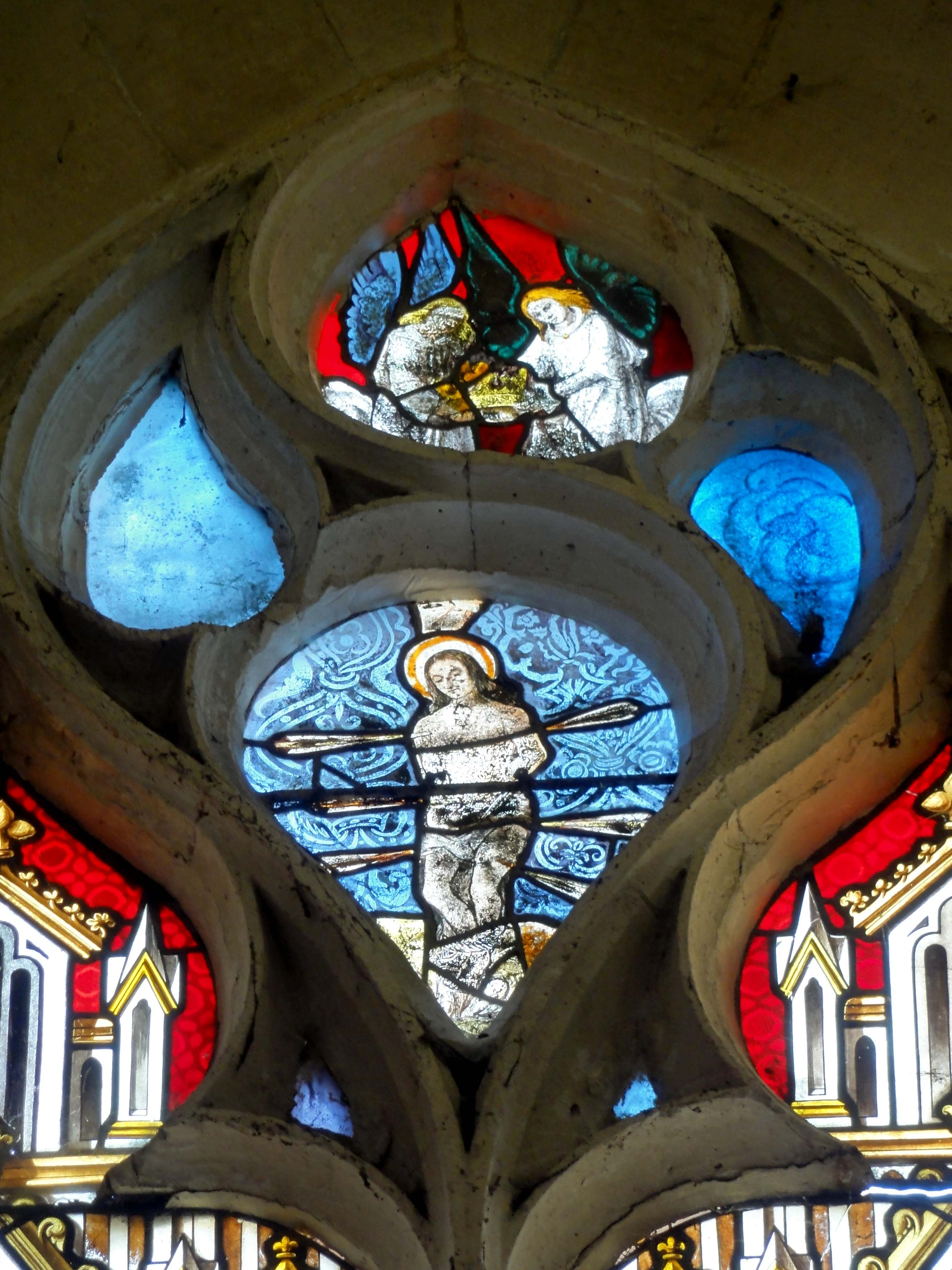
Vitrail no 9 - martyre de saint Sébastien.

### Sculpture

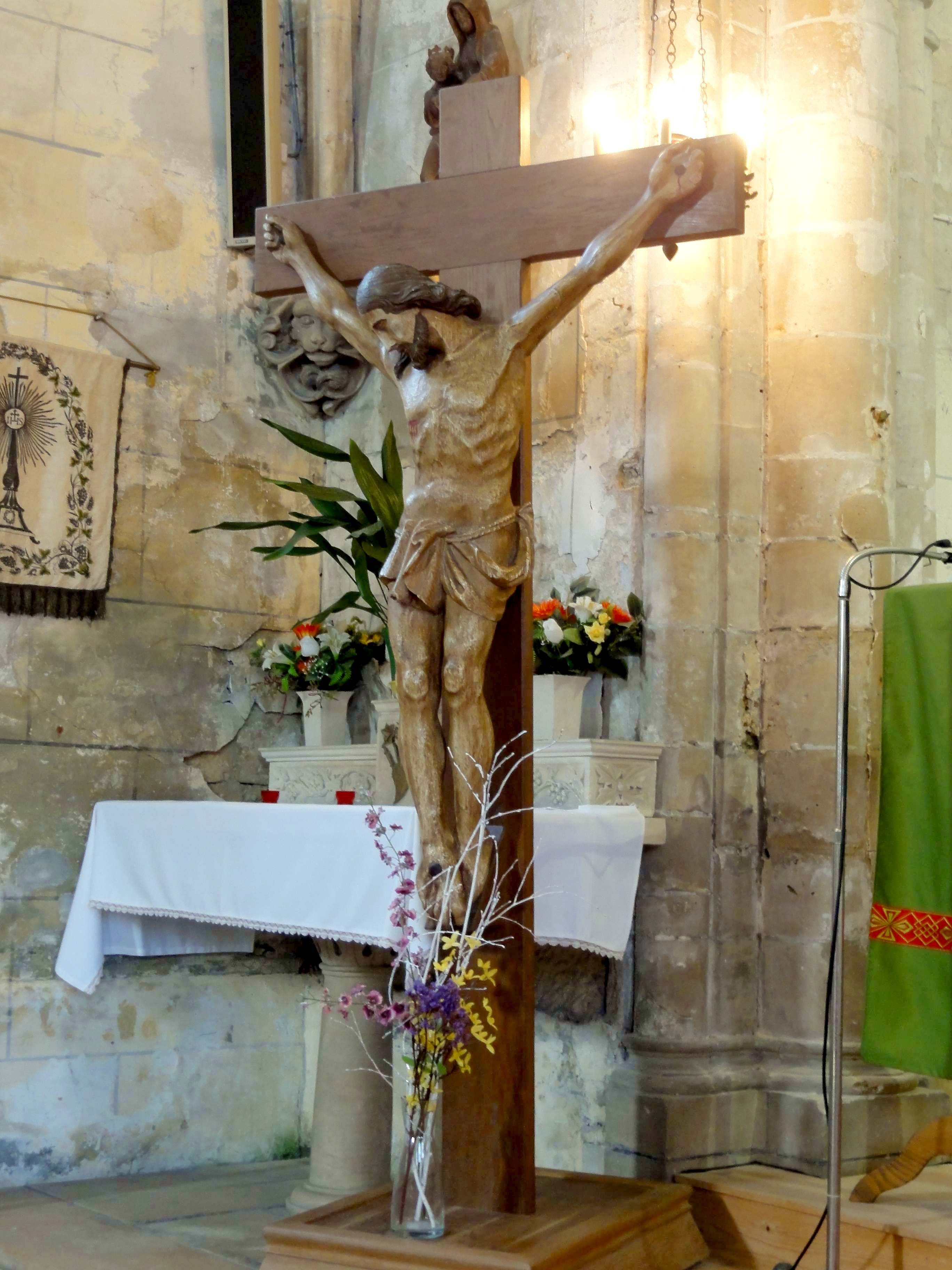
Christ en croix.

- La statue en pierre calcaire de saint Pierre de la niche de la façade occidentale date du XVIe siècle. Ses dimensions n'ont pas été prises. Elle est légèrement érodée du fait de son long séjour dehors, et la main gauche avec la clé du Paradis manque. Dans sa main droite, saint Pierre tient un livre ouvert, qu'il semble regarder ; on dit que les noms des âmes admises au Paradis y sont inscrits. L'œuvre a été inscrite en 1991[23].
- La statue de la Vierge à l'Enfant en bois taillé, au revers plat, peinte et partiellement dorée, que l'on voit dans la nef, à droite de l'arc triomphal, mesure 104 cm de hauteur, et date du XVIe siècle. Cependant, la polychromie et la dorure ont été entièrement refaites au XIXe siècle. Coiffée d'une couronne fleurdelisée, les cheveux ouverts et le regard détaché, la Vierge se tient debout, et porte son Enfant sur son bras droit, en même temps qu'elle lui présente une grande grappe de raisin de la main gauche. L'Enfant Jésus la regarde, mais ne la saisit pas, tenant déjà un livre dans sa main droite, et jouant avec une cordelette de son autre main. L'on signale une statue très similaire dans l'église de Fléchy, près de Saint-Just-en-Chaussée[24].
- Le Christ en croix en bois de chêne taillé, dans la nef, à gauche de l'arc triomphal, mesure 154 cm de hauteur, et date du XVIIIe siècle. La croix d'origine s'est perdue, et a été remplacée. Plusieurs réparations ont été effectuées avec des matériaux hétéroclites. La polychromie actuelle est moderne. L'œuvre est classée depuis 1966[25].
- Le petit groupe sculpté en bois taillé, représentant l'Éducation de la Vierge Marie par sainte Anne, sa mère, exposé au-dessus de la Christ en croix, mesure environ 60 cm de hauteur, et n'a pas encore été daté. Il est également inscrit depuis 1991[26], et n'est pas à confondre avec une sculpture polychrome du même sujet, en staff ou terre cuite, au sud de la nef.
- La Pietà ou Vierge de Pitié en pierre, au revers plat, mesure 84 cm de hauteur et 73 cm de largeur, et date du XVIe siècle. Elle provient du cimetière, et est fortement érodée du fait de son exposition aux intempéries. Manquent le bras droit de la Vierge, ainsi que la tête, le bras droit et les jambes du Christ. La jambe gauche est détachée. Le classement de l'œuvre, qui n'est actuellement pas visible dans l'église, remonte à 1964[27] (sans illustration).
- Un deuxième Christ en croix en bois taillé et peint est accroché au mur occidental de la chapelle ducale, non accessible au public. Ses dimensions n'ont pas été prises. Il a été daté du XVIe siècle, et son inscription remonte à 1991[28] (sans illustration).

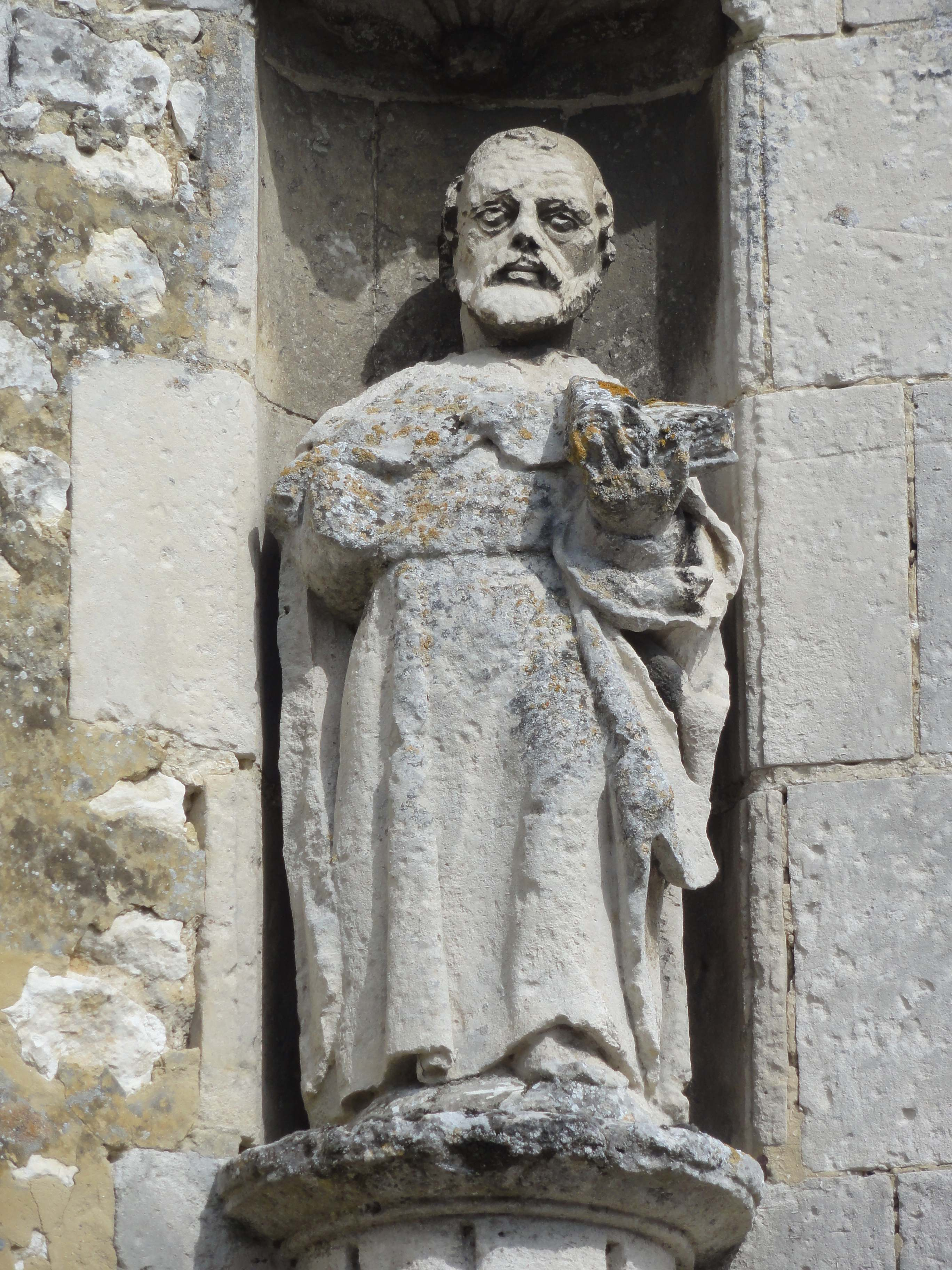
Saint Pierre.
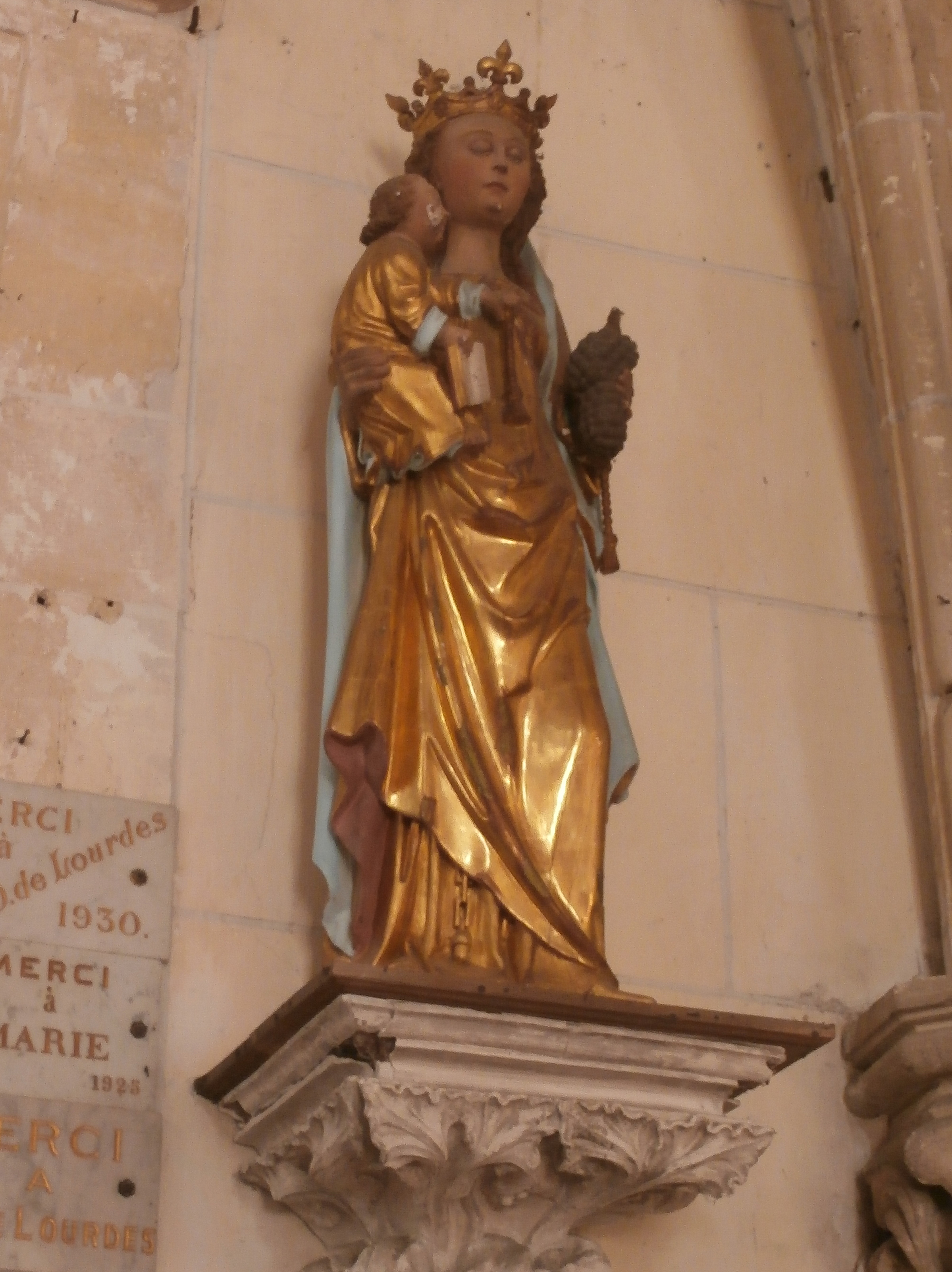
Vierge à l'Enfant.
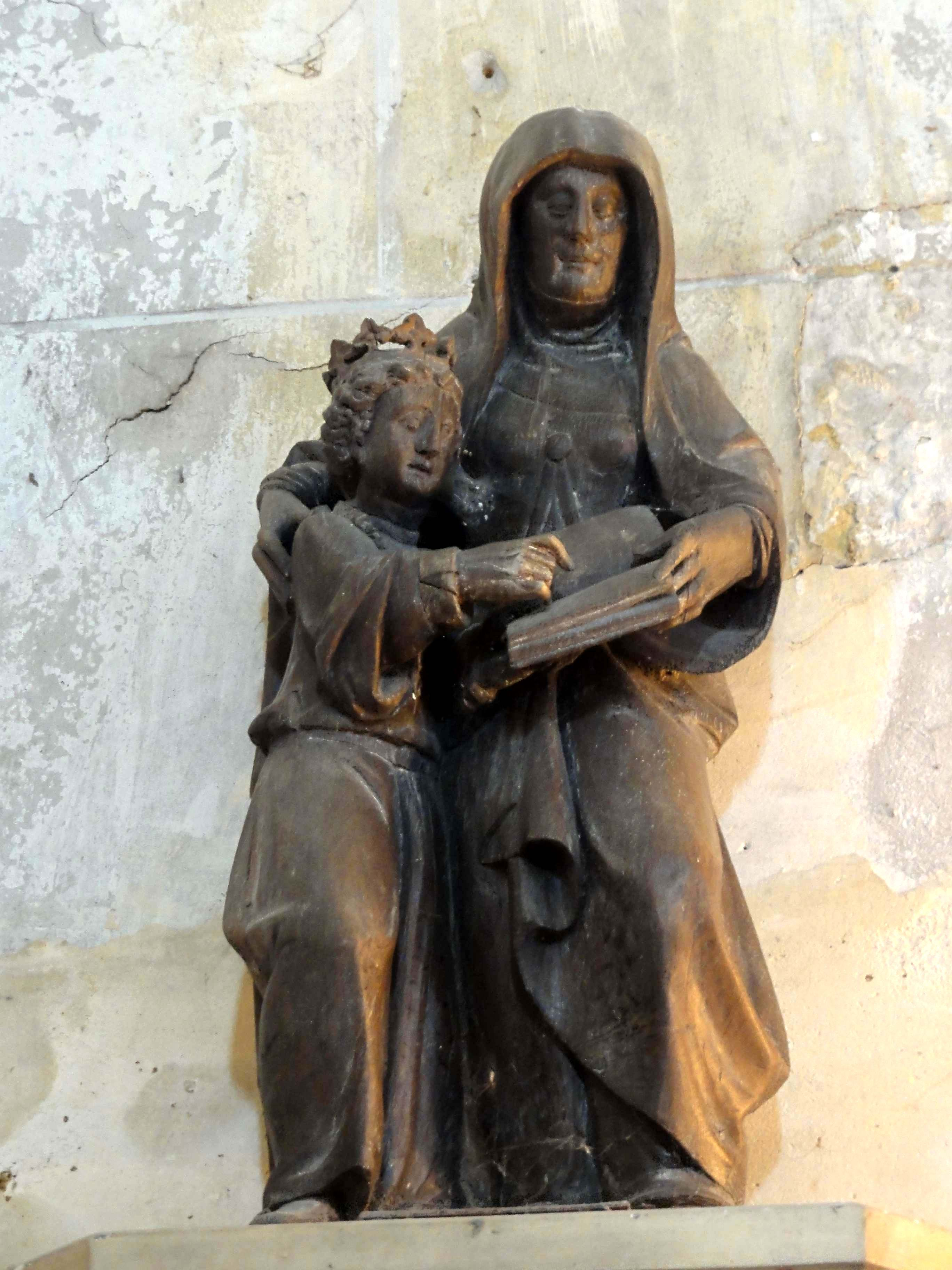
Éducation de la Vierge.
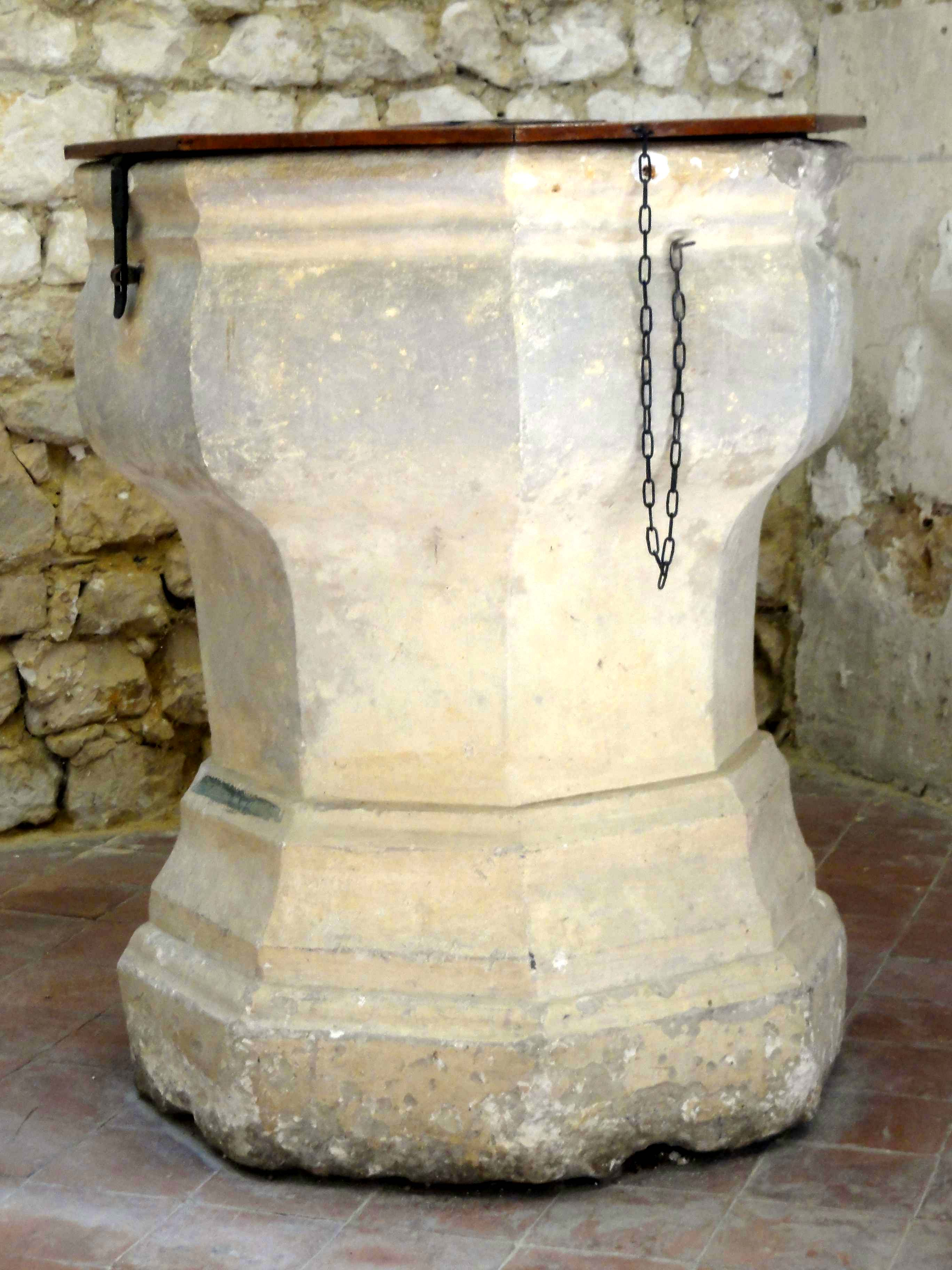
Fonts baptismaux.
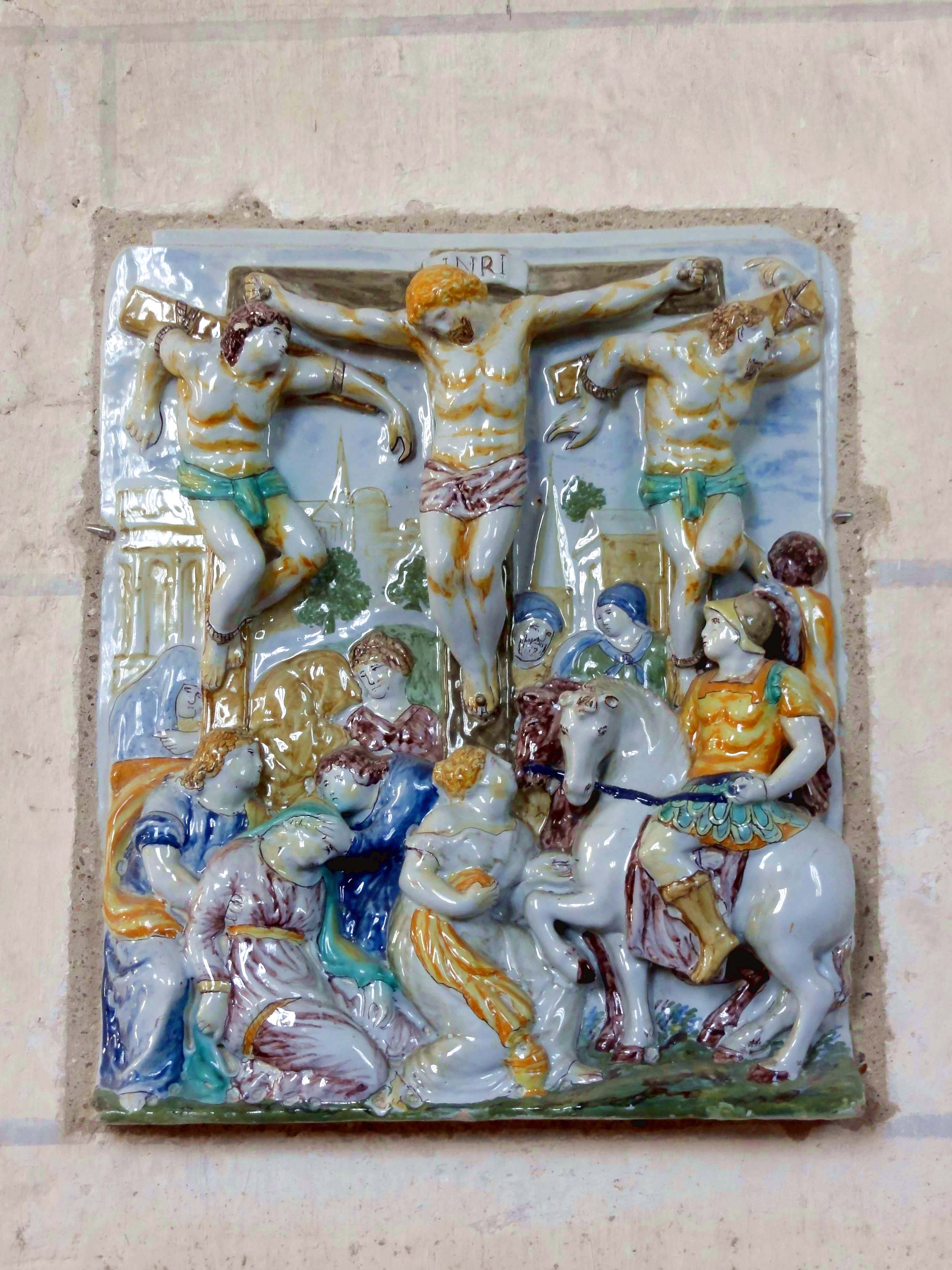
Plaque décorative.
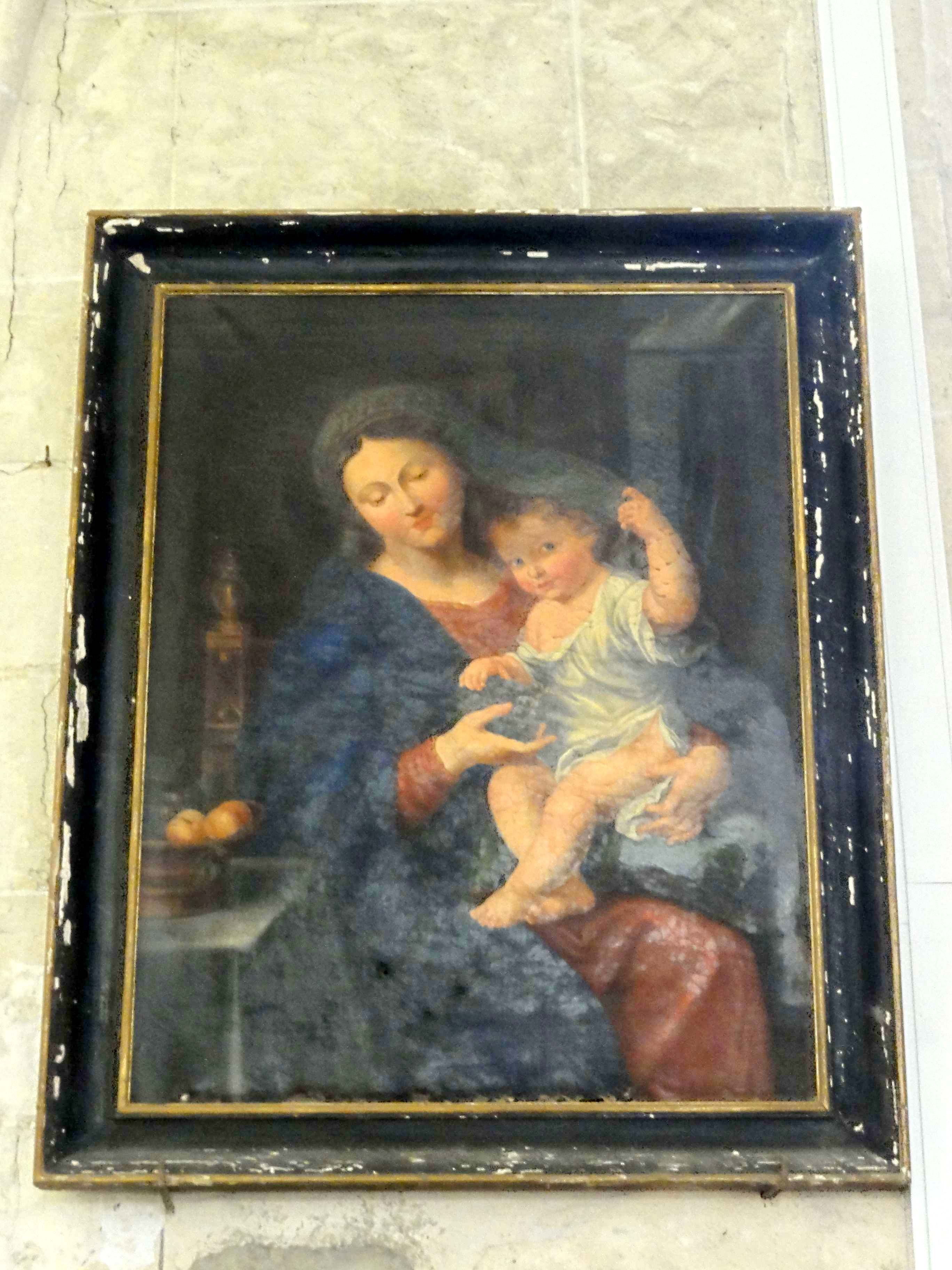
Tableau - Vierge à l'Enfant, d'après Pierre Mignard.

### Divers

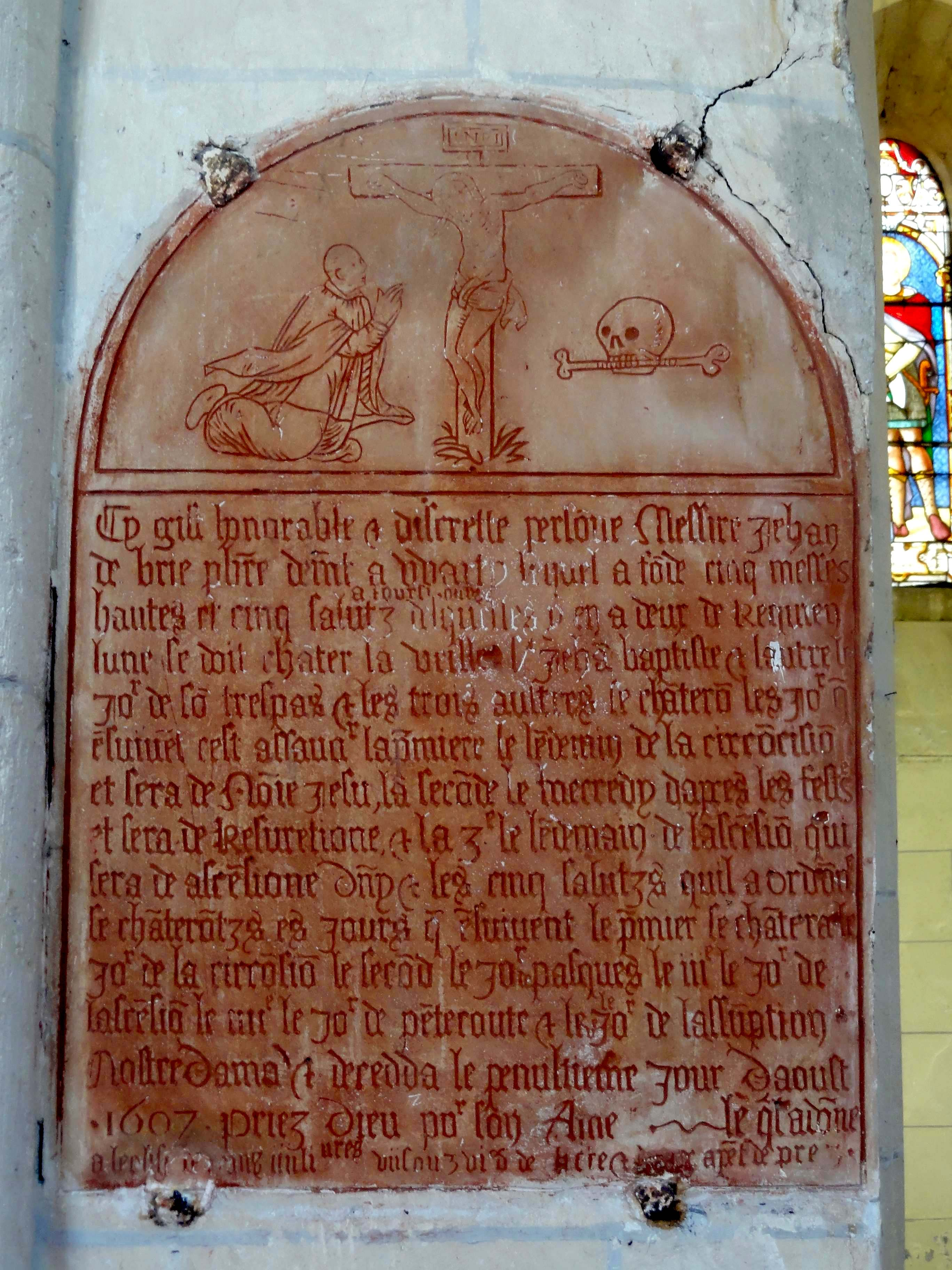
Plaque de fondation de Jehan de Brie.

- Les fonts baptismaux sous la forme d'une cuve baptismale à infusion, sont taillés dans un bloc de pierre monolithique, et dateraient du dernier quart du XVe siècle. Si cette datation était juste, ils seraient donc antérieurs à l'agrandissement de l'église au siècle suivant. Ils sont de plan octogonal, et mesurent 98 cm de hauteur avec le couvercle, moderne, et 75 cm de diamètre. Le socle est érodé. Non mouluré, il était sans doute destiné à être enterré dans le sol. La base prend la forme d'une plinthe moulurée, suivant un profil habituellement employé pour les bases des piliers, et l'amortissement des retraites des murs après les premières assise. Le pied et la cuve forment une entité homogène, sans élément de scansion horizontale. La forme est galbée, et le diamètre s'accroit du bas vers le haut. Les faces sont légèrement concaves. La bordure est agrémentée de moulures. Le classement des fonts baptismaux au titre objet remonte à 1925[29].
- La plaque de fondation du curé Jean de Brie, mort le 30 août 1607, mesure 80 cm de hauteur et 57 cm de largeur. Le registre supérieur prend la forme d'un fronton cintré. On y voit, gravés, un Christ en croix au centre ; le défunt agenouillé, en prière, à sa gauche, et un crâne avec un tibia dans ses mâchoires à droite. Le reste de la plaque est entièrement couverte d'une longue inscription en écriture gothique. Les lettres, tout comme les motifs du fronton, sont rehaussés par un mastic rouge. L'inscription est la suivante : « Cy gist honorable & discrette person[n]e Messire Jehan / de Brie pbre demt a Warty lequel a fo[n]de cinq messes / hautes et cinq salutz d[ans] l[es]quelles y en a deux de requiem / l'une se doit cha[n]ter la veille de Jeha[n] baptiste & l'autre le/ jor de so[n] trespas & les trois aultres se cha[n]tero[nt] les jor q[ui] / s[en]suive[n]t c'est assavar la p[r]emiere le le[n]demain de la circo[n]cisio[n] / et sera de No[st]re Jésu, la seco[n]de le mercredy d'apres les festes / et sera de resurectione & la 3e le le[n]demain de l'asce[n]sio[n] qui / sera de asce[n]sio[ne] [...] & les cinq salutzs quil a ordon[n]e / se cha[n]tero[n]tsz es jours q[ui] e[n]suivent le p[r]emier se cha[n]tera le / jor de la circo[n]cisio[n] le seco[n]d le jor de pasques le iiie le jor de lasce[n]sio[n] le iiiie le jor de pentecoute & le ve le jor de l'assu[m]ption / Nostre Dame é decedda le penultieme jour daoust / 1607 priez dieu po[u]r son âme [...] »[30],[31].
- La plaque décorative représentant le Christ en croix entre les deux larrons est en terre cuite moulée en demi-relief, peinte et vernissée. Elle mesure 40 cm de hauteur et 30 cm de largeur, et est datée de 1764. Le revers comporte une inscription (non publiée). La plaque est inscrite depuis 1991[32].
- Le tableau représentant la Vierge à l'Enfant avec saint Nicolas et saint Benoît est peint à l'huile sur toile, et mesure 243 cm de hauteur et 180 cm de largeur. C'est l'œuvre d'un artiste anonyme du XVIIIe siècle, qui est inscrit au titre objet depuis 1991[33].